# Kempten (Allgäu)

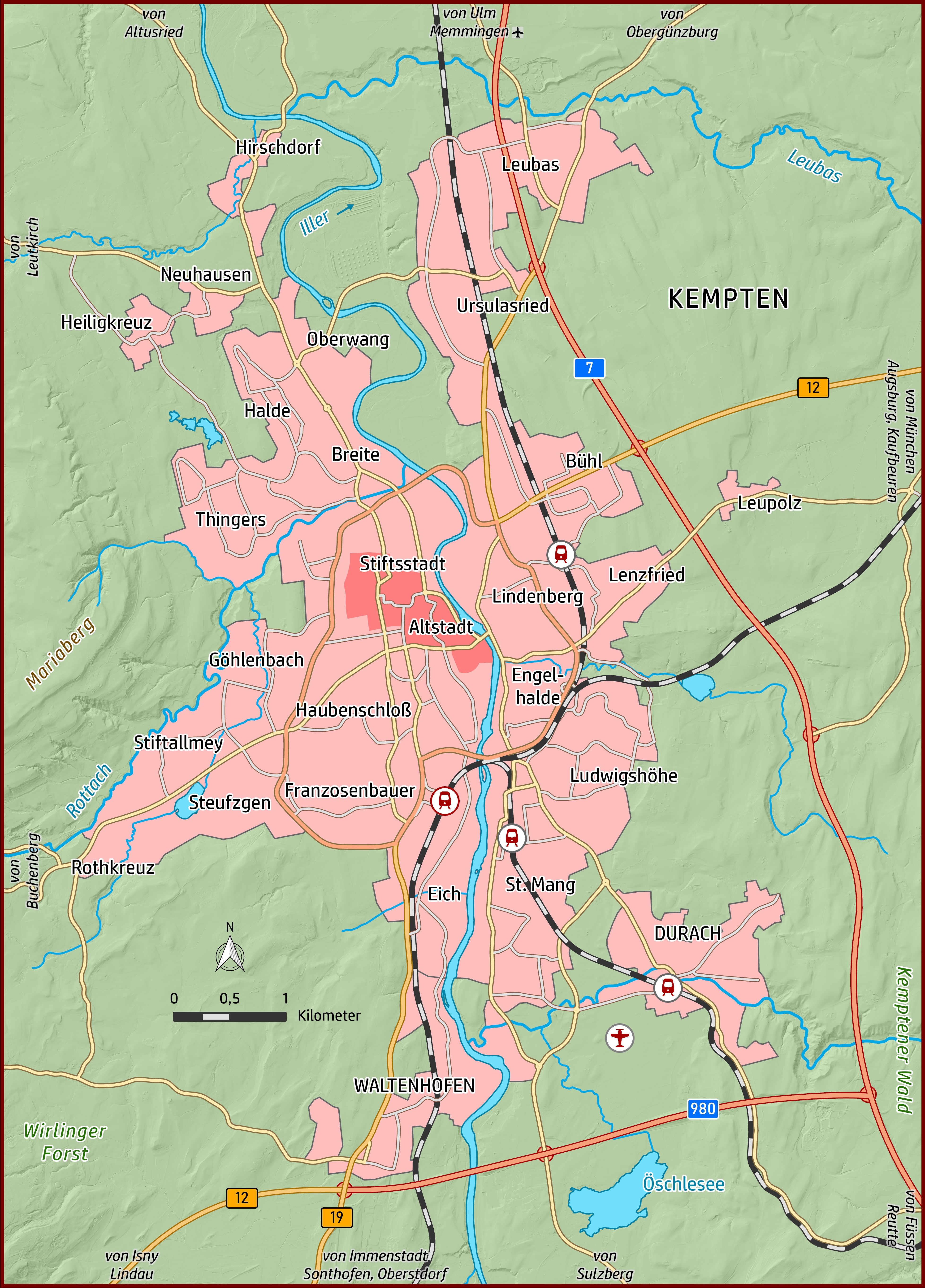
Übersichtskarte der Stadt Kempten (Allgäu)

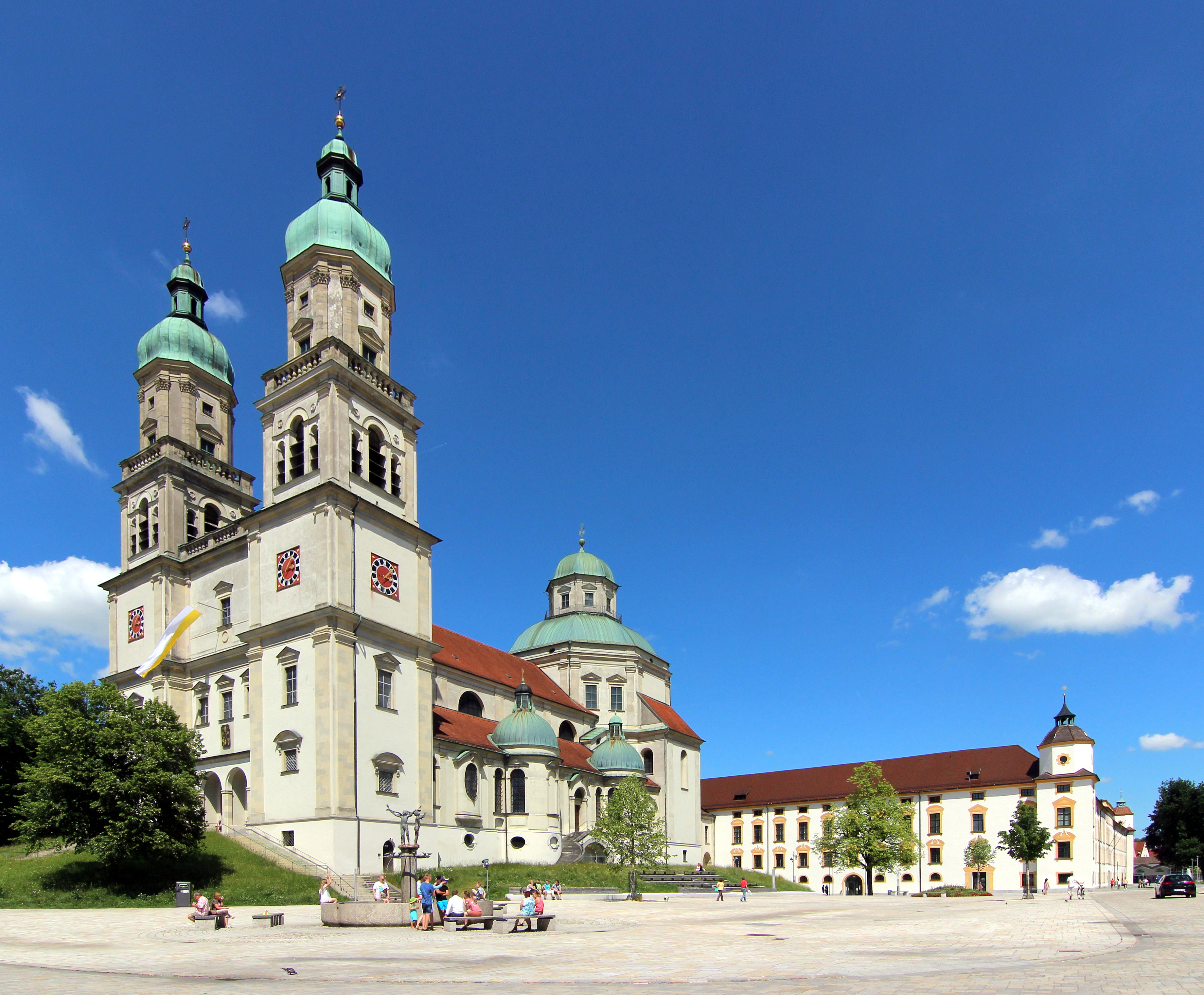
Der Hildegardplatz mit der Basilika St. Lorenz und der Fürstäbtlichen Residenz

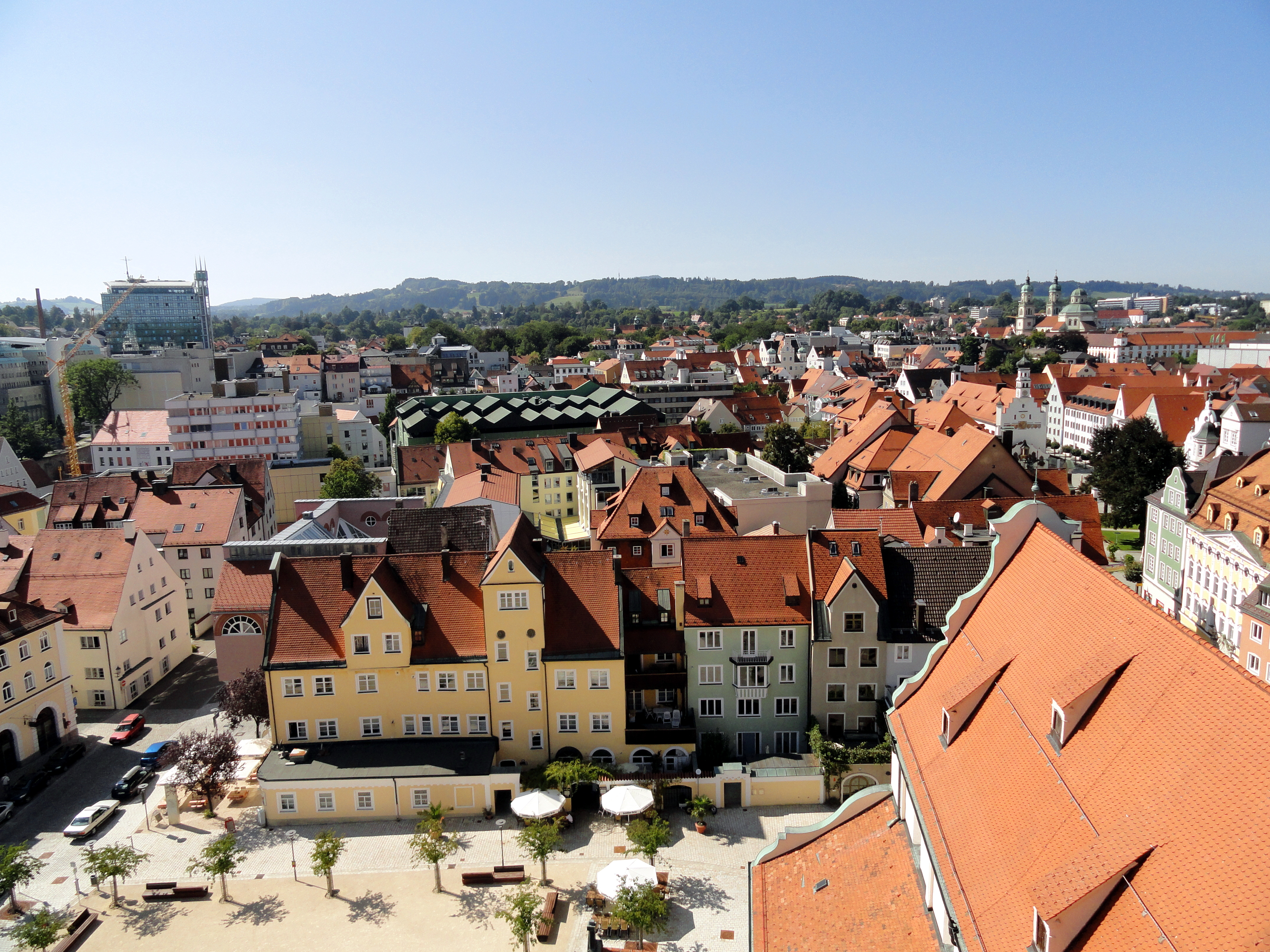
Aussicht vom Turm der St.-Mang-Kirche gegen Westen

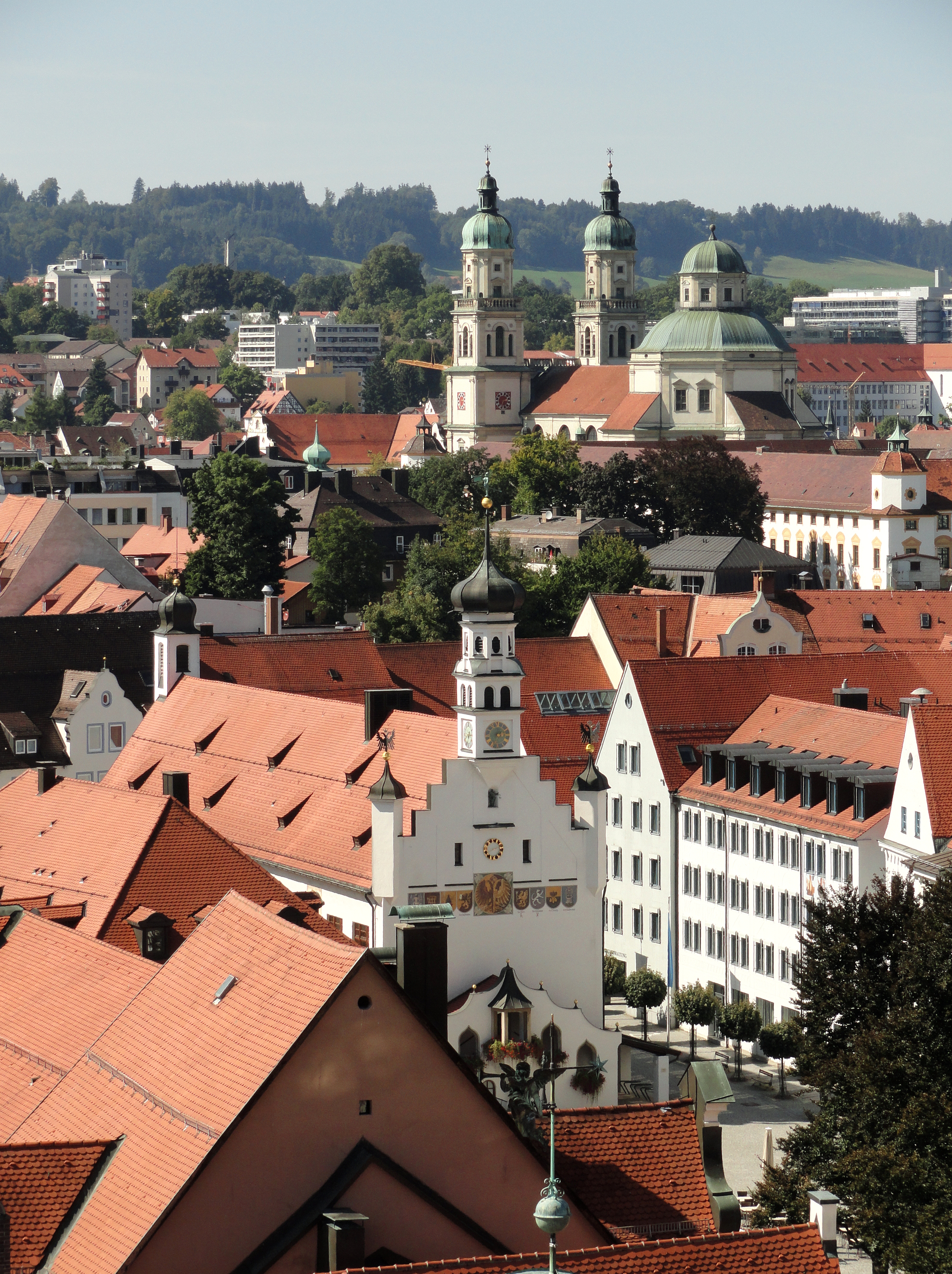
Blick vom Turm der St.-Mang-Kirche auf den Rathausplatz mit Rathaus und auf die Basilika St. Lorenz mit einem Teil der Residenz im Hintergrund

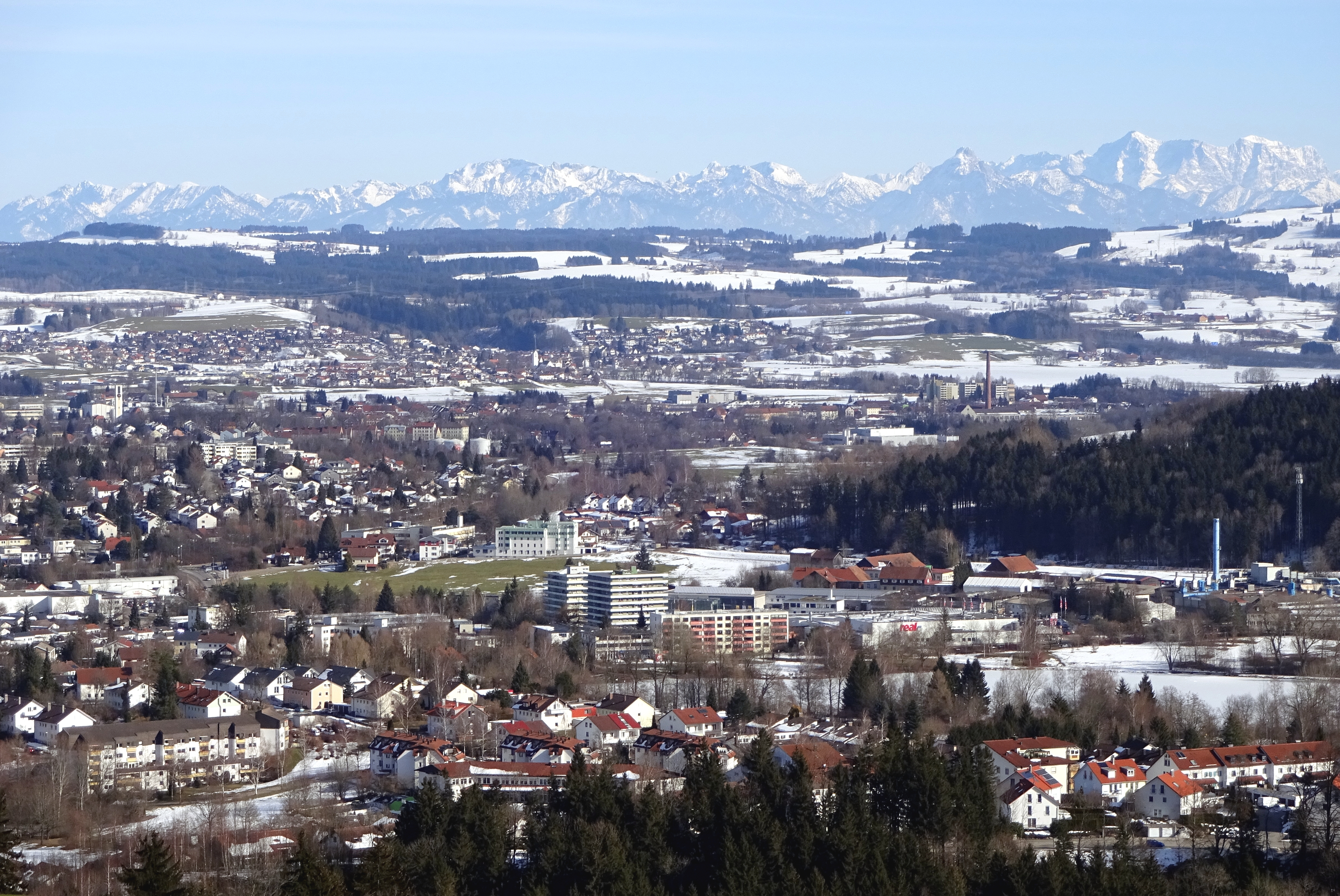
Ausblick vom nahe gelegenen Mariaberg, im Hintergrund die Ammergauer Alpen, rechts dahinter die Zugspitze

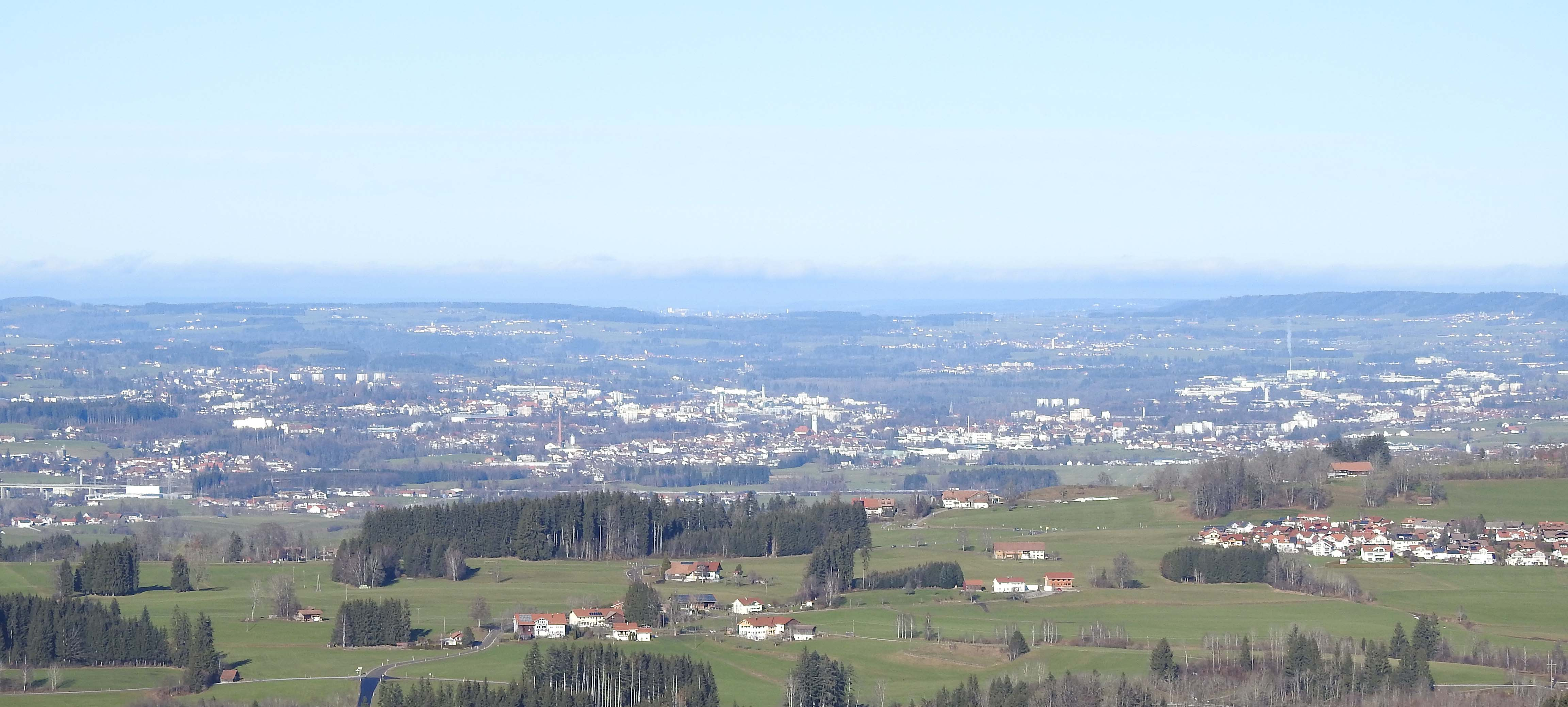
Kempten (Allgäu) von Südosten

Kempten (Allgäu) (schwäbisch Kempteⓘ) ist eine kreisfreie Stadt mit rund 68.000 Einwohnern (Stand 31. Dezember 2024) im Allgäu im bayerischen Regierungsbezirk Schwaben. Sie ist das Ober-, Schul- und Verwaltungszentrum der umliegenden Wirtschafts-, Urlaubs- und Planungsregion Allgäu mit rund 480.000 Einwohnern. Kempten ist die südlichste kreisfreie Stadt Deutschlands und nach Augsburg die zweitgrößte Stadt des Regierungsbezirks. Sie gilt als eine der ältesten Städte Deutschlands, da sie bereits in der Antike in einem schriftlichen Dokument genannt wurde. Kempten wird seit den 1930er-Jahren verstärkt als Allgäuer Ort genannt, dennoch wird dort mehr ein schwäbischer als ein Allgäuer Dialekt gesprochen; letzterer kann erst südlich von Immenstadt im Allgäu in erkennbarem Maße festgestellt werden.
Das Stadtbild ist durch das jahrhundertelange Nebeneinander zweier Stadtkerne geprägt: zum einen die sogenannte Stiftsstadt der Fürstabtei Kempten, zum anderen die Reichsstadt Kempten. Die noch heute erkennbare gegensätzliche Grund- und Aufrissstruktur macht Kempten zur Doppelstadt.
Seit 1977 befindet sich in Kempten die Hochschule Kempten, in der fast 6000 Studenten eingeschrieben sind und die somit eine der größten Fachhochschulen Bayerns ist.
Die Mittelstadt liegt am Grenzgebiet zu den österreichischen Bundesländern Tirol und Vorarlberg.

## Geographie

### Topographie
Kempten liegt 646 m bis 915 m ü. NHN am Alpennordrand an den Ufern der Iller, etwa 35 km nördlich von Oberstdorf. Die bayerische Landeshauptstadt München ist etwa 110 km von Kempten entfernt, die Regierungsbezirkshauptstadt Augsburg etwa 90 km. Vororte und nahe gelegene Ortschaften von Kempten sind Durach, Waltenhofen, Buchenberg, Wiggensbach, Lauben, Haldenwang, Wildpoldsried und Betzigau.
Von den deutschen Städten mit über 50.000 Einwohnern ist Kempten mit 672 m ü. NHN (Altstadt) nach Villingen-Schwenningen (704 m) die am zweithöchsten gelegene.
Der Hausberg der Stadt, der Mariaberg, ist mit 915 m die höchste Erhebung im Stadtgebiet. Weitere landschaftliche Akzente setzen schmale Höhenrücken und Kuppen wie die des Haubenschlosses (759 m), des Reichelsberges, der Halde (700 m) in nordsüdlicher Richtung sowie die Erhebungen der Burghalde (690 m) und des Lenzfrieder Höhenrückens (762 m) in ostwestlichem Verlauf. Im Süden beherrscht die Alpenkette das Panorama.
Das Hauptfließgewässer ist die Iller; Erosionsrinnen, Bäche und die Nebenflüsse sind Rottach, Kollerbach, Bachtelbach, Durach und Leubas, Ursulasrieder Bach sowie weitere kleinere, oft unbenannte Bachläufe. Sie führen das Wasser von Höhenrücken und Hängen in zum Teil tobelähnliche Einschnitte (Kalbsangsttobelbach) in nordöstlicher bzw. in nordwestlicher Fließrichtung der Iller zu. Die Gesamtlänge der Fließgewässer in Kempten beträgt über 176 km, die Iller selbst macht davon lediglich 13 km aus. Die größeren stehenden Gewässer in Kempten sind Bachtelweiher, Herrenwieser Weiher, Schwabelsberger Weiher und Stadtweiher; kleinere sind der Steufzger Weiher und der Weiher im Engelhaldepark. Sie alle sind künstlich aufgestaut, in der Regel bereits vor mehreren hundert Jahren.

### Geologie

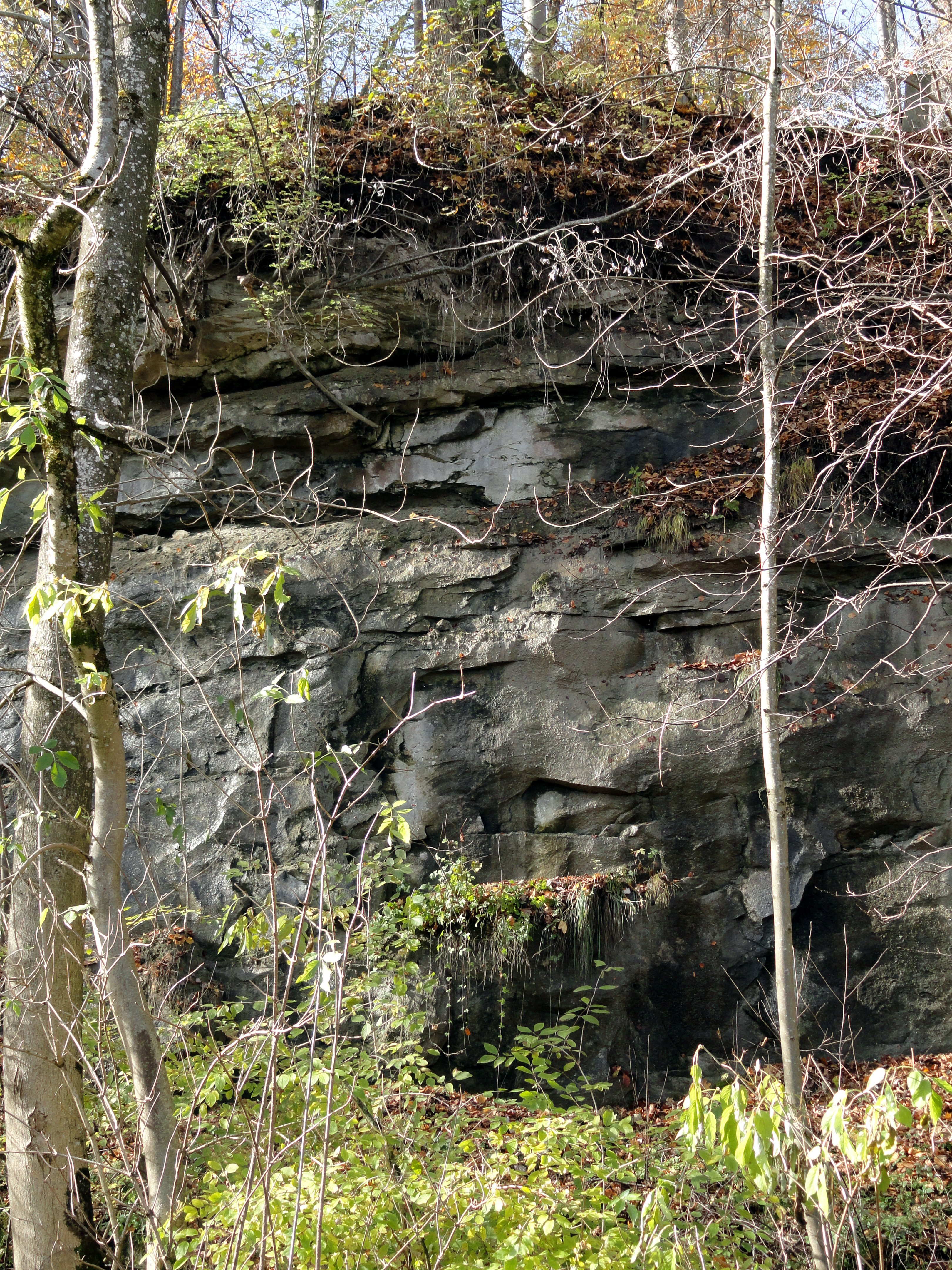
Die Untere Süßwassermolasse, eine Faltenmolasse, bildet den Illerdurchbruch in Kempten

Naturräumlich betrachtet gehört Kempten zum Voralpinen Moor- und Hügelland – genauer zur Naturraumeinheit Iller-Vorberge, die in der älteren Literatur auch als Iller-Jungmoränenland bezeichnet wurde.
Im Untergrund verläuft strukturgeologisch betrachtet die Grenze zwischen den gefalteten Gesteinen, die zum Nordrand der Allgäuer Alpen gezählt werden, und den ungefalteten Sedimenten des Molassebeckens. Die nördlichste tektonische Einheit der Alpen in diesem Raum, die Faltenmolasse, nimmt den Untergrund des Südteils des Stadtgebietes ein, während im Norden der Stadt Sedimente der ungefalteten Vorlandmolasse abgelagert wurden, die jedoch im Stadtbereich eine Aufbiegung der Schichten zu den Alpen hin aufweisen (Aufgerichtete Vorlandmolasse).
Im Tertiär, vor etwa 35 Millionen Jahren, begannen im Süden die Alpen, sich erneut stark zu heben, während sich gleichzeitig nördlich des Gebirges eine Sedimentsenke bildete. Dieses Becken war Teil eines Festlandes mit Flüssen und Süßwasserseen. Die aus den Alpen kommenden Flüsse wie die Iller transportierten Schotter, Kiese, Sande und Tone in dieses Becken (Süßwassermolasse) und lagerten das Material in Form von großen Alluvialschuttfächern wieder ab. Zeitweilig wurde das Becken auch vom Meer überflutet, und es kam zur Ablagerung von marinen Sedimenten wie glaukonithaltigen Sandsteinen (Meeresmolasse).
Während des Quartärs, einer Zeit mit starken Klimaveränderungen in Mitteleuropa, wurde das Gebiet um Kempten von den Allgäuer Alpen aus mehrfach während der Kaltzeiten vom sogenannten Illergletscher überfahren. Während der Würm-Kaltzeit vor etwa 20.000 Jahren lag der Eisrand des Illergletschers etwa 2,5 km südöstlich von Grönenbach. Das Gebiet von Kempten war zu dieser Zeit völlig von Eis bedeckt. Zahlreiche große Findlinge wie der Dengelstein bei Kempten zeugen heute von der ehemaligen Eisbedeckung. Besonders östlich von Kempten sind auf den Hochflächen in Form von Drumlins weitere Relikte der eiszeitlichen Bedeckung erhalten. Die Längsachsen der Drumlins sind dabei in Richtung der Eisfließrichtung ausgerichtet. In den Warmzeiten schmolzen die Gletscher weit in die Alpen zurück und hinterließen Gletschermühlen.
In der Folgezeit schnitten sich die vorwiegend mäandrierenden Flüsse tief in die tertiären Terrassensedimente ein. Aus der Umgebung von Kempten sind Erdbeben historisch belegt, die in Zusammenhang mit den tektonischen Bewegungen der Alpen stehen. Eines der ältesten in Deutschland belegten Erdbeben fand am 24. Februar 1478 mit einer Stärke von etwa 5,5 auf der Richterskala statt.

### Landschaftsschutzgebiete, Naturdenkmäler und Geotope
Als Landschaftsschutzgebiete sind die Schwabelsberger Weiher, der Rottachtobel, das Betzigauer Moos sowie die Iller verzeichnet. Im Stadtgebiet von Kempten sind rund 70 Bäume als Naturdenkmäler sowie der Lenzfrieder Höhenrücken als flächenhaftes Naturdenkmal ausgewiesen.
Als Geotope sind der Illerdurchbruch bei Oberkottern, die Schlucht am Mariaberg bei Thingers, das Drumlinfeld östlich von Kempten bei Wettmannsberg, der ehemalige Steinbruch südlich von Tannen sowie Prallhänge der Iller nördlich Kempten eingetragen.

### Stadtgliederung
Das Stadtgebiet besteht aus den Gemarkungen Kempten, Sankt Lorenz und Sankt Mang.
Zur Stadt gehören die Ortsteile Adelharz, Ajen, Aschen, Atzenried, Bachen, Bachtelmühle, Bachtelsteig, Bahnholz, Batzen, Bezachmühle, Binzenried, Birken, Bockarten, Borstadels, Breiten, Bremberg, Bucharts, Bühl, Bühls, Burkarts, Dolders, Dorns, Dottenried, Dreifaltigkeit, Eggen, Eich, Ellatsberg, Ellharten, Elmatried, Eppenried, Feigen, Felben, Greinats, Grub, Hafenthal, Halden, Härtnagel, Härtnagel am Mariaberg, Hasenbühl, Haslach, Haßberg, Haubensteig, Heiligkreuz, Hinterbach, Hinteregg, Hinterholz, Hinterrottach, Hirschdorf, Hochstraß, Höflings, Hohenrad, Hub, Jägers, Johannisried, Kargen, Kaurus, Kempten (Allgäu), Kindo, Klingen, Kniebos (siehe Burg Kniebos), Kollerbach, Kornangers, Lämmlings, Lauben o.d.Bruck, Lauben u.d.Bruck, Leinschwenden, Lenzfried, Letten, Leubas, Leupolz, Leupratsried, Lochbruck, Lotterberg, Lugemanns, Mariaberg, Mayrhof, Mollenmühle, Moos, Moosers, Motzen, Mühlbach, Neuhausen, Oberbühl, Obergrünenberg, Oberheggers, Oberried, Oberschmieden, Oberwang, Oberwies, Oberwittleiters, Ohnholz, Öschberg, Prestlings, Rappenscheuchen, Rauhen, Reichselsberg, Reinharts, Reisachmühle, Reiters, Ried, Riederau, Ringlers, Rockhöflings, Rößlings, Rothkreuz, Rottach, Rottachmühle, Sankt Mang, Schatten, Schelldorf, Schlatt, Schnattern, Schwabelsberg, Schwarzen, Seeangers, Segger, Seibäumen (siehe auch Franzosenbauer), Sommers, Stadtallmey, Stadtweiher, Staudach, Staudach bei Mariaberg, Steig, Steinberg, Sterklings, Steufzgen, Stiftallmey, Stiftbleiche, Stöcken, Stockers, Stoffels, Stölzlings, Stürmers, Tannach, Tannen, Thingers (I u. II), Unterbühl, Untergrünenberg, Unterheggers, Unterried, Unterschmieden, Unterwang, Unterwies, Unterwittleiters, Ursulasried, Voglsang, Vorderhalden, Vorderwaldmanns, Wegflecken, Weidach, Weidachsmühle, Weihers, Wettmannsberg, Wies, Zollhaus, Zur Rottach
Insgesamt gibt es 155 Ortsteile. Viele der oben genannten Orte sind mit Kempten zusammengewachsen, andere weisen eine eher ländliche Struktur auf.

### Klima
Kempten liegt bei mittleren Jahresdurchschnittstemperaturen und Niederschlagsmengen im deutschen Durchschnitt, jedoch befindet sich die Niederschlagsmenge im oberen Bereich. Mit 1272 Millimeter durchschnittlichem Niederschlag und einer Durchschnittstemperatur von 6,9 Grad Celsius im Jahr (von 1961 bis 1990) fällt die Stadt nicht aus dem Rahmen der gemäßigten Klimazone.
Wie im gesamten Voralpenland kommt es öfter im Jahr zu Föhn und durch den Wolkenstau vor den Alpen zu ergiebigen Niederschlägen in Form von Regen oder Schnee. Aufgrund von Überschwemmungen der Iller wurde die Hochwasserschutzmauer nach dem Pfingsthochwasser 1999 auf dem linken Illerufer verlängert. Die Maßnahme hat sich beim Alpenhochwasser 2005 erstmals bewährt.

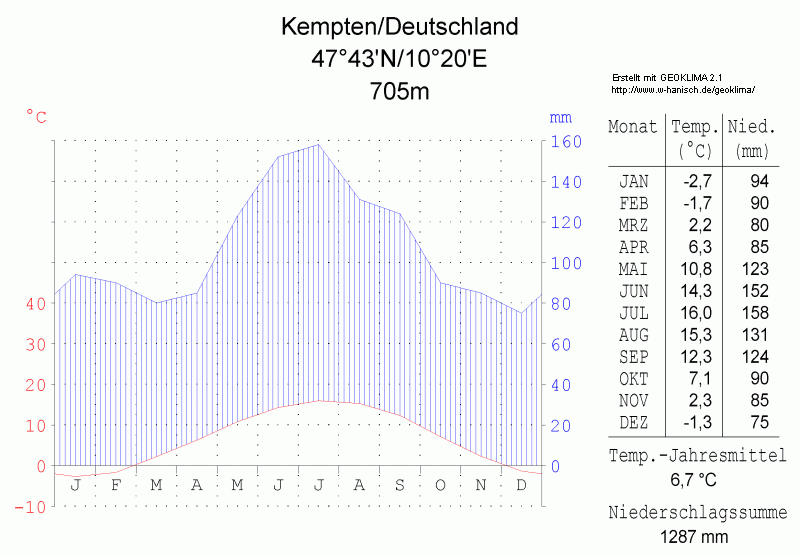
Klimadiagramm von Kempten

|                       | Jan  | Feb  | Mär  | Apr  | Mai  | Jun  | Jul  | Aug  | Sep  | Okt  | Nov  | Dez  |   |      |
| Mittl. Tagesmax. (°C) | 2,0  | 3,7  | 7,3  | 11,3 | 16,1 | 19,3 | 21,5 | 21,0 | 18,4 | 13,7 | 7,0  | 2,8  | ⌀ | 12   |
| Mittl. Tagesmin. (°C) | −6,2 | −5,0 | −1,9 | 1,4  | 5,2  | 8,8  | 10,9 | 10,6 | 7,8  | 3,7  | −1,2 | −5,1 | ⌀ | 2,5  |
|                       |      |      |      |      |      |      |      |      |      |      |      |      |   |      |
| Niederschlag (mm)     | 83   | 78   | 79   | 96   | 115  | 163  | 141  | 156  | 103  | 76   | 94   | 90   | Σ | 1274 |
|                       |      |      |      |      |      |      |      |      |      |      |      |      |   |      |
| Sonnenstunden (h/d)   | 2,6  | 3,1  | 4,3  | 5,0  | 5,9  | 6,2  | 7,2  | 6,7  | 5,7  | 4,7  | 2,8  | 2,3  | ⌀ | 4,7  |
|                       |      |      |      |      |      |      |      |      |      |      |      |      |   |      |
| Regentage (d)         | 13   | 11   | 12   | 13   | 14   | 15   | 14   | 14   | 10   | 9    | 11   | 12   | Σ | 148  |
|                       |      |      |      |      |      |      |      |      |      |      |      |      |   |      |
| Luftfeuchtigkeit (%)  | 84   | 82   | 78   | 76   | 75   | 75   | 75   | 78   | 81   | 83   | 84   | 84   | ⌀ | 79,6 |

| −6,2 |

| −5,0 |

| −1,9 |

| 1,4 |

| 5,2 |

| 8,8 |

| 10,9 |

| 10,6 |

| 7,8 |

| 3,7 |

| −1,2 |

| −5,1 |

| −6,2 |

| −5,0 |

| −1,9 |

| 1,4 |

| 5,2 |

| 8,8 |

| 10,9 |

| 10,6 |

| 7,8 |

| 3,7 |

| −1,2 |

| −5,1 |

## Ortsname
Kempten wird in Medien gelegentlich auch als Hauptstadt des Allgäus, Allgäu-Metropole oder Illerstadt bezeichnet.
In einer Schrift erwähnte der Geograph Strabon um Christi Geburt einen Ort Καμβοδουνον (Kambódounon) bzw. Kandobounon (Manuskriptvariante, wohl ein Schreibfehler) als Stadt (polis) der keltischen Estionen. Auf einem Budapester Grabstein aus dem 2. Jahrhundert ist der Name Camboduno überliefert, in der gleichen Form findet sich der Name auf der Peutingerschen Tafel wieder. Campoduno ist im Itinerarium Antonini belegt. In der Notitia Dignitatum ist das spätrömische Cambidano erwähnt.
Im 8. bis zum 9. Jahrhundert wurde das heutige Kempten als Campidona genannt. Beispiele hierfür sind Campidonensis cenobium (733) oder das monasterium quod dicitur Campidona (889).
Die deutsche Form erschien erstmals als Kemptun im Jahr 1263, Kemtun 1287, Kemptůn 1293, Kempton 1295. Die Form Kemptun trat noch im 14. Jahrhundert auf, Kempten erstmals 1338.
Die ältere Herleitung des Ortsnamens aus dem Männernamen Cambo gilt als widerlegt. Das gallische Namenelement *kambo-, latinisiert Cambo-, bedeutet entweder „Krümmung“, „Buchtung“ oder „Halbinsel“, vom Adjektiv *kambos mit der Bedeutung „krumm“. Das Element *dūnon mit der Bedeutung „Burg“ oder „Feste“, latinisiert -dūnum, ist regelmäßig zu -tun, -ten entwickelt.
Die ursprüngliche Namensform bezeichnet also etwa eine „Burg an der Krümmung oder auf einer Halbinsel“.

## Geschichte

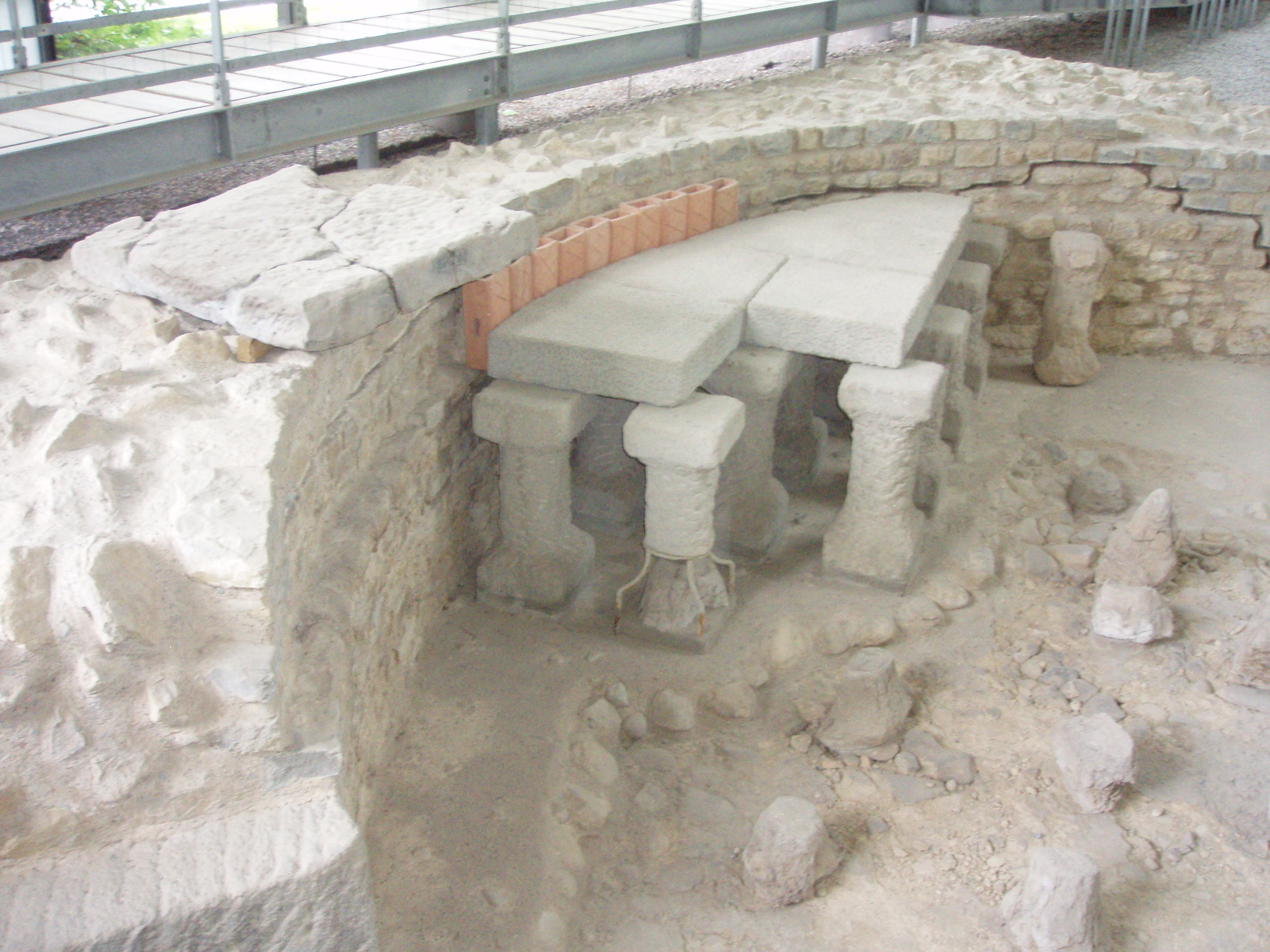
Heizungsanlage der Kleinen Thermen von Cambodunum

### Antike: Cambodunum
Kempten zählt neben Speyer, Worms, Trier, Köln und Augsburg zu den ältesten Städten Deutschlands. Die Geschichte Kemptens reicht mindestens bis in die Zeit der römischen Eroberung des Alpenvorlandes um 15 v. Chr. zurück. In dem vor 18 n. Chr. verfassten vierten Buch der Erdbeschreibung des griechischen Geografen Strabon ist die keltische Siedlung Kambodounon erstmals schriftlich bezeugt. Allerdings fehlen bislang sichere archäologische Zeugnisse für eine größere Siedlung aus vorrömischer Zeit. Als gesichert gilt dagegen die Existenz der römischen Stadt Cambodunum seit etwa der Zeit der besagten römischen Eroberung des Alpenvorlandes durch Drusus und Tiberius. Wahrscheinlich war Cambodunum im ersten und zweiten Jahrhundert die Hauptstadt der Provinz Rätien, bevor das neugegründete Augsburg seit dem späteren 2. Jahrhundert diese Funktion übernahm.
Die Blütezeit der Stadt war das 1. und 2. Jahrhundert. Im späteren 3. Jahrhundert wurde Kempten durch die Anlage des Donau-Iller-Rhein-Limes zur römischen Grenzstadt. Auf und bei dem heute als Burghalde bezeichneten Hügel im Flusstal entstand eine ummauerte spätrömische Kastellsiedlung; sie trug den Namen Cambidanum und erstreckte sich von der Burghalde nach Norden bis zu der Kuppe, auf der heute die St.-Mang-Kirche steht. Eine Abteilung der 3. Italischen Legion war dort dauerhaft stationiert.

### Mittelalter: Zwei Städte

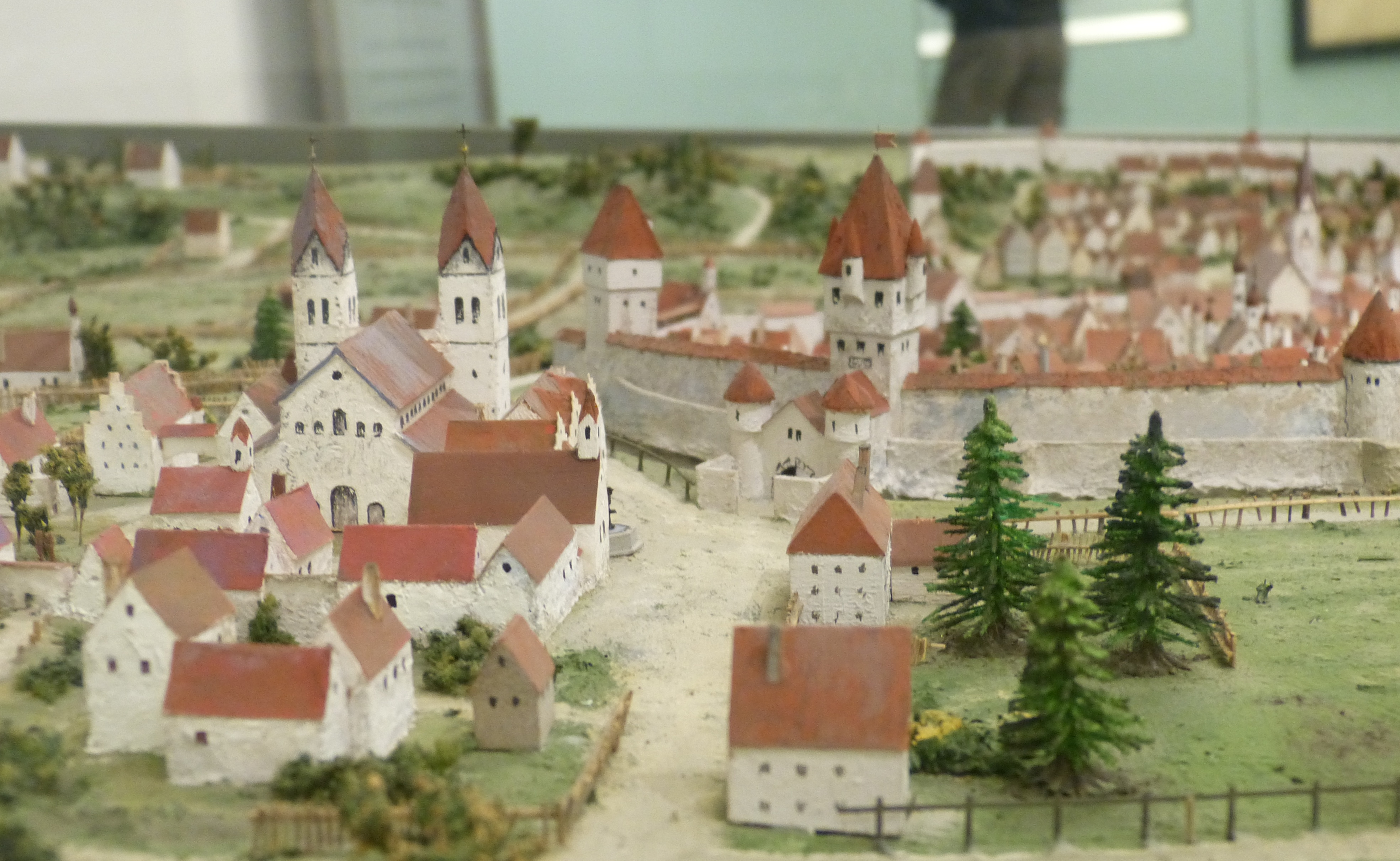
Situation vor dem Dreißigjährigen Krieg: Das Marienmünster des Fürststifts Kempten vor den Toren der Reichsstadt Kempten

Die mittelalterliche Siedlungsgeschichte Kemptens ist komplex; die stadtgeschichtliche Literatur bietet etliche einander widersprechende Versionen. Intensive archäologische Forschungen seit Gründung der Stadtarchäologie 1982 konnten viele Irrtümer ausräumen.
Seit der Mitte des 8. Jahrhunderts bestand auf der linken Illerhochterrasse ein Kloster in Kempten, als dessen Abt und erster Gründer für das Jahr 752 Audogar genannt ist. Wahrscheinlich diente als Klosterkirche eine wenige Jahre zuvor entstandene, vom Augsburger Bischof Wikterp geweihte Marienkirche. Ihr Erbauer war der St. Galler Mönch Theodor, der zusammen mit dem Heiligen Magnus ins Allgäu gekommen war. Das frühmittelalterliche Kloster stand im Bereich des Ostflügels der heutigen Residenz und nicht am St.-Mang-Platz oder auf der Burghalde, wie in der älteren Literatur gemutmaßt wurde.
Die beiden alten Kemptener Pfarrkirchen St. Mang und St. Lorenz haben frühmittelalterliche Vorläufer: Es wurden unter bzw. neben beiden Kirchen Reste der Vorgängerbauten sowie umfangreiche Gräberfelder archäologisch untersucht, die bei beiden Kirchen bis ins späte 7. Jahrhundert zurückreichen. Damit ist die Existenz einer frühmittelalterlichen Siedlung vor der Gründung des Klosters belegt.
Ab 773 förderte angeblich Königin Hildegard, die Ehefrau Karls des Großen, das Kloster Kempten. Sie wurde seitdem als (zweite) Gründerin und Stifterin verehrt. Ebenfalls angeblich bestätigte Karl 774 die Rechte und den Besitz des Klosters. 777 soll Papst Hadrian I. das Kloster in Kempten geweiht haben, doch ist kein Aufenthalt dieses Papstes nördlich der Alpen belegt.
Durch die Förderung der Karolinger - nach Hildegard und Karl auch durch ihren Sohn Ludwig den Frommen - stieg das Kloster Kempten zum flächenmäßig größten und bedeutendsten Herrschaftsträger im Allgäu auf. Dem Fürstabt (Titel seit dem 12. Jahrhundert belegt) gelang es, aus der Siedlung am Flussübergang eine Stadt zu entwickeln. Kloster und Stadt waren bis in die zweite Hälfte des 13. Jahrhunderts durch die Iller getrennt, die erst kurz vor 1300 in ihr heutiges Bett verlegt wurde. Die Iller war zugleich die Grenze zwischen den Bistümern Konstanz und Augsburg; die alte Grenzlinie wurde nach der Flussverlegung noch bis 1827 beibehalten.

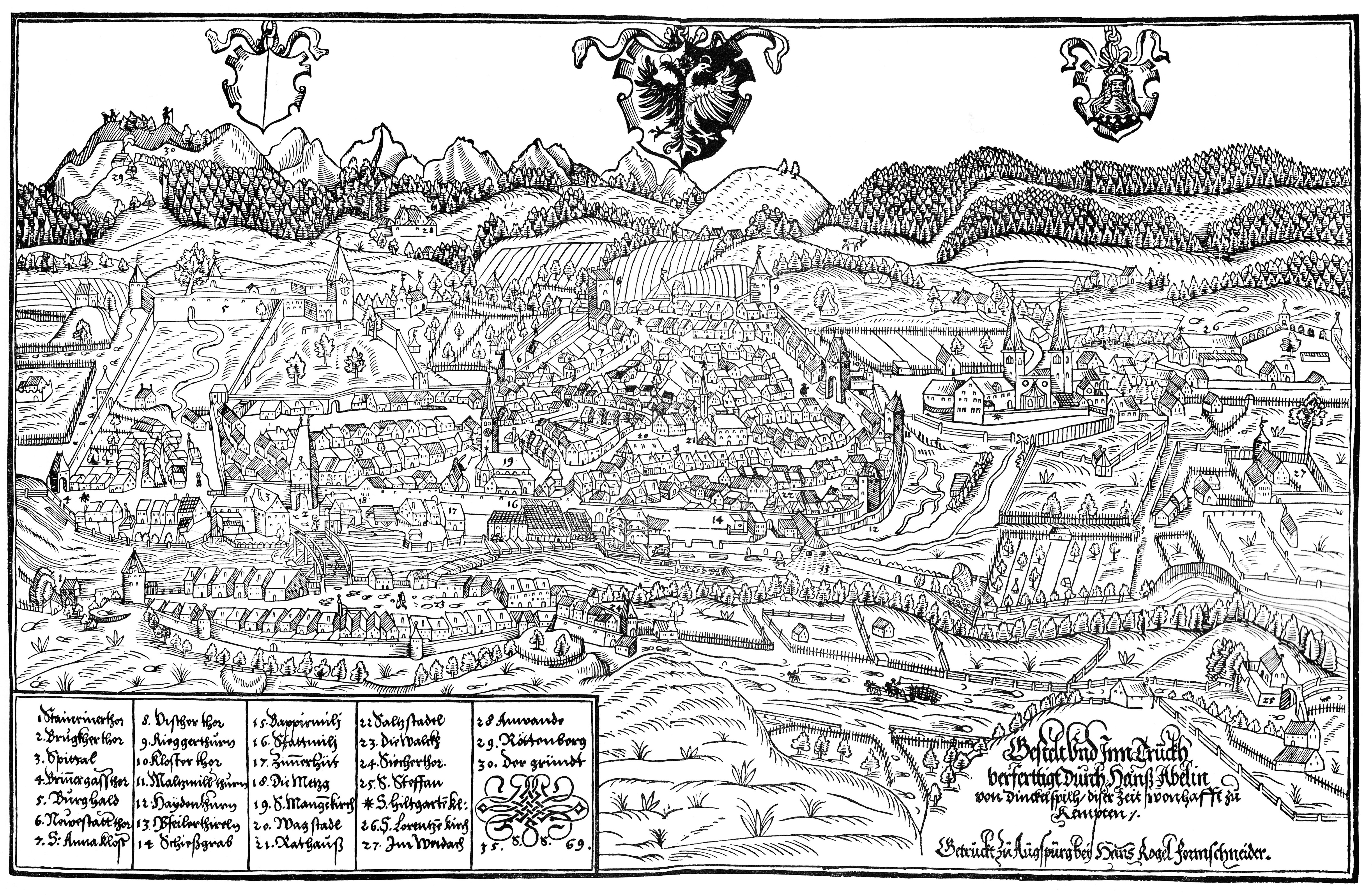
Die ummauerte Reichsstadt Kempten mit dem vor den Reichsstadtmauern liegenden Fürststift in einem Holzschnitt von 1569

Der Stauferkönig Friedrich II. belehnte 1213 den Abt des Fürststiftes mit der Grafschaft Kempten. Ein Privileg König Rudolfs von Habsburg im Jahre 1289 war der erste Schritt auf dem langen Weg der Reichsstadt aus dem Hoheitsbereich des Abtes. Die Privilegien des 14. Jahrhunderts festigten Kemptens Status als Reichsstadt.
Doch erst im sogenannten „Großen Kauf“ von 1525 gab der Fürstabt seine immer noch umfangreichen Besitz- und Nutzungsrechte innerhalb der Reichsstadt auf. Die wirtschaftliche Grundlage Kemptens bildeten der vom Reich geschützte Fernhandel mit Salz sowie der Handel mit lokal gefertigten Leinenstoffen und Schmiedeerzeugnissen.
Der Status Kemptens als reichsunmittelbare Stadt inmitten des Herrschaftsgebietes des gleichermaßen reichsunmittelbaren Fürststifts führte zu ständigen Auseinandersetzungen zwischen den Bürgern der Reichsstadt und dem Fürstabt des Fürststifts Kempten. So nutzten 1363 Kemptener Bürger die alljährliche Einladung des Abtes zum Martinsessen zur Eroberung der Stadtburg auf der Burghalde, die dem Abt gehörte und mit einem Vogt besetzt war. Der Bau einer eigenen Schule (1358) und die Stiftung einer Kirchenbibliothek für die Stadtprediger (1437) unterstrichen die Eigenständigkeit der Stadt.
An der Iller entstand 1477 mit den ersten beiden Papiermühlen ein neuer Wirtschaftszweig.
Durch Kaiser Friedrich III. erhielt die Reichsstadt Kempten im Jahr 1488 das Recht, den Reichsadler mit der Kaiserkrone in ihrem Stadtwappen zu führen. Ein Kemptener Truppenkontingent hatte sich bei der Befreiung des in Brügge gefangenen jungen Königs Maximilian besonders ausgezeichnet. Der Reichsadler ziert heute noch die vom Träger aus rechte Hälfte des Stadtwappens.

### Reformation und Religionskriege
Vor den Toren der evangelischen Reichsstadt befanden sich das katholische Kloster und sein Umland mit Bediensteten, Zünften und Bauern. Die harte Haltung der Fürstäbte gegenüber ihren Untertanen und damit verbunden die Bauernkriege sowie die Glaubensüberzeugungen der Reformation und das neue Selbstbewusstsein der Bürgerschaft brachten Stadt und Kloster in eine schwierige Situation. Immerhin erlangte die Reichsstadt durch das Ausnutzen einer misslichen Situation des Fürstabts eine weitestgehende Unabhängigkeit vom Kloster. Der Weg zu einer religiösen Reformation in der Reichsstadt war geebnet. Nach der Entwicklung zu einer protestantischen Reichsstadt war die Situation zwischen Reichsstadt und Kloster angespannter als jemals zuvor.

#### „Großer Kauf“ und neue religiöse Strömungen

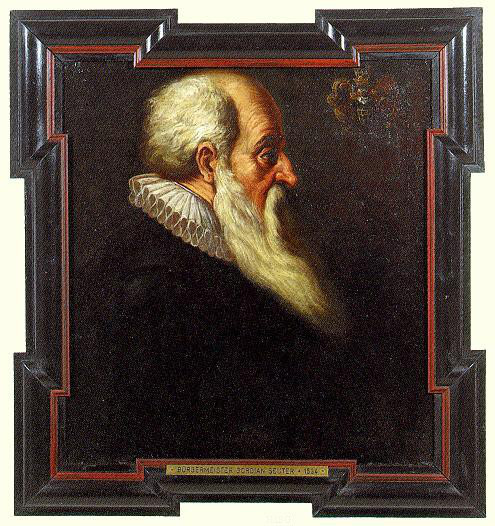
Der reichsstädtische Bürgermeister Gordian Seuter, auch Kaiserlicher Rat und Bundesrat im Schwäbischen Bund, verhandelte mit dem Fürstabt den „Großen Kauf“: Durch den Kauf befreite sich die Reichsstadt von der Fürstabtei.

Die vollständige Unabhängigkeit vom Fürststift erwarb die Reichsstadt 1525 im „Großen Kauf“. Zu Anfang des Deutschen Bauernkriegs kam es nach der erfolglosen Übergabe einer formulierten Beschwerde der Bauern zur Plünderung des Klosters durch stiftkemptische Bauern, die gegen das besonders harte Regiment des Fürstabts Sebastian von Breitenstein und die immensen vom Stift auferlegten Lasten – er verlangte von seinen Untertanen ständig weitere Abgaben – rebellierten. Die Aufständischen wurden zwar vorerst niedergeschlagen, aber 1525 musste der Fürstabt aus seiner von den Bauern belagerten Burg Liebenthann flüchten. Er suchte heimlich Asyl in der Reichsstadt, wo ihn der damalige Altbürgermeister Gordian Seuter erkannte und die Situation nutzte, den Fürstabt zur Unterzeichnung des mit ihm längst ausverhandelten Vertrags über die Abtretung seiner verbliebenen Rechte in der Reichsstadt zu bewegen: Der Abt wurde so lange nicht aus der Stadt gelassen, bis er den Vertrag unterzeichnet hatte, der dann auch von Kaiser und Papst bestätigt wurde und somit Rechtskraft erlangte. Der auf Bargeld angewiesene Sebastian von Breitenstein verkaufte am 6. Mai 1525 für 30.000 Gulden seine verbliebenen herrschaftlichen Rechte in der Stadt an die Bürger. Um diesen immensen Geldbetrag aufwenden zu können, wurden die Bürger der Reichsstadt mit einer zusätzlichen Abgabe besteuert. Da sie evangelisch gesinnt waren verkauften sie die als entbehrlich angesehenen Kirchenschätze. Darunter fallen Reliquiare, Kelche und Monstranzen.
Damit war zugleich der Weg für den Wechsel der Reichsstadt zur Reformation geebnet. Die Reichsstadt gehörte 1529 zu den Vertretern der protestantischen Minderheit (Protestation) auf dem Reichstag zu Speyer für Martin Luthers Lehre. 1530 unterzeichnete die Reichsstadt Kempten die Confessio Augustana (Augsburger Bekenntnis). Ihre Bürgerschaft forderte die ungehinderte Ausbreitung des evangelischen Glaubens.
So wie in vielen evangelischen Städten Süddeutschlands kam es auch in Kempten zu Auseinandersetzungen zwischen Lutheranern und Reformierten. Im Jahr 1527 wurde Jakob Haystung erster protestantischer Prediger der St.-Mang-Kirche; er war Anhänger von Huldrych Zwingli und predigte offensiv seine Lehren. Zum Dreikönigstag ließ der Rat die Bürger über die Bilderfrage abstimmen: 500 forderten die Zerstörung jeglichen Kirchenschmucks, 174 setzten sich für den Erhalt ein. Daraufhin kam es zum Bildersturm in der reformierten St.-Mang-Kirche. Die Leinwandmacher wollten die Fresken mit Tüchern abdecken, konnten sich aber gegen die Anhänger Zwinglis nicht durchsetzen. Die Fresken wurden übermalt, die Ausstattung zerstört. Die 1480 von einer reichen Patrizierfamilie gestiftete Orgel blieb erhalten, wurde aber 40 Jahre lang nicht verwendet.
Die Dominanz von Zwinglis Lehre nahm jedoch nur einen kurzen Zeitabschnitt ein. 1553 kam der slowenische Reformator und Anhänger Martin Luthers Primož Trubar als Prediger in die St.-Mang-Kirche. Ihm gelang es, die konfessionellen Spannungen zu mindern, und er legte das Augsburger Bekenntnis als Basis für die Kirchenordnung fest. In seiner Zeit in Kempten übersetzte er das Neue Testament ins Slowenische. Die lutherische Lehre dominierte wieder.
Der protestantische Pfarrer Ottmar Stab unterzeichnete die lutherische Konkordienformel noch im August 1577, der Bürgermeister Paulus Röhr folgte 1579 mit seiner Unterschrift im Namen des Stadtrates. Weitere wichtige Personen der Reformationszeit waren Matthias Waibel sowie der Pfarrer Sixtus Rummel von St. Mang. An der religiösen Position des Klosters änderte sich nichts; als reichsunmittelbares Fürstentum blieb es dem vom Staat gestützten Katholizismus verbunden.

#### Dreißigjähriger Krieg, Aufklärung und letzter Hexenprozess auf deutschem Boden

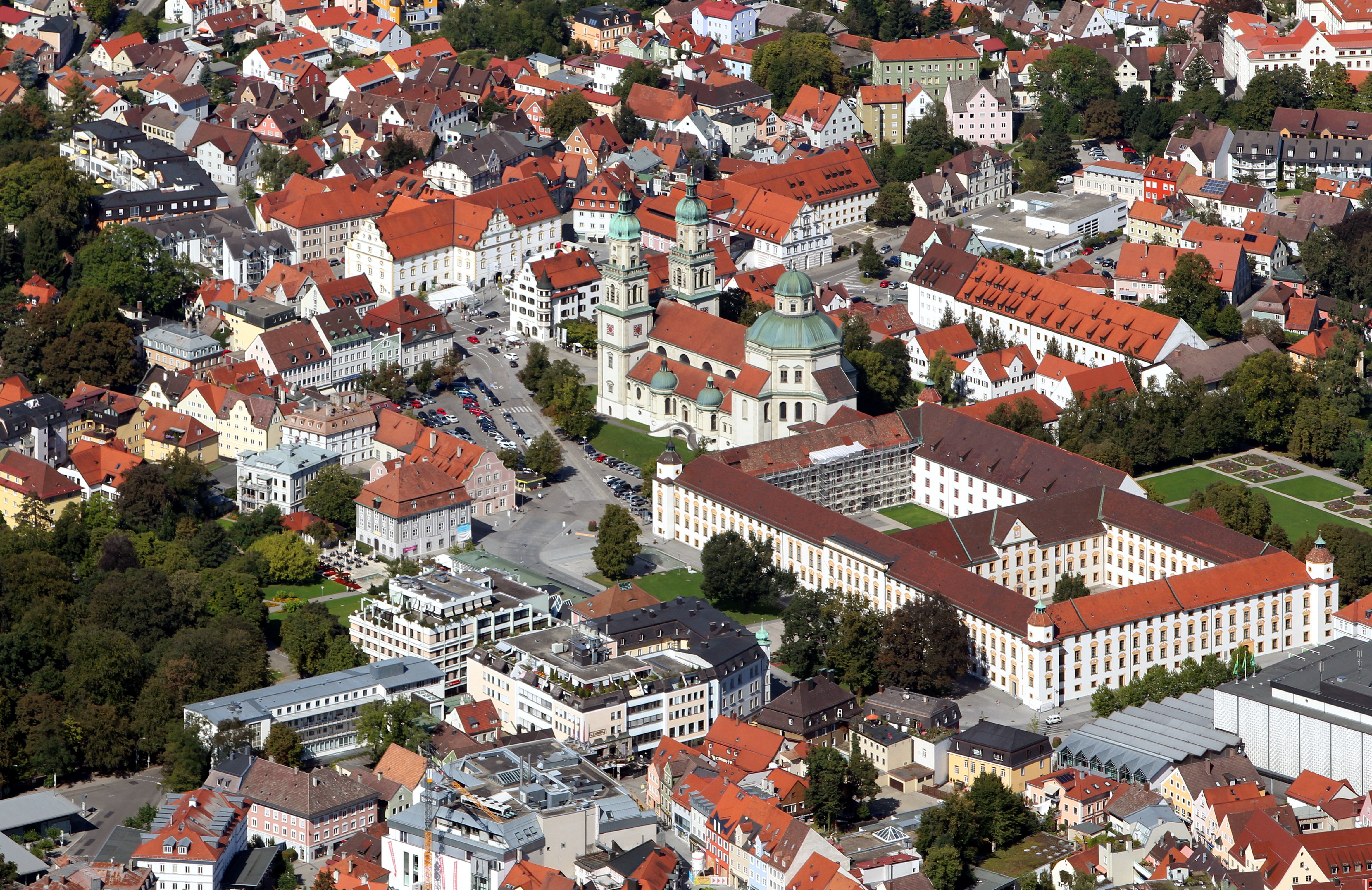
Fürstäbtliche Residenz (ehemaliges Benediktinerkloster) mit der Stiftskirche (2011)

Im Dreißigjährigen Krieg gehörten die katholische Fürstabtei und die evangelische Reichsstadt den beiden einander feindlich gesinnten Konfessionsparteien an und unterstützten ihre jeweiligen Bündnispartner bei der Bekämpfung ihres Nachbarn. So wurde das Kloster auf Anstiftung der Reichsstadt 1632 durch die Schweden zerstört, worauf am 12. Januar 1633 katholische kaiserliche und bayerische Truppen unter Joachim Christian von der Wahl Kempten im Sturmangriff eroberten und große Schäden anrichteten. Dabei töteten sie über 300 Bürger. Hinzu kamen zwei Pestzüge, so dass die Bevölkerung der Reichsstadt von 6000 Einwohnern vor dem Krieg auf 900 im Jahre 1635 einbrach.
Kurz vor dem Ende des Dreißigjährigen Krieges begann Fürstabt Roman Giel von Gielsberg mit der Planung für den Neubau des zerstörten Klosters. Als Zentrum waren die Klosterkirche und die fürstäbtliche Residenz vorgesehen, an die eine Planstadt anschließen sollte. Die frühbarocke Kirchen- und Klosteranlage wurde zwischen 1651 und 1674 errichtet. Fürstabt Rupert von Bodman erwirkte für die städtische Siedlung beim Kloster im Jahre 1728 die Erhebung zur Stadt. Unter Fürstabt Anselm Reichlin von Meldegg wurde die Residenz mit einer monumentalen, verschwenderischen Rokokoausstattung versehen. 1773 scheiterte der Versuch, die Fürstabtei als eigenes Bistum von Konstanz und Augsburg zu eximieren.
Von 1421 bis 1775 gerieten in Kempten 19 Personen in Hexenprozesse. 1775 war Kempten Schauplatz des letzten Hexenprozesses in Deutschland. Anna Maria Schwegelin wurde als Hexe zum Tode durch das Schwert verurteilt, jedoch nicht hingerichtet, sondern begnadigt. Sie starb 1781 im Stockhaus, dem stiftkemptischen Gefängnis. An der Südostseite der ehemaligen fürstäbtlichen Residenz wurde 2002 zu ihrem Gedenken ein Brunnen errichtet. Seit Dezember 2018 informiert eine Stele vor Ort über das Leben von Anna Maria Schwegelin und den Prozessverlauf.

### Neue bayerische Herrschaft
Das 19. Jahrhundert markierte in Kempten einen kompletten Umbruch der historischen Struktur aus zwei Städten. Das moderne Kempten ist in einem langwierigen Verschmelzungsvorgang aus einer freien Reichsstadt und einem fürstlichen Benediktinerkloster mit eigener Stadt entstanden. Das im Grunde traditionell schwäbische Kempten ist erst seit dem 19. Jahrhundert bayerisch. Mit der Anbindung an Bayern waren auch kulturelle Verluste zusammenhängend. Zahlreiche Besitztümer des Klosters wurden von Bayern beschlagnahmt und verkauft, die prunkvolle Residenz wurde zu einem Verwaltungssitz der bayerischen Herrschaft.

#### Besetzung durch Bayern und Vereinigung der Doppelstadt

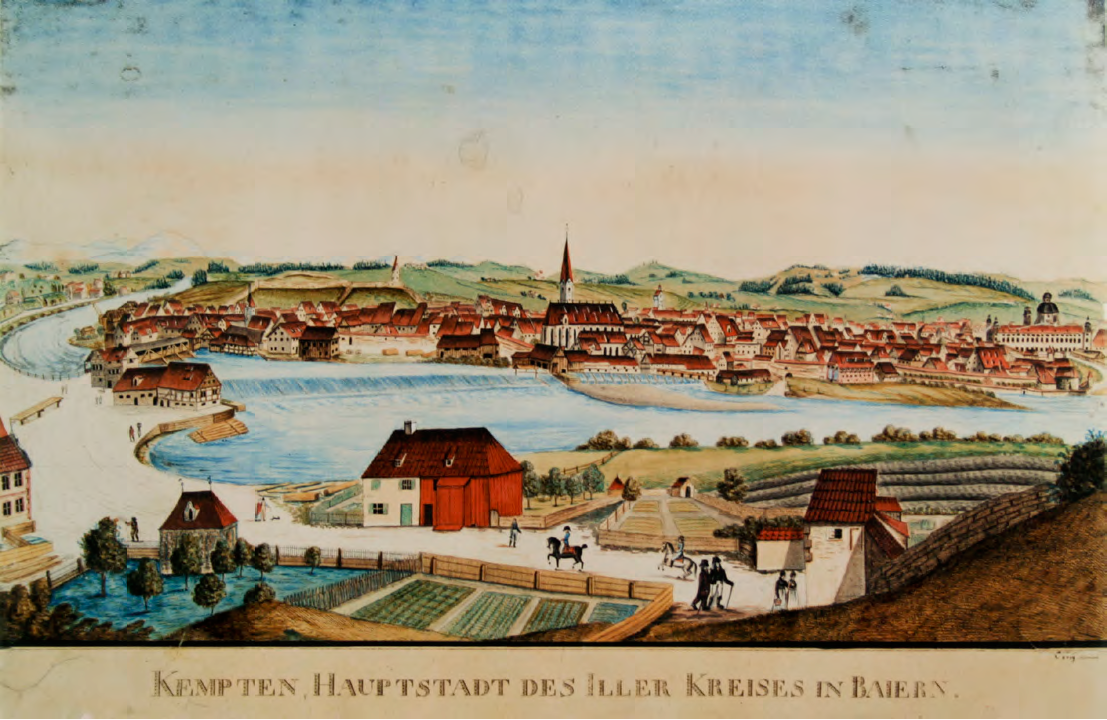
Kempten 1809
„Hauptstadt des Illerkreises“

Im Jahre 1802, noch vor dem Reichsdeputationshauptschluss vom 25. Februar 1803, marschierten kurfürstlich bayerische Truppen ins Allgäu ein und vollzogen die Mediatisierung der Reichsstadt und die Säkularisation der Fürstabtei; beide wurden dem bayerischen Staatsgebiet angeschlossen. Die bisherigen Selbstverwaltungsrechte von Kloster und Reichsstadt mit eigenen Herrschafts- und Verfassungsformen waren als „nebenstaatliche“ Existenzen in die schematische Verwaltungsgliederung Bayerns nicht integrierbar.
Die bayerische Verwaltung beschloss die Vereinigung der Reichsstadt und der Stiftsstadt. Die Verwaltungsakte dafür erforderten wenige Jahre, doch die kulturellen und gesellschaftlichen Folgeprobleme waren noch im 20. Jahrhundert zu spüren. Kempten wurde 1806 Hauptstadt des neu entstandenen Illerkreises, der anfangs bis nach Dornbirn reichte. 1809 gab es von der Vorarlberger Bevölkerung aus wiederholte Versuche, nahe bayerische Städte zu besetzen, um sich vom neuen Herrscher Bayern zu lösen. Dazu gehörte auch Kempten. Hier gab es mehrere Versuche einer Besetzung. Sämtliche Aufstände von Vorarlbergern wurden niedergeschlagen; hierbei erlitt die ehemals österreichische Seite hohe Verluste. Ein Zeugnis hiervon sind die Vorarlberger Gräber im Südwesten von Kempten. 1817 erfolgten die Auflösung des Illerkreises und seine Angliederung an den Oberdonaukreis. Am 17. Mai 1818 wurde die Vereinigung der Reichsstadt und der Stiftsstadt offiziell vollzogen, wobei die ländlichen Orte des Umlandes abgetrennt und zu den beiden Ruralgemeinden Sankt Mang und St. Lorenz zusammengefasst wurden.

#### Industrialisierung und erster gewerblich genutzter Dieselmotor
Den Beginn der Industrialisierung markiert der Bau der König-Ludwig-Brücke im Jahr 1847. Der erste Bahnhof, damals noch ein Kopfbahnhof und wenige Meter vor den Stadtmauern gelegen, wurde 1852 mit der Einfahrt des ersten Zuges feierlich eingeweiht. Es entstanden entlang der Iller zahlreiche Fabriken. Zwischen 1852 und 1853 wurde in Kempten am rechten Illerufer eine große siebenstöckige mechanische Baumwollspinnerei und -weberei erbaut, in der Ende der 1850er Jahre bereits 566 Webstühle von fast 1000 Arbeiterinnen und Arbeitern bedient wurden. Der Betrieb wurde erst 1992 eingestellt; das ursprüngliche Gebäude aus der Mitte des 19. Jahrhunderts steht unter Denkmalschutz und wurde zu einer Wohnanlage umgebaut. Einen weiteren Anstoß für die Urbanisierung und Industrialisierung setzte der Bürgermeister Adolf Horchler; während seiner Amtszeit von 1881 bis 1919 wuchs die Bevölkerung Kemptens von 12.000 auf 21.000 Einwohner. Insbesondere die vielen Arbeitsplätze ließen aus dem Umland viele bisher in der Landwirtschaft beschäftigte Menschen nach Kempten ziehen. Das Überangebot an billigen Arbeitskräften ergab für Fabrikanten die Möglichkeit, neue Fabriken zu erbauen. Die geringen Lohnkosten machten den Nachteil des damals schlechten Standortes – abseits von sämtlichen Ballungszentren – wieder wett.

Überschwemmte Bäckerstraße während eines Illerhochwassers (1910)

Am 15. März 1898 wurde der erste gewerblich genutzte Dieselmotor der Welt von der Maschinenfabrik Augsburg in der Zündholzfabrik Kempten in Betrieb genommen, ein Jahr später fuhr zum ersten Mal ein Automobil durch die Stadt, und kurz vor dem Ersten Weltkrieg flog über Kempten erstmals ein Flugzeug. Um die Jahrhundertwende wuchs die Stadt in Richtung Süden. Grund dafür war unter anderem der Kopfbahnhof der Stadt.

### Kempten im 20. Jahrhundert
Otto Merkt wurde 1919 Nachfolger von Bürgermeister Adolf Horchler. Die Zeit Merkts ist gekennzeichnet durch den Ausbau der Stadt zur „Hauptstadt des Allgäus“. So kamen unter Merkt erste Pläne für einen Mittleren Ring auf, der damals schon als mehrspurige Umfahrung der Stadt geplant war. Diese städtischen Entwicklungskonzepte wirken bis in die Gegenwart.
Die Zeit des Flachsanbaus im Allgäu war schon zu Ende. Merkt war bemüht, die Region zur Grünlandwirtschaft und damit zur industriellen Käseproduktion umzustrukturieren. Die Weberei veränderte sich unter Nutzung des vorhandenen Know-hows und der Wasserkraft der Iller vom Manufakturwesen hin zur industriellen Baumwollverarbeitung. Die benötigte Technik führte zur Entwicklung feinmechanischer Maschinenbaufabriken. Relativ früh entwickelte sich im Allgäu dazu der Tourismus als weiteres Standbein der Wirtschaft.

#### Zeit des Nationalsozialismus

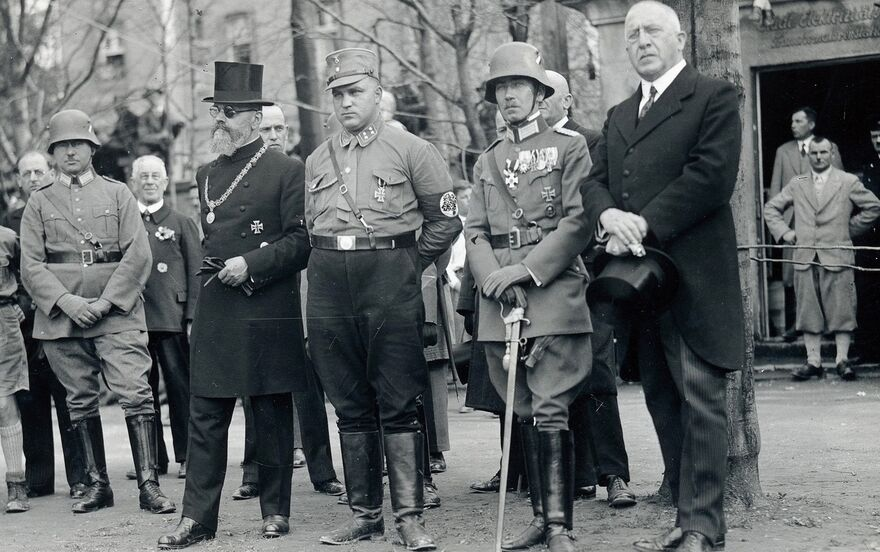
Braune Gestalten nach der Machtergreifung 1933: Bürgermeister Otto Merkt mit Zylinderhut auf dem Haupt und rechts daneben der spätere Bürgermeister Anton Brändle am 1. Mai 1933 auf dem Königsplatz in Kempten, dieser hieß 1942 bis 1945 Platz des Führers.

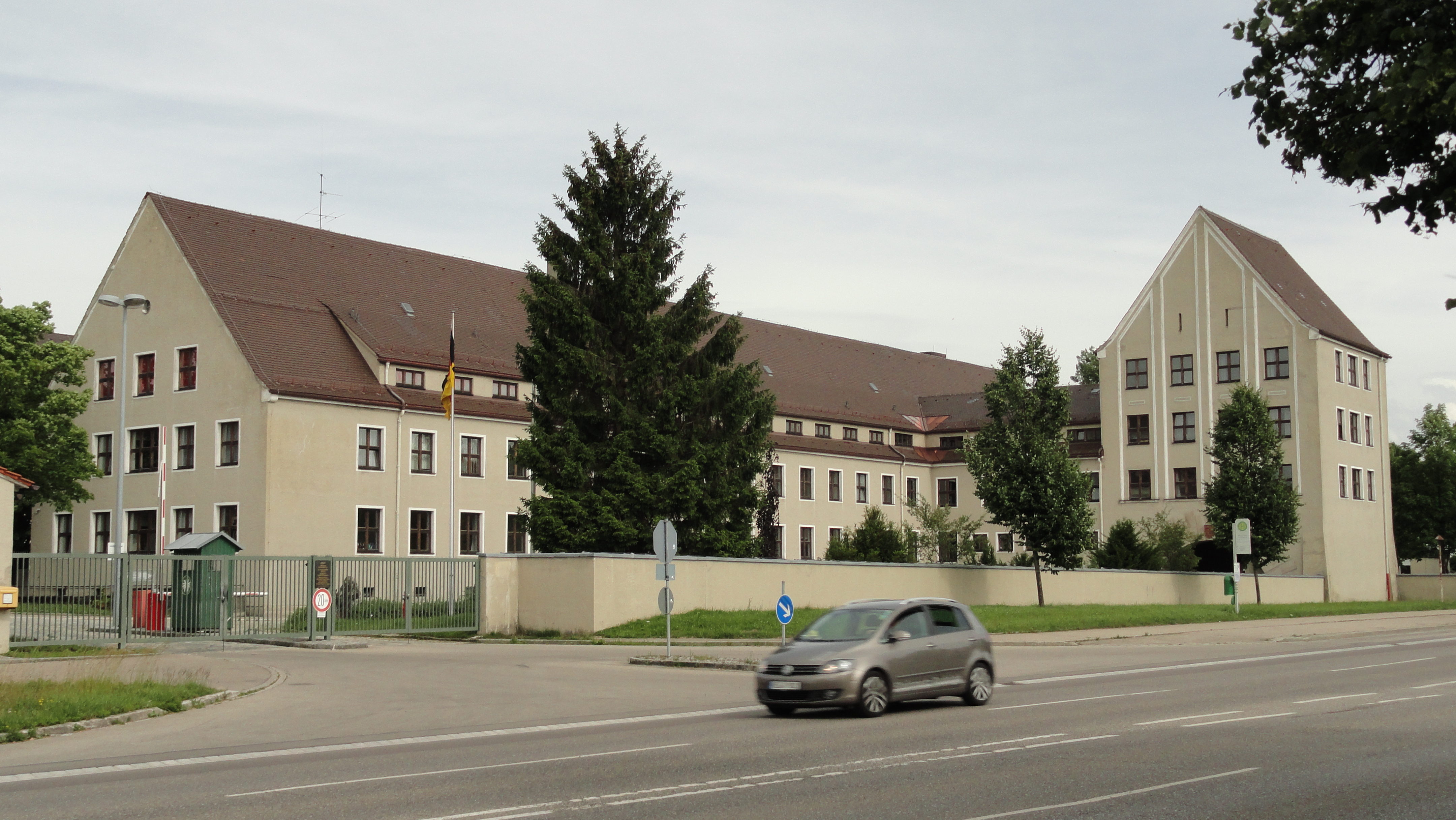
1937 unter den Nationalsozialisten erbaut und 1945 durch Luftangriffe teilweise zerstört: Artillerie-Kaserne

Unter Otto Merkt wurde die Stadt Kempten 1935 zum Stadtkreis (kreisfreie Stadt) erhoben; in diesem Zuge wurden zahlreiche benachbarte Weiler und Einöden der bis 1972 existierenden Gemeinde Sankt Lorenz zu Kempten ergänzt und der Zusatz (Allgäu) eingeführt.
Die Stadt rückte seitdem von einer Kleinstadt zu zentraler Bedeutung und Funktion in der Region auf. Im Nationalsozialismus entwickelte sich in der Stadt mit der Prinz-Franz-Kaserne (1936) und Scharnhorstkaserne (1937) eine große Garnison. 1942 wurde Otto Merkt als Oberbürgermeister abgesetzt und durch den radikaleren Anton Brändle ersetzt.
Von Herbst 1943 bis April 1945 wurden zwei KZ-Außenlager des Konzentrationslagers Dachau für 1500 bis 2000 Häftlinge betrieben. Die KZ-Häftlinge des KZ-Außenlagers Kempten waren unter anderem in der sonst für Viehhandel genutzten Tierzuchthalle am Bahnhof untergebracht. In der Keselstraße 14 arbeiteten etwa 800 bis 1000 Zwangsarbeiter und mindestens 650 bis 850 KZ-Häftlinge für die Helmuth Sachse KG, diese war einer der wichtigsten Zulieferer für BMW (Kommandogerätefertigung für den 801-Motor). Die 750, teilweise über 1000 Häftlinge des KZ-Außenlagers Kottern-Weidach mussten für Messerschmitt Zwangsarbeit in der Produktion von Teilen für Kriegsflugzeuge verrichten. Die Produktion von kriegswichtigen Teilen war nach Kempten verlagert worden, da Großstädte wie München durch Luftangriffe eher bedroht waren als das ländlichere Allgäu.
Auch die wenigen Juden in Kempten wurden nicht verschont. Jüdische Geschäfte wurden boykottiert und geschlossen, fast alle Juden in Konzentrationslager deportiert und dort ermordet. Das Kriegsende erlebten in Kempten nur zwei Jüdinnen sowie acht sogenannte Halbjuden.
Bombenangriffe auf Kempten von Alliierten gab es in den Jahren 1942 bis einschließlich 1945. Am 23. Oktober 1942 warfen britische und US-amerikanische Flugzeuge 200 Brandbomben auf den Bahnhof Kempten-Hegge ab. Südwestlich von Kempten kämpften alliierte und deutsche Flugzeuge am 18. Juli 1944, am Folgetag griffen die Alliierten Kempten an. Bombardiert wurden Fabrikhallen, in denen die Produktion von Messerschmitt untergebracht war. 29 Menschen wurden getötet und einige Häuser zerstört.
Am 3. August 1944 griffen Bomber die Oberen Illerbrücken sowie die nahe gelegene Spinnerei und Weberei an. Neben zerstörten Häusern gab es auch Todesopfer. Am 22. Februar, 12. und 16. April 1945 griffen die Alliierten das Bahnhofsgelände sowie Wehrmachts- und Rüstungsanlagen an; unter anderem wurde auch die Scharnhorstkaserne zerstört. Die größte Zahl an Bombenopfern war im Juli bzw. August 1944 zu vermelden: Es gab bei diesen Angriffen 146 Tote und 79 Schwerverletzte. Noch heute erinnern im wenig bebauten Süden von Kempten zahlreiche Bombentrichter beim Ortsteil Adelharz an diese Bombenabwürfe. Die Bausubstanz Kemptens wurde während der Bombenangriffe um 1,8 Prozent zerstört. (Zum Vergleich: Während der Luftangriffe auf München waren rund 50 Prozent der Stadt zerstört.)
Am 27. April 1945 besetzten von Norden kommende US-amerikanische Truppen die Stadt und befreiten in Kempten samt Umgebung über 4000 Zwangsarbeiter und politische Häftlinge. Der nationalsozialistischen Herrschaft wurde damit ein Ende gesetzt. Der Bürgermeister Anton Brändle versuchte, in einer Mönchskutte auf einem Fahrrad vor den Truppen zu fliehen, wurde aufgefangen und in der Stadt auf einer Lkw-Pritsche vorgeführt.

#### Oberflächliche Entnazifizierung
Unter der US-amerikanischen Besatzung wurde Captain Hulin Webb als Leiter der Militärregierung in Kempten und Landkreis ab 30. April 1945 eingesetzt. Ein weiterer Teil des Landkreises war französisch besetzt. Diverse Persönlichkeiten Kemptens schlugen den früheren Bürgermeister Otto Merkt aushilfsweise als Oberbürgermeister vor. Trotz Vorbehalten wurde ihm am 24. Mai dieses Amt zugesprochen. Fast täglich musste Merkt zum Rapport erscheinen. Während im Landkreis durch den Landrat Adolf Schmidt, einen alten Gegenspieler Merkts, die Entnazifizierung rigoros durchgeführt wurde, wollte Merkt als Anhänger der autarken kommunalen Selbstverwaltung seine geliebte Bürokratie mit den ihm lange bekannten Verwaltungskräften erhalten. Er blockierte die deutlichen Befehle der Militärregierung und versuchte, dieser zusammen mit Landgerichtspräsident Rudolf Flach zu verdeutlichen, dass die Beamten lediglich wegen des Drucks der NSDAP zur Anpassung genötigt worden seien. Auch die beiden Kirchen trugen zu diesem Prozess bei. Dennoch setzte sich die Militärregierung durch und suspendierte fast alle städtischen Verwalter oder versetzten sie in niedrigere Positionen. Die Entlassung im Rahmen der Entnazifizierung traf auch Landgerichtspräsident Flach.
Merkt gelang es, einen vorläufigen Stadtrat aus Vertretern verschiedener Berufe zusammenzusetzen. Dieser scheiterte bereits bei der ersten Sitzung, da alle früher NSDAP-Mitglieder waren. Merkt selbst wurde, weil auch NSDAP-Mitglied, am 21. Juli 1945 von seinem Amt entfernt und durch Alfred Weitnauer, der jedoch ebenfalls NSDAP-Mitglied gewesen war, ersetzt. Es folgte der Stadtkämmerer Bernhard Stirnweiß, ein unbelasteter städtischer Beamter, der kein NSDAP-Mitglied gewesen war und 1935 Repressalien wegen eines Einkaufs in einem „jüdischen Kaufhaus“ erfahren hatte.
Zum Jahreswechsel 1946/47 nahm in Kempten eine Hauptspruchkammer zur Entnazifizierung ihre Arbeit auf. Bis 1949 wurden über 3000 Fälle behandelt in der Abstufung Hauptschuldige, Belastete, Minderbelastete, Mitläufer und Entlastete. Bald wurden jedoch Amnestiegesetze veranlasst: Galten anfangs rund 500 Personen als Belastete, lag diese Zahl 1949 bei nur noch 70 Personen. Von anfangs 42 Hauptschuldigen sank die Zahl bis 1949 auf neun Personen. Hierauf wirkten wie vielerorts auch angeblich entlastende, fantasievolle Erklärungen deutscher Bürger ein, die mittlerweile als Persilschein bezeichnet werden. Dazu kamen noch Lockerungen der amerikanischen Entnazifizierungregeln zugunsten Beschuldigter. Die Spruchkammer entwickelte sich zu einer Mitläuferfabrik, die unter Aufarbeitung des Nationalsozialismus ein promptes Weißwaschen von braunen Nazipersönlichkeiten verstand.
Zum Jahresende 1945 wurden schrittweise politische Parteien (zunächst CSU, später Kommunistische Partei und SPD) seitens der Militärregierung mit einer gewissen Skepsis erlaubt. Später wurden auch wieder Vereine, überwiegend mit Berufung auf die Tradition der gescheiterten Weimarer Republik, gegründet. Auch Gewerkschaften entstanden wieder. Die KPD hatte Unterstützung durch eine Betreuungsstelle für politisch Verfolgte, wurde aber später bundesweit mit Zuspitzung des Kalten Kriegs verboten (siehe KPD-Verbot). 1946 verzeichnete die CSU große Erfolge, scheiterte 1948 erheblich und musste Stimmen an die Bayernpartei abgeben. Diese hatte bei den nächsten Wahlen weiterhin Bedeutung, verlor aber in den 1950er Jahren zunehmend an Bedeutung. Die Teilung des konservativen Lagers war bald darauf aufgehoben. Hinzu kamen 1947 die Gründung der FDP und die Aufhebung des Parteigründungverbots für Ausgewiesene und Vertriebene, deren genaue NS-Vergangenheit in ihrer neuen Heimat weitgehend unbekannt war.
Mit der ersten Stadtratswahl im Mai 1946 verlor die Militärregierung bewusst an Bedeutung. Bestärkt wurde diese Entwicklung durch den als freundlich geltenden neuen US-Kommandanten Richard F. Wagner. Damit wurde die Selbstverwaltung gestärkt. Bürgermeister Stirnweiß war lediglich kommissarisch eingesetzt, sodass der Stadtrat auf neue, unbelastete Personen für das Oberbürgermeisteramt aus war. Am 23. August wurde dann der unbelastete Jurist Anton Götz aus München gewählt. Sein Vertreter wurde Albert Wehr (SPD). Insgesamt war die Verwaltung mit der Nachkriegszeit überfordert: Es fehlten Lebensmittel und Wohnraum. Die Betreuung von Displaced Person und Ausgewiesenen, Befolgung der amerikanischen Richtlinien und Aufbau kommunaler Aktivitäten waren arbeitsintensiv. Eine Zugespitzung erfuhr die Situation mit einer amerikanischen Wohnungsbeschlagnahme im Frühjahr 1948; all dies führte zu einer Stadtratskrise. Nachfolger von Götz wurde der frühere Kaufbeurer Oberbürgermeister Georg Volkhardt, der mit seiner kommunalen Erfahrung die Bürokratie sanierte. Insgesamt litt die Stadtverwaltung bis 1947 wegen der Entnazifizierung an einem Fachkräftemangel. Da sich diese Politik änderte, konnten viele im Hauptspruchkammerverfahren als Mitläufer/Belastete in ihre Bürokratiekarriere zurückkehren – jedoch schieden zeitgleich auch zahlreiche Verfolgte des Naziregimes aus, womit ehemalige NSDAP-Mitglieder sich als „Saubermänner“ profilieren und gegenseitig decken konnten, sodass sie bis in die 1980er Jahre Posten in der Stadtverwaltung bekleideten. Die Bemühungen der halbherzigen Entnazifizierung gelten unter Historikern im 21. Jahrhundert als misslungen. Viele Urteile der Mitläufer und weiterer gelten als oberflächlich und leichtfertig.
Noch 1945 wurden die nach NS-Größen benannten Straßen umbenannt. So wurde als Beispiel aus dem Adolf-Hitler-Platz der Audogarplatz, aus dem Platz des Führers wieder der Königsplatz. Dennoch wurde 1973 eine Straße nach dem hochrangigen Nazi Eduard Dietl benannt, die trotz Protesten ab 1986 erst 1993 umbenannt worden ist. Auch 1973 erfolgte die Benennung einer Straße nach Richard Knussert, die erst ab 2018 einem gesellschaftlichen Diskurs unterzogen wurde. Zahlreiche weitere Fälle weisen auf eine fehlende Aufarbeitung des lokalen Nationalsozialismus hin. Diese sind zum Beispiel Straßen, die nach den NSDAP-Mitgliedern Ferdinand Porsche, Alfred Weitnauer, Else Eberhard-Schobacher, Joseph Freundorfer, Franz Weiß, Willy Messerschmitt und auch Otto Merkt benannt sind. Die lokale Geschichtsschreibung weist überwiegend Lücken und Schönungen auf. Noch 1952 wurde mit August Fischer wieder ein NSDAP-Mitglied als Oberbürgermeister gewählt und ein Platz nach ihm benannt.

#### Nachkriegszeit und Wirtschaftswunder
Am 29. September 1946 veranstalteten amerikanische Soldaten im Illerstadion in Kempten ein Fest für die vom Zweiten Weltkrieg und der Nachkriegszeit geprägten Kinder. Beim Illersteg-Unglück stürzte die Brücke in die Iller. Etwa 800 Personen standen auf der Brücke. Sechs Menschen starben bei diesem Unfall, rund 200 wurden verletzt.
Der Zuzug von 10.000 Vertriebenen, Abgeschobenen, Geflüchteten und Aussiedlern aus Mittel- und Osteuropa brachte einen raschen Bevölkerungsanstieg, aber auch einen akuten Wohnplatzmangel. Mit der vom Oberbürgermeister August Fischer gegründeten Sozialbau-Gesellschaft (Sozialbau Kempten) kam es zu regen Baumaßnahmen. Diese befriedigten zwar die Nachfrage nach Wohnraum, die übereilte und intensive Sanierungswelle reduzierte aber auch die wertvolle historische Bausubstanz. Kempten war Teil eines Pilotprojekts des Bundes für Altstadtsanierungsmaßnahmen. Die in Kempten gemachten Erfahrungen – auch die schlechten – flossen in andere Stadtsanierungen ein. Im Mittelpunkt der Verkehrspolitik standen der Bau des Mittleren Ringes und der neue Hauptbahnhof an anderer Stelle, welcher den alten Kopfbahnhof ersetzte. Die Randlage in Bayern und die vergleichsweise große Vielfalt in der Wirtschaft sowie das rege Bauen sorgen seitdem für ein allmähliches, aber stetes Wachstum sowie moderate Auswirkungen von Kriegen und Krisen bis heute. 1977 wurde unter Oberbürgermeister Josef Höß die Errichtung der Fachhochschule Kempten beschlossen, die heute als Hochschule für angewandte Wissenschaften Kempten auftritt. Ursprüngliches Ziel war die Ansiedlung einer Universität in Kempten.
Deutschlandweit bekannt wurde Kempten als Sitz der türkischen rechtsextremen Gruppierung „Graue Wölfe“. Am 9. April 1973 wurde offiziell beim Ordnungsamt ein lokaler Verein der MHP (Milliyetçi Hareket Partisi, dt. Partei der Nationalistischen Bewegung) gegründet und ohne Widerspruch genehmigt. Zu Beginn der 1990er Jahre hat sich in Kempten zusätzlich zu den bestehenden italienischen Mafiastrukturen der 1950er/60er auch die Russenmafia einen wichtigen strategischen Punkt aufgebaut.

#### Entwicklungen seit den 1990er Jahren

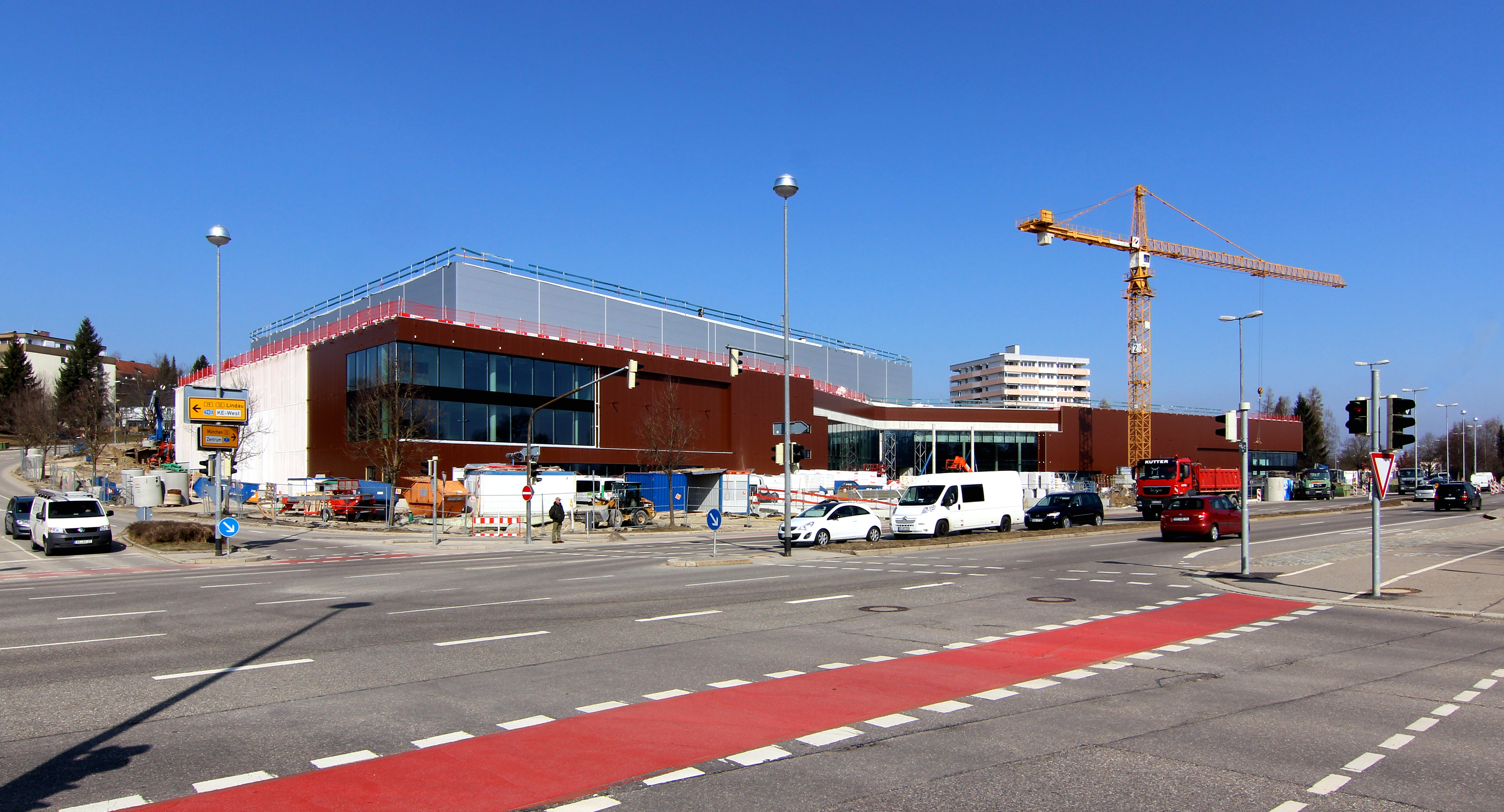
Wohnkaufhaus XXXLutz in Hauptbahnhofsnähe, vor der Fertigstellung (März 2015)

Als Nachfolger von Höß wurde 1990 mit Wolfgang Roßmann das erste Stadtoberhaupt Kemptens gewählt, das von der SPD gestellt wurde. Er strebte den Neubau der Justizvollzugsanstalt Kempten an und ließ den öffentlichen Personennahverkehr modernisieren. Mit dem Einkaufszentrum Forum Allgäu, das Roßmann an Stelle des ehemaligen Bahnhofes vorschlug, wurde die über Jahrzehnte brachliegende Fläche im Zentrum wiederbelebt.
1996 wurde Ulrich Netzer gewählt. Die letzten Jahre von Netzers Amtszeit waren von Sparmaßnahmen und „offenen Baustellen“ der Finanzkrise ab 2007 und Eurokrise geprägt. Die erste langwierige Baustelle war der Neubau eines XXXLutz-Wohnkaufhauses im Süden. Die Frage wurde durch einen Bürgerentscheid im Oktober 2007 geklärt, in dem sich eine Mehrheit der Bürger für den Bau entschloss. Eröffnet wurde das Kaufhaus im Juli 2015. 2007 begannen die Gespräche für ein Geschäftshaus namens August-Fischer-Haus in der Innenstadt. Die tiefe Baustelle des Hauses lag seit 2011 brach und wurde mehrere Male vor Gerichten behandelt: Im Sommer 2015 wurde die Tiefgarage fertiggestellt, dennoch ist das „Große Loch“ (Stand: März 2018) nach wie vor nicht fertigbebaut worden. Das architektonisch herausgehobene Wasserkraftwerk Keselstraße wurde 2010 fertiggestellt und ersetzte damit den Bau aus den späten 1950er Jahren. Zu einem weiteren Bürgerentscheid kam es im April 2011, als sich eine Mehrheit gegen die Pläne der CSU, den Bau einer Tiefgarage unter dem Hildegardplatz, aussprach.

##### Koksskandal und Mafiastrukturen
Anfang 2014 wurde der Leiter der Drogenfahndung der Kriminalpolizei des Polizeipräsidiums Schwaben Süd/West mit Sitz in Kempten festgenommen; später fanden Polizeibeamte auf Hinweis der Ehefrau in seinem Spind in der Kripo-Dienststelle in der Hirnbeinstraße 1,85 Kilogramm Kokain im Marktwert von über 250.000 Euro, das er angeblich zu Übungszwecken dort aufbewahrte. Bei den Ermittlungen wurde klar, dass der seit 2000 als Leiter der Drogenfahndung tätige Beamte mindestens seit 2007 selber kokainsüchtig war und das Rauschmittel regelmäßig konsumierte. Das gefundene Rauschgift stammte aus der Asservatenkammer; der leitende und für Drogenkriminalität zuständige Oberstaatsanwalt hatte es für Schulungszwecke an die Polizei freigegeben. Die eigentliche Herkunft des Kokains blieb ungeklärt, nachdem der Staatsanwalt nach einer ersten Befragung Suizid beging und ein zweiter Termin zur Befragung nicht mehr durchgeführt werden konnte. Der Beamte wurde zu einer Haftstrafe von sechseinhalb Jahren verurteilt. Der Drogenskandal in Kempten war 2014 auch Thema in einem Innenausschuss des Bayerischen Landtags.
Die Presse stellte im Nachhinein einen Zusammenhang des Skandals zur italienischen Mafia dar: 1998 wurde der Mafioso und Auftragskiller Giorgio Basile der Mafiaorganisation ’Ndrangheta am Hauptbahnhof in Kempten festgenommen. Davor versuchte ein italienischer Clan, eine Schreibkraft als Spionin in die Kemptener Staatsanwaltschaft einzuschleusen, was rechtzeitig entdeckt wurde. 1992 schrieb Der Spiegel über die Mafia umfangreich, auch über die Herkunft der kriminellen Strukturen. Im Bericht „Die Mafia spricht Schwäbisch“ vom März 2014 berichtete die Süddeutsche Zeitung über mafiöse Strukturen der ’Ndrangheta, Camorra und Cosa Nostra in Schwaben, insbesondere in Kempten mit Umkreis. Mit dem Eintreffen zahlreicher italienischer Gastarbeiter aus dem Gebiet um Adrano in Sizilien sei in den 1950er und 1960er Jahren in Schwaben, insbesondere in Kempten, ein Zentrum dieser Organisationen in Süddeutschland entstanden. 1992 hatten Kemptener Ermittler 130 mutmaßliche Mafiosi im Visier. In den 1980er und 1990er Jahren wurden zahlreiche Mafiamitglieder verhaftet. Nach einer Razzia verkündete der Präsident des bayerischen Landeskriminalamts, Heinz Lenhard, dass die Region um Kempten nicht nur als Rückzugsgebiet für organisierte Kriminelle diene, denen es in Italien zu riskant geworden ist, mittlerweile sei die Region Drehscheibe für den mitteleuropäischen Drogenhandel.

##### Salafismus und Dschihadismus
Große Medienaufmerksamkeit erzeugten auch mehrere jüngere Männer aus Kempten, die sich öffentlich zum Salafismus und Dschihadismus bekannten. Der Deutsche David G. besuchte mit seiner christlich geprägten Familie regelmäßig Gottesdienste. Mit 18 Jahren konvertierte er zum Islam und studierte seither den Koran. Bereits davor hatte er Kontakt zu einem Türken, der mit Internetseiten für einen radikalen Islam und Heiligen Krieg Propaganda betrieb. Im Lauf der Zeit radikalisierte sich der junge Mann, der sich mittlerweile Dāwūd nannte, und übernahm weitere Verantwortung beim Erstellen von Propaganda-Inhalten. Im August 2013 versuchte er, in die Türkei zu reisen, was ihm durch Polizeibeamte in Deutschland verwehrt wurde. Im September gelang ihm schließlich die Flucht in die Türkei über eine Grüne Grenze in Bulgarien. Im Dezember war er in einem Terrorcamp an der türkisch-syrischen Grenze, um sich für den „Heiligen Krieg“ vorzubereiten. Im Januar 2014 kamen Meldungen über den Tod des Mannes; als wahrscheinlich gilt sein Tod in der Nähe von Aleppo. Die ARD berichtete im Report München über die Ereignisse.
Ein weiterer Mann, der sich dem IS anschloss und vom Verfassungsschutz beobachtet wurde, war der mit zwei Jahren aus der Türkei nach Kempten mit seinen Eltern umgesiedelte, 1992 geborene Erhan A. Er radikalisierte sich trotz erfolgreichem Abitur und Studium an der Hochschule Kempten im Bereich Wirtschaft. Erhan A. propagierte seinen Glauben zunächst durch das regelmäßige Beten in Richtung Mekka auf öffentlichen Plätzen, woraufhin ihm die Polizei während der Allgäuer Festwoche Platzverbote erteilte. Er versuchte mehrfach eine Ausreise nach Syrien, um sich dort als Kämpfer dem IS anzuschließen. Ihm wurden der Pass abgenommen und ein Ausreiseverbot erteilt, dennoch schaffte er es in die Türkei, wurde kurz vor der Überquerung der türkisch-syrischen Grenze jedoch von türkischen Beamten aufgehalten und zurück nach Deutschland gebracht. Im Oktober 2014 wurde Erhan A. durch die bayerische Landesregierung in einem Eilverfahren durch den Bayerischen Innenminister Joachim Herrmann aus Deutschland in sein Geburtsland Türkei abgeschoben. Im August 2016 teilte das Innenministerium mit, dass Erhan A. tot sei.

##### Bevölkerungszuwachs und Wohnungsmangel
Mit dem Umbau und damit verbundenen Modernisierungen vieler Geschäftshäuser rund um den Allgäu Tower wurde die nördliche Bahnhofstraße in der Innenstadt wiederbelebt. Mit der Schließung der Artillerie-Kaserne im Jahr 2016 ist auch die letzte militärische Einrichtung in der Stadt geschlossen worden, nachdem 1992 die Prinz-Franz-Kaserne aufgelöst wurde. Das Gelände der ehemaligen Artillerie-Kaserne, das dem Bund gehört, will die Stadt erwerben und für eine Gewerbeansiedlung nutzen. Der Bund plant dort ab 2019 die Einrichtung einer Erstaufnahme- und Übernachtungseinrichtung für etwa 1000 Migranten und Flüchtlinge. Dafür soll eine gleiche Einrichtung in Donauwörth geschlossen werden. Ende 2016 lebten laut Bundesamt für Migration und Flüchtlinge in Kempten 1313 Asylsuchende (siehe auch Flüchtlingskrise in Deutschland ab 2015), der Großteil davon stammte aus Nigeria mit 103 und aus Afghanistan mit 129 Personen.
2017 steuerte die Stadt nach ständigem Wachstum die 70.000 Einwohner an, was im November erlangt war. In Kempten ist der Wohnungsmarkt angespannt, was teilweise durch den Bedarf der über 6000 Studenten der Hochschule verstärkt wird, aber auch durch die ständig steigende Einwohnerzahl. Dieser Bedarf kann durch Neubaugebiete kaum gedeckt werden. Beim geplanten Neubaugebiet „Auf der Halde“ wurde der Baubeginn ab 2014 durch ständige Planänderungen aufgeschoben, zudem wurde der Umfang von 2014 geplanten 500 Wohneinheiten bis 2017 auf 350 reduziert.
Im Mai 2017 beschloss der Stadtrat die kostspielige Sanierung der maroden König-Ludwig-Brücke von 1851 für 5,2 Millionen Euro, woraufhin diese demontiert und auf einem nahegelegenen Parkplatz zur Instandsetzung aufgestellt wurde. Im Juli 2018 waren die Arbeiten beendet. Dabei wurden auch die hölzernen Brückenteile mit mehreren Schwerlastkränen erneut in die Pfeiler eingefügt, wobei die vierspurigen Oberen Illerbrücken zwei Wochen lang gesperrt werden mussten.
Anfang 2018 fand mit der Fertigstellung der Sanierung und dem Umbau an der historischen Fasshalle die langjährigen Baustelle auf der früheren Produktionsfläche des Allgäuer Brauhauses im Zentrum ein langsames Ende. Das Jahr 2018 wurde vom 200-jährigen Jubiläum des vereinten Kemptens geprägt. Dies wurde aber durch die verspätete Fertigstellung des neuen Stadtmuseums im Zumsteinhaus getrübt, das nach den ursprünglichen Plänen zum Jubiläum hätte wiedereröffnen sollen; die Arbeiten wurden aber erst Ende 2019 abgeschlossen.

### Abtrennungen und Eingemeindungen

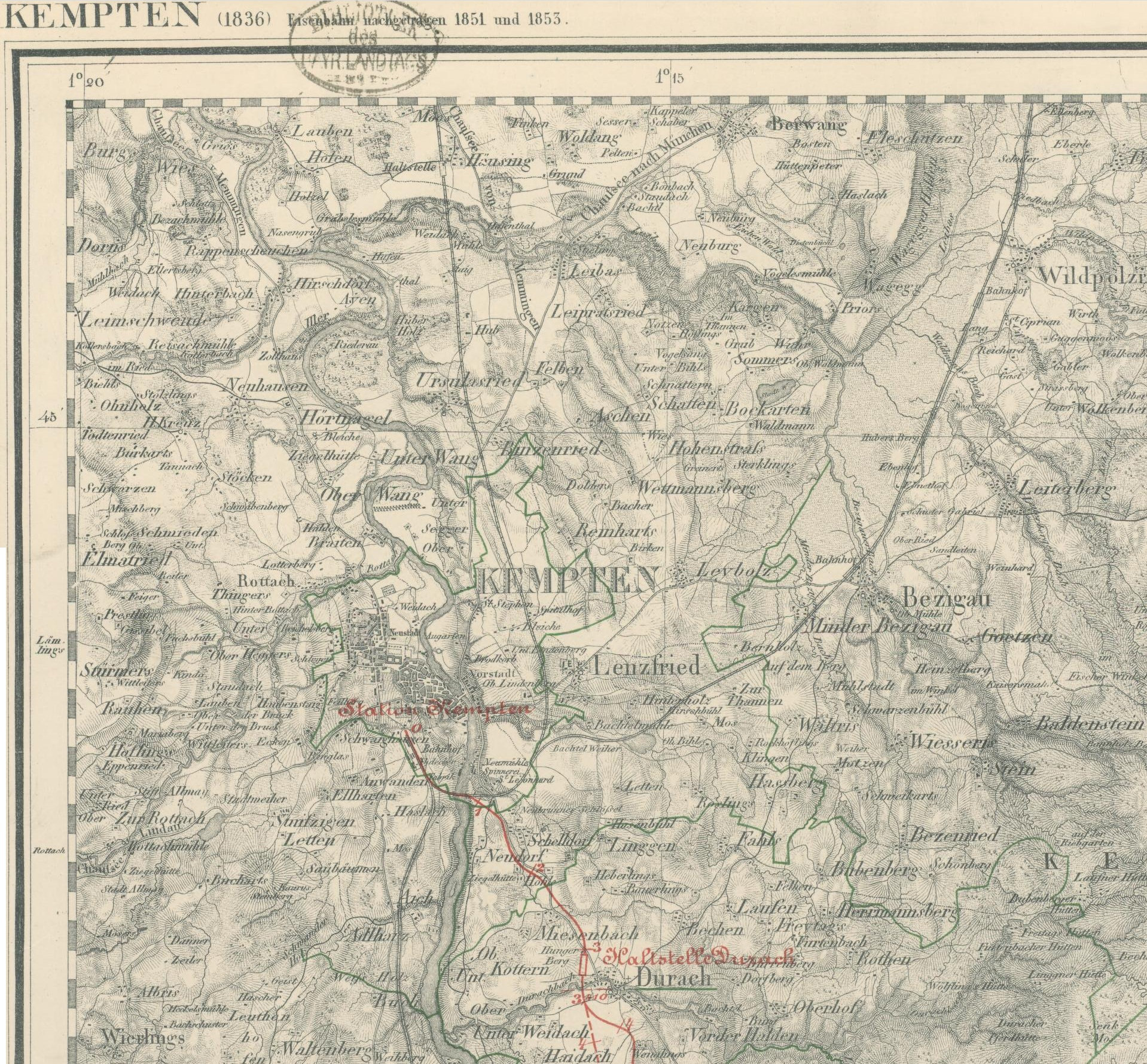
Kempten im Jahr 1836 vor den ersten Eingemeindungen, die Eisenbahnstrecken wurden 1851/53 nachgetragen: die Stadt Kempten grün umrandet, ummantelt von den ländlichen Gemeinden St. Lorenz und Sankt Mang

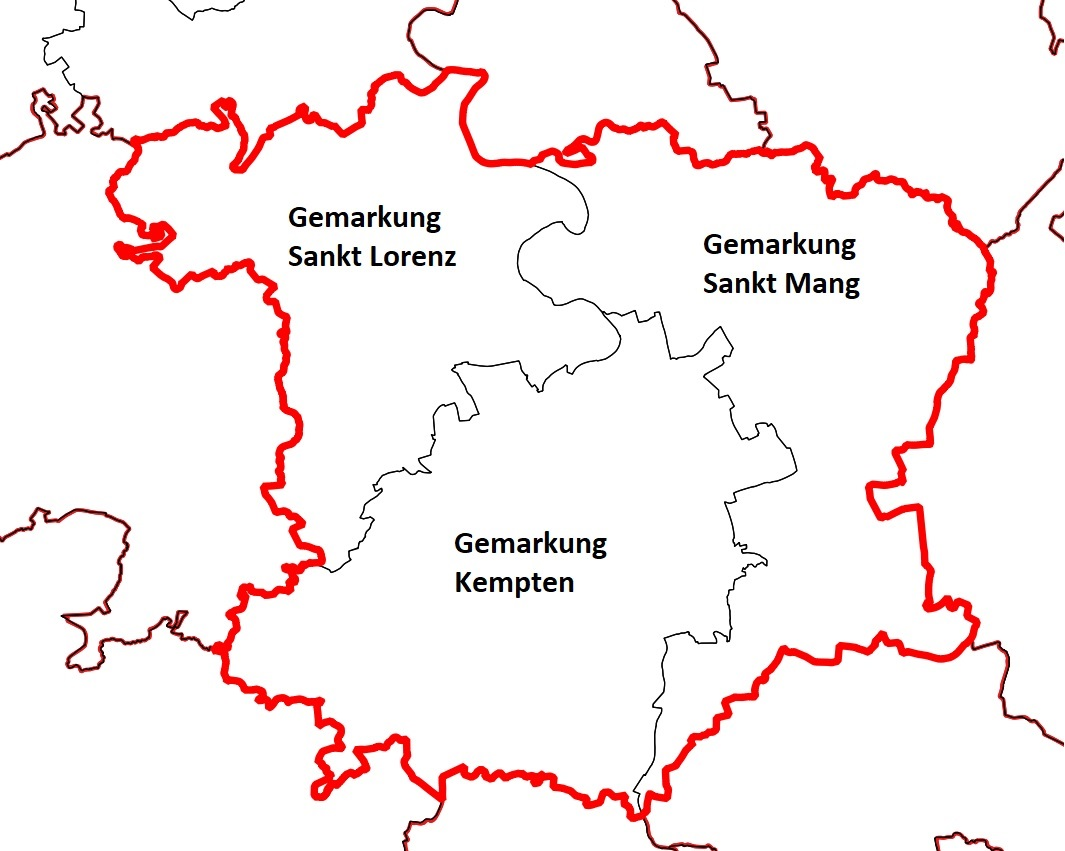
Die heutigen Gemarkungen im Stadtgebiet von Kempten

Nachdem Kempten im Jahr 1802 der Verwaltungssitz des Illerkreises wurde, verlegte man den Verwaltungssitz im Jahr 1817 von Kempten nach Augsburg. Hierbei entstanden 1818 auch die beiden Ruralgemeinden Sankt Mang und St. Lorenz, die von Kempten abgetrennt wurden. Diese beiden selbstständigen Gemeinden waren keine geschlossenen Einheiten, sondern ländliche Vereinigungen. Namensgebend für diese zwei Siedlungsverbunde waren nicht der jeweils größte Gemeindeteil, sondern die Kemptener Stadtpfarreien Sankt Lorenz und Sankt Mang. Die Stadtpfarrkirchen standen aber nicht in den Gemeinden, sondern weiterhin in der Stadt Kempten.
Mit der am 15. Dezember 1971 gefallenen Entscheidung über eine am 1. Januar 1972 fertigzustellende Gebietsreform wurde der langgehegte Wunsch einer Wiedervereinigung von Kempten Realität. St. Lorenz und Sankt Mang gehören Seitdem zu Kempten. Der Landkreis Kempten (Allgäu) wurde am 1. Juli 1972 aufgelöst. Er wurde mit dem Landkreis Sonthofen zum neuen, größeren Landkreis Oberallgäu zusammengelegt.

#### St. Lorenz
Die erste erfolgreiche Wiedervereinigung erfolgte im Jahr 1869 durch den Anschluss von Schwaighausen, Anwanden und dem Fischerösch von St. Lorenz. Ab 1904 erfolgten kleinere Eingemeindungen.
Eine große Gebietsabtretung erfolgte am 1. Oktober 1934. Hierbei verlor die Gemeinde gut ein Drittel ihrer Gesamtfläche. Das waren die Flure Lotterberg, Reichelsberg, Haubensteig, Stiftallmey, Stadtweiher, Eggen, Haslach, Moos, Seibäumen, Letten, Ellharten, Steufzgen, Stadtallmey, Bucharts, Steinberg, Kaurus, Adelharts, Eich, Moosers, Breiten, Lugemanns, Rottach sowie Teile der Flure Oberwang, Unterwang und Halden.
Ein Jahr später wurden durch eine gesetzliche Neuregelung die Gebiete Thingers, Rauhen, Ober- und Unterheggers, Staudach, Lauben ob und unter der Bruck, Kindo, Mariaberg, Jägers, Johannisried, Ober- und Unterried, Zur Rottach, Wittleiters sowie einige Reste von nicht eingemeindeten Fluren von 1934 zu Kempten hinzugefügt. Kempten wurde daraufhin zum Stadtkreis erhoben.

#### Sankt Mang
Als 1900/01 ein Ausgemeindungsversuch durch Einwohner von Sankt Mang scheiterte, folgten in den darauffolgenden Jahren verschiedene, geringfügige Gebietswechsel – vor allem aus strategisch-wirtschaftlichen Gründen. Im Zweiten Weltkrieg bemühte sich Kempten mehrfach um eine Eingemeindung, jedoch ohne Erfolg. Kleine Bereiche kamen zwischen 1869 und 1909 sowie 1937 zu Kempten.

### Einwohnerentwicklung
Dank dem Bahnanschluss der Stadt im Jahr 1852 und der damit verbundenen Industrialisierung verzeichnet Kempten seit dem 19. Jahrhundert ein schnelles Bevölkerungswachstum. Die Aufnahme von Flüchtlingen und Vertriebenen aus den ehemaligen Gebieten des Deutschen Reiches in den Nachkriegsjahren ergab wiederum einen raschen Anstieg der Bevölkerungsanzahl. Ein ebenso großer Anstieg der Bevölkerung wurde 1972 durch die Eingemeindungen der Ortschaften Sankt Mang und St. Lorenz erzielt.
2011 kam es zu 496 Geburten, 690 Sterbefällen, 4225 Zuzügen und 3824 Wegzügen. Somit kam es zu einem Wachstum von 207 Personen. Die Eheschließungen halten sich konstant bei etwa 300, 2011 waren es 307. Am 31. Dezember 2011 lebten in Kempten 64.300 Einwohner, davon waren 31.190 oder 47,7 Prozent männlich.
Die Anzahl der Ausländer in Kempten lag zum Stichtag 31. Dezember 2011, fortgeschrieben auf der Basis des Zensus 2011, bei 7310, was 11,4 Prozent der Gesamteinwohnerzahl entspricht.

Einwohnerentwicklung von Kempten von 1798 bis 2017 nach nebenstehender Tabelle

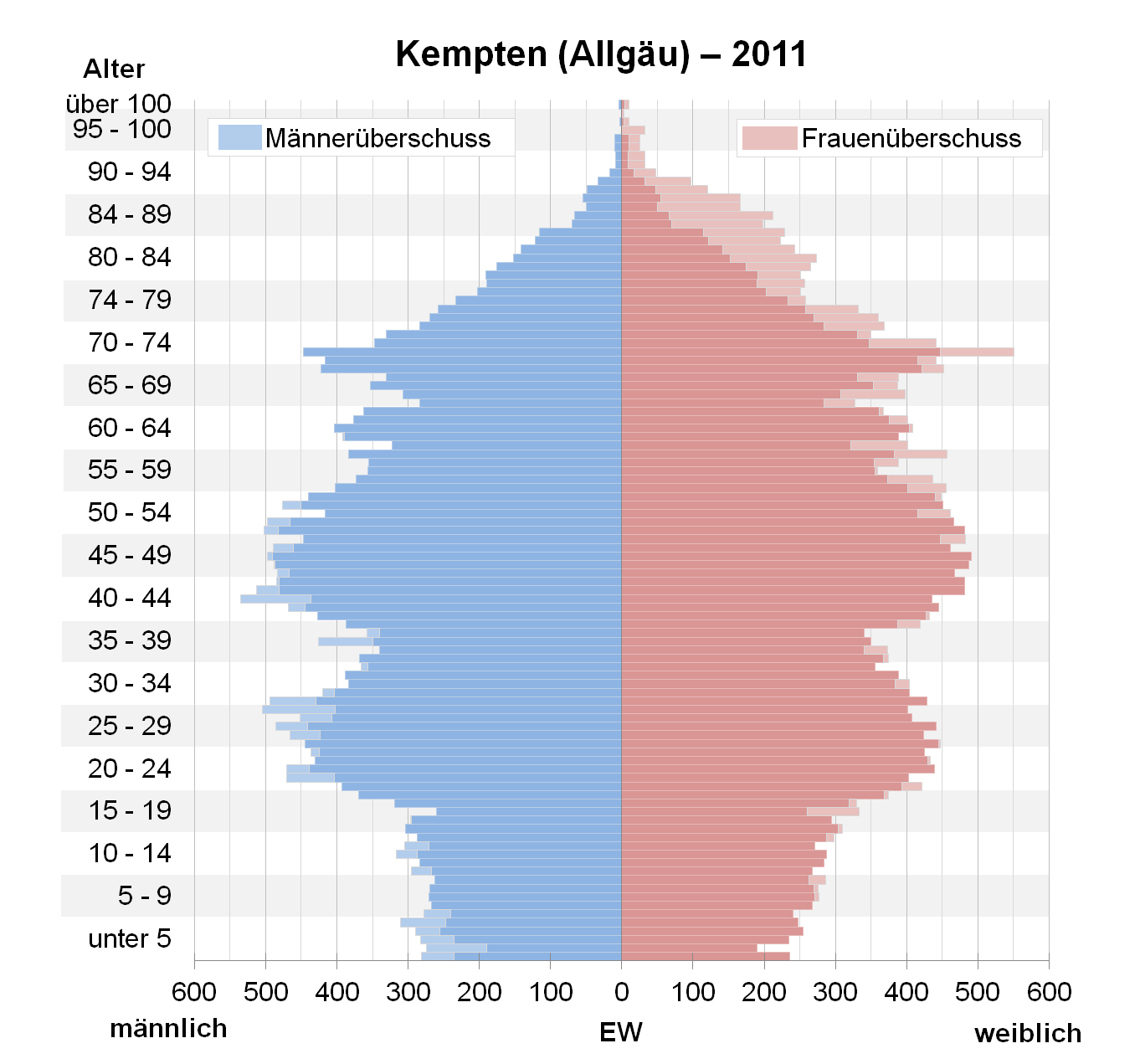
Bevölkerungspyramide für Kempten (Allgäu) (Datenquelle: Zensus 2011.)

Der Zensus 2011 ergab, dass für Kempten deutschlandweit im Vergleich mit allen 402 kreisfreien Städten und Landkreisen die größte prozentuale Korrektur der Einwohnerzahl nach oben vorzunehmen war. Demnach wohnten in Kempten am 31. Dezember 2011 (Bevölkerungsfortschreibung erstmals auf der Basis des Zensus 2011) insgesamt 64.300 Einwohner, was gegenüber der Bevölkerungsfortschreibung zum gleichen Stichtag auf der bisherigen Basis (Volkszählung 1987) ein Plus von 2060 oder 3,3 Prozent ergab. Die Stadtverwaltung hatte aufgrund des Melderegisters eine Bevölkerung von 64.487 Einwohnern zum gleichen Stichtag ermittelt. Zum 30. Juni 2015 hatte Kempten 67.198 Einwohner. Ende März 2017 vermeldete die Stadtverwaltung 69.442 Einwohner, noch im gleichen Jahr, am 2. November 2017, wurde mit der Geburt eines Mädchens der Meilenstein von 70.000 Einwohnern erreicht.
Zwischen 1988 und 2018 wuchs die kreisfreie Stadt von 60.052 auf 68.907 um 8.855 Einwohner bzw. um 14,8 %.
| Jahr | Einwohner |      | Jahr   | Einwohner |        | Jahr | Einwohner |  | Jahr | Einwohner |
| ---- | --------- | ---- | ------ | --------- | ------ | ---- | --------- |  | ---- | --------- |
| 1798 | * 6.192   | 1900 | 18.864 | 1960      | 44.156 | 2008 | 65.272    |  |      |           |
| 1840 | 7.780     | 1910 | 21.001 | 1970      | 44.844 | 2011 | 64.300    |  |      |           |
| 1852 | 7.856     | 1919 | 20.498 | 1972      | 57.315 | 2014 | 66.037    |  |      |           |
| 1855 | 9.424     | 1930 | 23.498 | 1980      | 57.376 | 2015 | 67.198    |  |      |           |
| 1861 | 10.370    | 1940 | 28.016 | 1990      | 62.282 | 2016 | 67.529    |  |      |           |
| 1885 | 14.368    | 1950 | 40.357 | 1998      | 61.469 | 2017 | 69.443    |  |      |           |
|      |           |      |        |           |        |      |           |  | 2023 | 65.933    |

* Summe aus 3.192 (Reichs- bzw. Altstadt) und rund 3.000 (Stifts- bzw. Neustadt) Einwohnern

### Sagen und Legenden
Sagen und Legenden haben naturgemäß einen minimalen oder keinen Wahrheitsgehalt. Die meisten dieser Sagen haben Bezug auf Königshäuser oder auf Heilige. Zu den Legenden der Stadt gehört die Person Heinrich von Kempten als mutiger Retter des Kaisers. Zu den Legenden gehört die Klostergründung durch Hildegard und ihren Gatten Karl dem Großen, mit denen auch zahlreiche weitere Legenden überliefert sind. Magnus von Füssen soll nach Kempten gekommen sein und einen Ort voller Schlangen und Drachen vorgefunden haben, doch durch die Vernichtung des Drachens sollen jegliches Übel aus der Stadt verschwunden und Kempten christianisiert worden sein. Die Georgsinsel in der Iller als einzige Insel der Stadt soll den versteinerten Drachen darstellen. Die angebliche Vollstreckung des Todesurteils der Anna Maria Schwegelin, der letzten Hexe Deutschlands, gilt ebenso als Legende. Lange Zeit wurde angenommen, dass die letzte Hexe vor der Kempter Residenz verbrannt wurde. Schwegelin verstarb wohl eines natürlichen Todes in einem stiftkemptischen Gefängnis.
Dem letzten Hofnarren, heute als Hofzwerg im Zumsteingarten dargestellt, sollen die Hände wegen angeblichen Silberdiebstahls abgetrennt worden sein.

## Religionen

### Konfessionsstatistik
Laut dem Zensus 2011 waren 48,7 % römisch-katholisch und 17,9 % der Einwohner evangelisch; 33,4 % waren konfessionslos, gehörten einer anderen Glaubensgemeinschaft an oder machten keine Angabe. Der Anteil der Katholiken und Protestanten an der Gesamtbevölkerung sinkt seitdem jährlich um zirka 1 Prozentpunkt, während der Anteil der Sonstige jährlich um zirka 1 Prozentpunkt steigt. Ende 2023 hatte Kempten 72.477 Einwohner, davon 34,5 % Katholiken und 13,7 % Protestanten und 51,7 %, die keiner oder einer anderen Glaubensgemeinschaft angehörten.

### Geschichte
Bis 1525 war Kempten rein römisch-katholisch. Seit dem im Jahr 1525 erfolgten „Großen Kauf“ war die Stadt in zwei Glaubensrichtungen geteilt. Somit standen sich die katholische Stiftsstadt und die protestantische Reichsstadt stets feindlich gegenüber. Kirchengebäude in der Reichsstadt wurden nach einem Bildersturm protestantisch. Der Glaube trennte die Stadt, auch lange Zeit nach der Säkularisation. Erst 1888 gab es einen ersten Impuls zu einer Zusammenarbeit von Katholiken und Protestanten in einer Kindergartenkapelle. So galten bis dahin gemischtkonfessionelle Ehen als ein Skandal. Dies trug auch zu regionalem Klatsch unter den Leuten bei. Dieser religiöse Dualismus endete nach dem Zweiten Weltkrieg. Bei dem großen Stadtausbau seit den 1950er Jahren war der Kirchenneubau von großer Bedeutung. So half man sich gegenseitig mit Notkirchen, um die Raumnot der jeweiligen Kirchengemeinde kurzfristig zu bewältigen.
Durch Zuzug aus dem katholischen Umland gerieten die Protestanten wie auch in Augsburg und anderen ehemaligen Reichsstädten zunehmend in die Minderheit. Gegen Ende des 19. Jahrhunderts gab es etwa 15.000 Katholiken und 4.000 Protestanten. Eine kleine Rolle spielten die 234 Alt-Katholiken, 68 Juden und 49 Andersgläubigen. Im 20. Jahrhundert schwankte der Anteil der katholischen Bevölkerung zwischen 76 und 82 Prozent, der Anteil der Protestanten lag zwischen 15 und 20 Prozent. Das Verhältnis verschob sich jedoch durch die Aufnahme von rund 10.000 Heimatvertriebenen und Flüchtlingen nach dem Zweiten Weltkrieg. So stieg der evangelische Bevölkerungsanteil innerhalb von kurzer Zeit von 4.500 auf 10.000 Gläubige. Zwischen 1935 und 1955 stieg der Anteil der Katholiken in der Stadt um etwa ein Viertel auf 6.600. Im gleichen Zeitraum vervierfachte sich die Zahl der Protestanten. Die Neuapostolische Gemeinde verringerte sich in dieser Zeit von 450 auf 330 Mitglieder.
1971 predigte erstmals seit 1525 ein katholischer Geistlicher in der evangelisch-lutherischen St.-Mang-Kirche. 1998 wurde im Rahmen einer Landesausstellung ein ökumenischer Gottesdienst an der Freitreppe, dem Symbol der vereinigten Städte Kemptens, mit Protestanten und Katholiken gehalten.
Eine eigene jüdische Gemeinschaft gibt es heute nicht mehr, auch gab es in Kempten keine Synagoge im eigentlichen Sinne. Die Juden in Kempten mieteten sich Räumlichkeiten, um sich dem regelmäßigen Kultus zu widmen. Erhalten ist der kleine jüdische Friedhof.
Des Weiteren gibt es in Kempten Zeugen Jehovas, die sich Anfang 1947 offiziell meldeten, zwei Neuapostolische Kirchengemeinden und eine Alt-Katholische Gemeinde. Durch die Einwanderung aus der Türkei in die Bundesrepublik Deutschland spielt auch der Islam eine große Rolle in Kempten. 1999 gab es drei Gebetsstätten, die größte befindet sich an der Füssener Straße.

## Politik
Kempten ist im Stimmkreis Kempten, Oberallgäu, für die Landtags- und Bezirkstagswahlen vertreten. Der Bundestag und seine Vertreter werden durch die Bürger Kemptens im Bundestagswahlkreis Oberallgäu gewählt.

### Stadtrat
Der Stadtrat besteht aus 44 Mitgliedern.
| Partei/Gruppierung                            | Sitze 2020 | Stimmenanteil 2020 |    | Sitze 2014 | Stimmenanteil 2014 | Sitze 2008 | Stimmenanteil 2008 |
| --------------------------------------------- | ---------- | ------------------ | -- | ---------- | ------------------ | ---------- | ------------------ |
| Christlich-Soziale Union in Bayern (CSU)      | 12         | 26,48 %            | 16 | 37,04 %    | 18                 | 40,63 %    |                    |
| Bündnis 90/Die Grünen (Grüne)                 | 8          | 19,16 %            | 6  | 13,74 %    | 6                  | 11,46 %    |                    |
| Sozialdemokratische Partei Deutschlands (SPD) | 4          | 9,24 %             | 7  | 17,04 %    | 6                  | 14,22 %    |                    |
| Alternative für Deutschland (AfD)             | 3          | 6,81 %             | –  | –          | –                  | –          |                    |
| Freie Demokratische Partei (FDP)              | 2          | 4,66 %             | 3  | 5,73 %     | 3                  | 6,46 %     |                    |
| Junge Union (JU)                              | 1          | 1,49 %             | –  | –          | –                  | –          |                    |
| Die Linke                                     | 0          | 0,97 %             | –  | –          | –                  | –          |                    |
| Die Republikaner (REP)                        | –          | –                  | 1  | 1,70 %     | 1                  | 3,18 %     |                    |
| Freie Wähler/Überparteiliche Wählergruppe     | 10         | 21,78 %            | 8  | 18,17 %    | 6                  | 12,88 %    |                    |
| Unabhängige Bürger/ÖDP (UB/ödp)               | 2          | 4,34 %             | 3  | 6,58 %     | 3                  | 7,49 %     |                    |
| FutureforKempten (FFK)                        | 2          | 6,07 %             | –  | –          | –                  | –          |                    |

Die Wahlbeteiligung lag bei der Wahl 2020 bei 44,01 %.

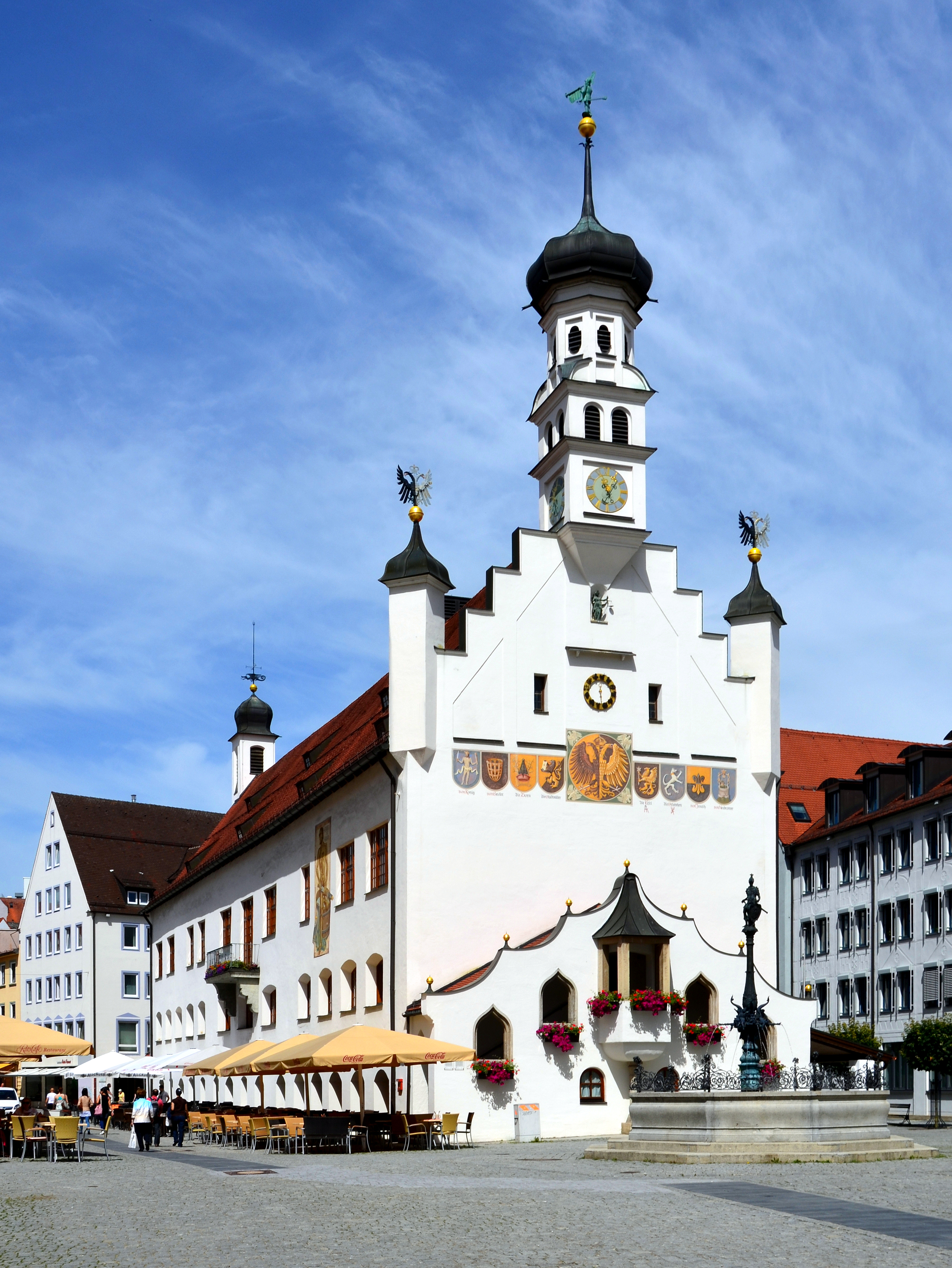
Sitz der Stadtoberhäupter und des Stadtrats: das Kempter Rathaus

- FutureForKempten: 2
- Grüne: 8
- SPD: 4
- ÖDP: 2
- FDP: 2
- FW: 10
- CSU: 12
- Junge-Union: 1
- AfD: 3

### Bürgermeister und Oberbürgermeister

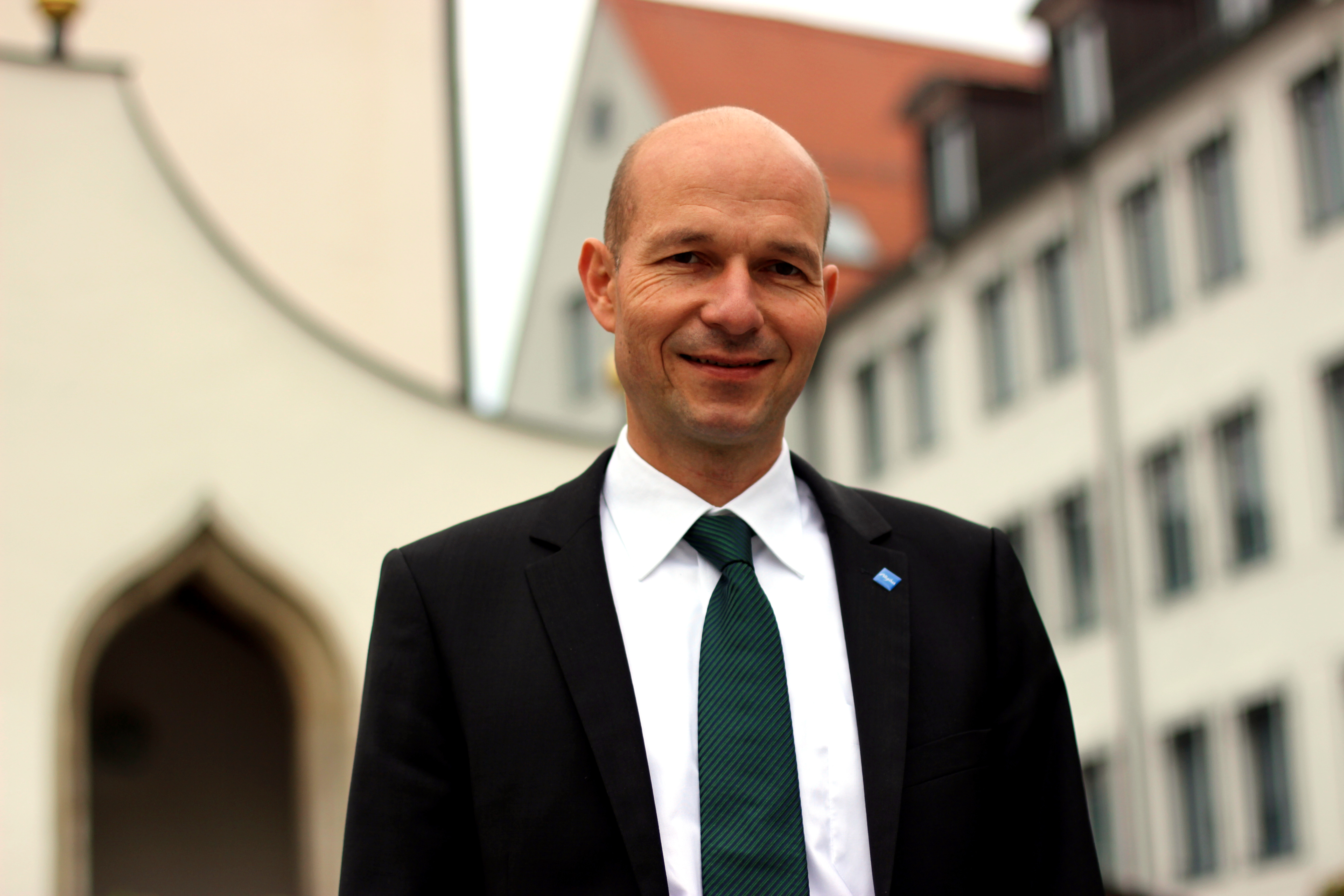
Thomas Kiechle, seit April 2014 Oberbürgermeister der Stadt Kempten

Oberbürgermeister ist seit dem 30. April 2014 Thomas Kiechle, Sohn des ehemaligen Bundesministers Ignaz Kiechle. Für die Kommunalwahl 2014 wurde er am 1. Juli 2013 von CSU gemeinsam mit den Freien Wählern als gemeinsamer Kandidat für das Amt des Oberbürgermeisters vorgestellt. Bei der Kommunalwahl am 16. März 2014 setzte sich Kiechle mit 51,09 Prozent gegenüber Martin Bernhard (23,3 %, SPD), Thomas Hartmann (11,75 %, Grüne), Ulrich Kremser (7,67 %, FDP), Michael Hofer (4,74 %, ÖDP), Michael Ulmer (1,72 %, REP) durch. Er wurde damit Nachfolger des bisherigen Oberbürgermeisters Ulrich Netzer, der seit dem 1. Mai 1996 amtiert hatte. Netzer wurde von Josef Mayr und Sibylle Knott vertreten. Sybille Knott war seit der Kommunalwahl 2014 zweite Bürgermeisterin, an dritter Stelle war Josef Mayr.
Oberbürgermeister Kiechle wurde bei der Kommunalwahl 2020 mit 54,32 % der gültigen Stimmen im ersten Wahlgang im Amt bestätigt. Er hatte sich gegen vier weitere Kandidaten (Grüne, SPD, FDP und UB/ödp) klar durchgesetzt. Am 14. Mai 2020 wurden bei einer konstituierenden Sitzung des neuen Stadtrates im Stadttheater der Gastronom Klaus Knoll (Freie Wähler) als zweiter Bürgermeister sowie Erna-Kathrein Groll (Grüne) zur dritten Bürgermeisterin gewählt. Vorangegangen war ein Diskurs und Streit zwischen den Parteien. So wechselten die gewählten CSU-Stadträte, namentlich der Sportartikelhändler Alexander Buck und der Teppichhändler Andreas Kibler, zu den Freien Wählern sowie die Juristin Sybille Knott von den Freien Wählern als parteiloses Mitglied zur CSU-Fraktion. Knott wollte als Kandidatin der CSU im Amt der zweiten Bürgermeisterin bestätigt werden, scheiterte aber.
Bedeutende Vertreter aus der Reihe der Bürgermeister waren Gordian Seuter (Verhandler für den „Großen Kauf“) sowie Adolf Horchler und Otto Merkt. August Fischer leitete nach dem Zweiten Weltkrieg die Modernisierung der Stadt ein, bei der viel an historischer Bausubstanz zerstört wurde. Josef Höß leitete die Einrichtung einer Stadtarchäologie ein und vertrat Kempten bei der Einrichtung der Fachhochschule Kempten.

### Wappen, Flagge und Logo
| Wappen der kreisfreien Stadt Kempten (Allgäu) | Blasonierung: „Gespalten; von Schwarz und Silber; vorne am Spalt ein halber goldener Adler, hinten auf grünem Dreiberg ein roter Zinnenturm mit offenem Tor.“ |
| Wappen der kreisfreien Stadt Kempten (Allgäu) | Wappenbegründung: Das Wappen zeigt auf der (heraldisch) linken Seite die Burghalde (Dreiberg) als fälschlicherweise frühesten Standort des Klosters (roter Zinnenturm), auf der (heraldisch) rechten Seite ist zur Hälfte der Reichsadler abgebildet, der den Bezug der damaligen Reichsstadt zum Kaiser symbolisiert. Die Stadtfarben von Kempten sind Schwarz und Silber bzw. Weiß. Die Stadt Kempten führt eine eigene Gemeindefahne, und zwar seit 1887 in den Farben Schwarz und Weiß. |

Das Logo der Stadt Kempten und derer Verwaltung ist eine Wortmarke. Kempten ist in großen Lettern geschrieben, das Wort Allgäu in der gleichen Schriftart als Zusatz ist hochgestellt.

### Städtepartnerschaften
Kempten führt fünf Städtepartnerschaften.
| Stadt        | Staat       | Bemerkung |
| ------------ | ----------- | --- |
| Bad Dürkheim | Deutschland | Mit der Weinstadt besteht seit 2001 eine Partnerschaft. Sie basiert auf einer Weinpatenschaft von 1951. Es finden sportliche und kulturelle Begegnungen, aber auch Schüler- und Jugendfahrten statt. |
| Quiberon     | Frankreich  | Mit dem Fischerdorf an der französischen Atlantikküste wurden 1968 erste Kontakte, 1971 dann freundschaftliche Beziehungen aufgenommen. Gegründet wurde diese Partnerschaft ursprünglich von der ehemals eigenständigen Gemeinde Sankt Mang, sie wurde aber nach der Gebietsreform 1972 von der Stadt Kempten übernommen. |
| Sligo        | Irland      | 1990 wurde die von Kempten entfernteste Partnerschaft mit der größten Stadt im Nordwesten Irlands begonnen. Vorangegangen war hier ein Jugendaustausch zwischen der Hochschule Kempten und einem College in Sligo. |
| Sopron       | Ungarn      | Mit der Stadt im Nordwesten Ungarns entstand 1987 eine Partnerschaft. Es finden Schüleraustausche statt. Seit 1990 reisten zwei Mal interessierte Bürger im Rahmen von Bürgerreisen nach Sopron. |
| Trient       | Italien     | Die Partnerschaft mit der norditalienischen Stadt entstand 1987. Austausche der Musikschule führen zu kulturellen Belebungen der Orte. |

### Umweltpolitik

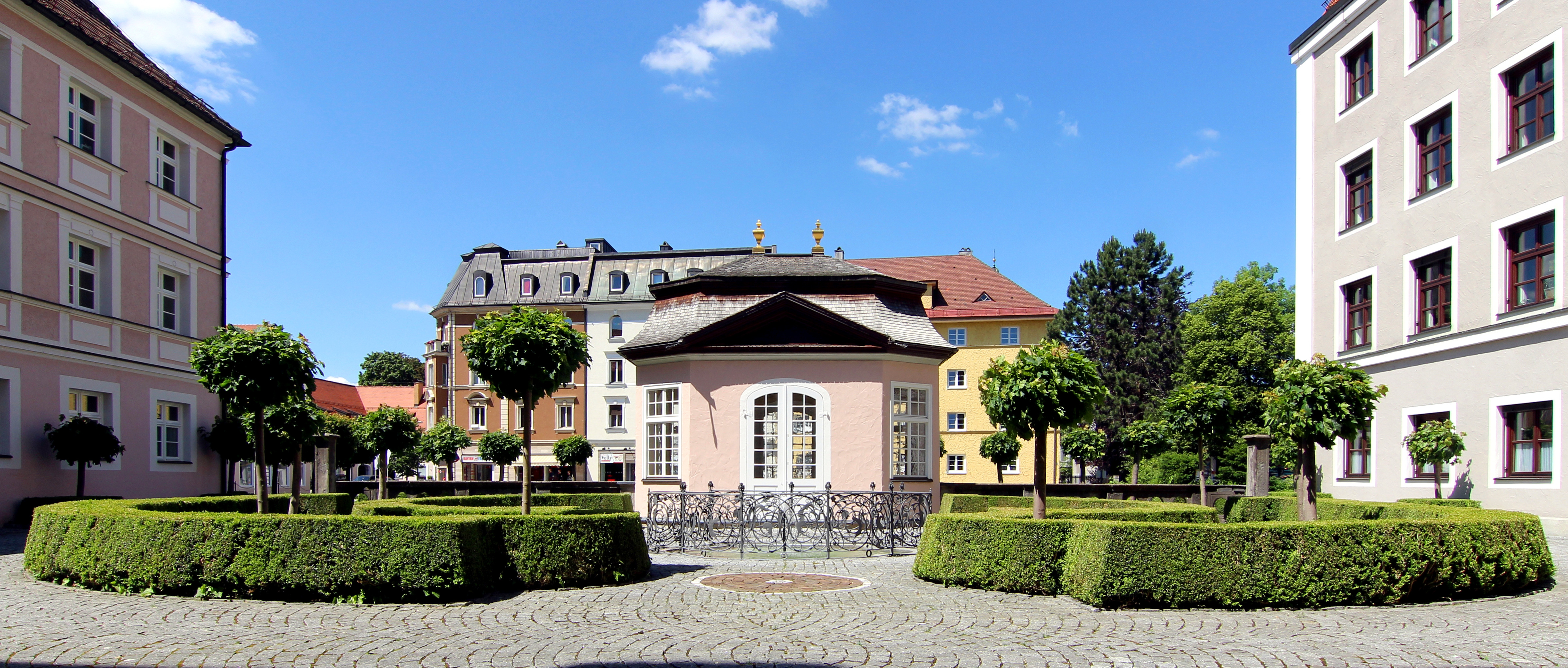
Flora-Tempel

Durch den schrittweise erfolgenden Ausbau des Fernwärmenetzes in Kempten kann ein hoher Betrag an fossilen Energieträgern eingespart werden. Durch die Modernisierung der Straßenbeleuchtung wurde von 2002 bis 2008 der Stromverbrauch um 35 Prozent gesenkt.
Im Mai 2012 wurden 19 Kommunen, darunter auch Kempten, mit dem BMU-Preis „Masterplan 100 % Klimaschutz“ durch Norbert Röttgen ausgezeichnet. Kempten erhält damit Fördergelder vom Bund zur Senkung der Emissionen in Bezug auf die Energiewende.

### Finanzpolitik
Kempten erhebt seit dem 1. Januar 2006 eine Zweitwohnsitzsteuer, die 10 Prozent der Jahreskaltmiete entspricht. Ziel der Stadt ist es hierbei, neben der finanziellen Beteiligung an der städtischen Infrastruktur auch einen Anreiz zu schaffen, den Nebenwohnsitz in einen Hauptwohnsitz umzuwandeln.
Der Stadtrat hat im Jahr 2009 fünf strategische Ziele beschlossen, die bis zum Jahr 2020 erreicht werden sollen. Eines davon ist die Schuldenfreiheit des städtischen Haushaltes. Betrugen die Haushaltsschulden im Jahr 2003 noch über 41 Millionen Euro, so haben sie sich mit Ablauf des 31. Dezember 2011 auf 15,2 Millionen Euro verringert, 2013 auf 13,1 Millionen Euro. Im Jahr 2014 lag der Schuldenstand bei 9,6 Millionen Euro. Mit einem gleichmäßigen weiteren Schuldenabbau soll der städtische Haushalt 2020 ganz schuldenfrei sein, ein Jahr davor soll die Verschuldung bis auf 1,5 Millionen Euro gesunken sein. Die Stadt hat bereits seit 2003 keine neuen Kredite mehr aufgenommen und tilgt die bestehenden Schulden. Absolute Schwerpunkte bei den Investitionen sind der Krippenausbau sowie Schulbaumaßnahmen. Einige andere Projekte müssen aus Gründen der Haushaltsdisziplin in der Regel zurückgestellt werden.

## Kultur

### Bauwerke

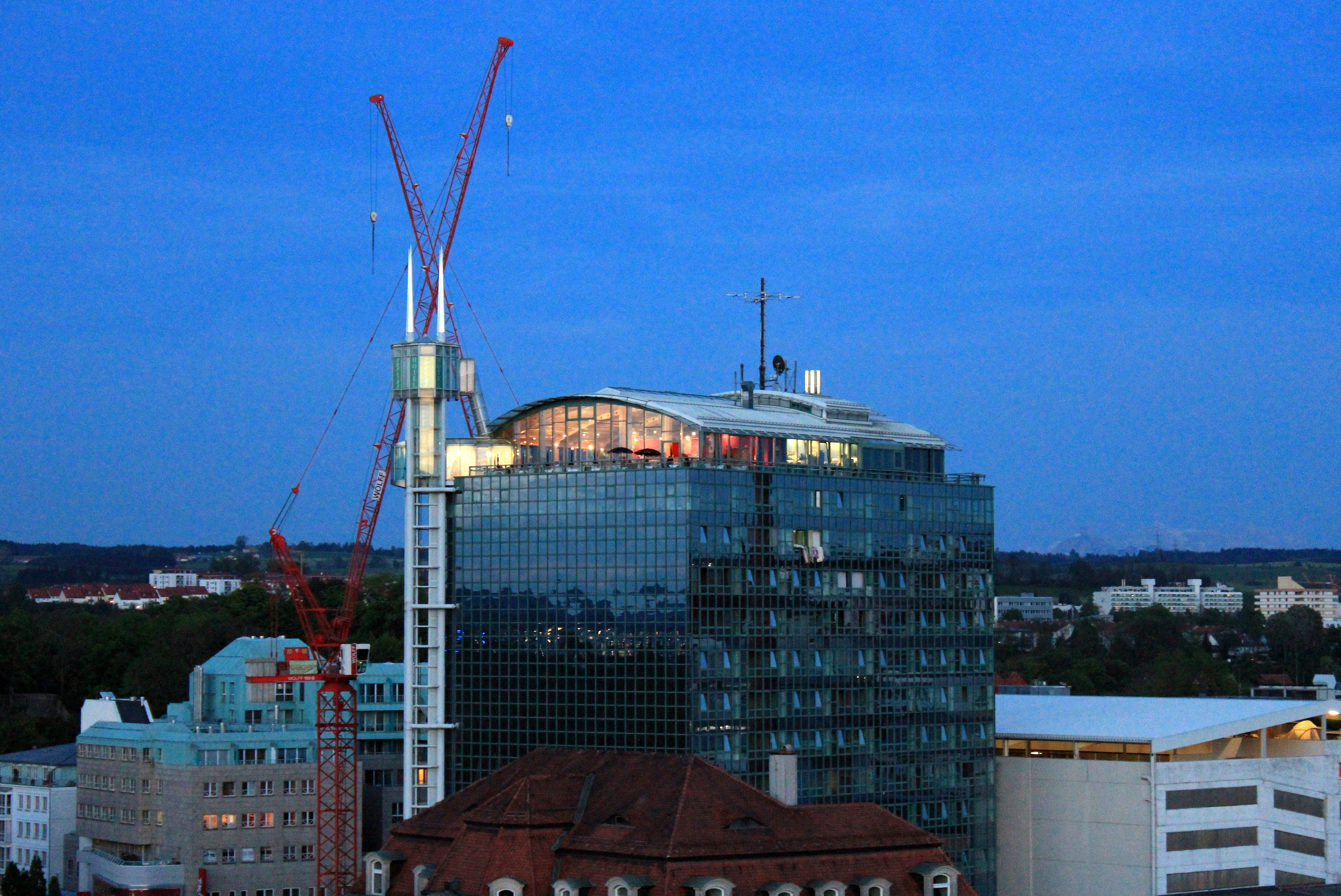
Der Allgäu Tower in Kempten

In Kempten sind so gut wie alle Baustile vertreten. Neben Romanik, Gotik, Renaissance und Barock finden sich auch Mischformen und moderne Architekturelemente. Stadtbildprägend sind vor allem die Türme der Kirchen. Ein neueres stadtbildprägendes Gebäude ist der 13-stöckige Allgäu Tower mit seiner spiegelnden Glasfassade. Vom obersten Stockwerk bietet sich ein Blick weit über die Stadtgrenzen hinaus.

#### Sehenswürdigkeiten
Historische Gebäude und klassische Sehenswürdigkeiten sind die Burghalde mit dem Allgäuer Burgenmuseum und der Freilichtbühne sowie dem Duftgarten, in dem auch Führungen angeboten werden, ebenso das historische Rathaus und die ehemalige Fürstäbtliche Residenz mit Hofgarten und Orangerie, die auch den Sitz der Stadtbücherei mit der Abteilung Allgäu-Bücher innehat.
Die Stadtpfarr- und ehemalige Klosterkirche St. Lorenz, eine Basilica minor, erhielt ihren Ehrentitel 1960 von Papst Paul VI. verliehen. Eine weitere bedeutende Kirche ist die evangelische Stadtpfarrkirche St. Mang. Neben dieser befindet sich die Erasmuskapelle – eine mittelalterliche Friedhofskapelle, die nach ihrer Zweckentfremdung abgerissen wurde und deren unterirdische Fassadenreste im Jahr 2010 der Öffentlichkeit als Schauraum zugänglich gemacht wurden.
Als sehenswerte Brunnen gelten der Rathausbrunnen sowie der im Jugendstil gehaltene St.-Mang-Brunnen.
Die Reste und Nachbauten der römischen Landstadt Cambodunum gelten ebenso als Sehenswürdigkeit von Kempten.
Zu den technischen Sehenswürdigkeiten gehören die König-Ludwig-Brücke, die einzige ihrer Art in Deutschland, sowie die Oberen Illerbrücken, die größten Stampfbetonbrücken der Welt.

#### Baudenkmäler

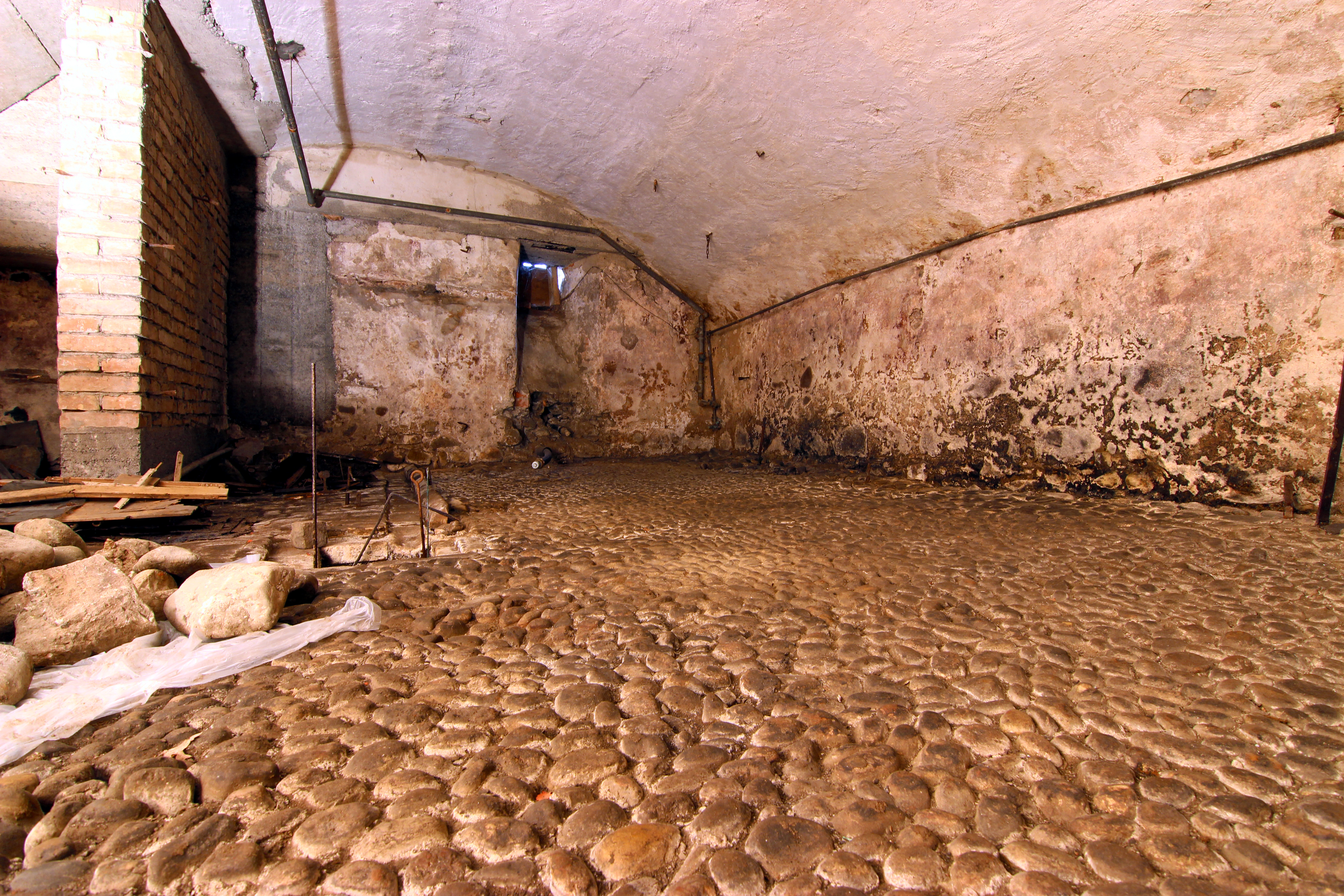
Gewölbekeller im Beginenhaus. Die Instandsetzung des denkmalgeschützten Objekts wird durch Schüler der Realschule an der Salzstraße mitunterstützt.

Aufgrund des Doppelwesens der Stadt Kempten kann das denkmalgeschützte Stadtensemble in zwei Teile geteilt werden: Alt- und Neustadt. Die Altstadt, die frühere Reichsstadt, weist enge Gassen und Straßenzüge sowie eine ältere Bausubstanz als die barockgeprägte Neustadt - das Fürststift bzw. die Stiftsstadt - auf.
Hinzu kommt noch das Ensemble Beethovenstraße. Dieser aus dem 19. Jahrhundert stammende Siedlungsbestandteil Kemptens entstand als erstes Ausbaugebiet der Stadt nach der Öffnung der Stadtmauern. Es bildete insbesondere während der Entstehungszeit ein vornehmes vorstädtisches Wohnquartier, bestehend aus Villen für die höhere Schicht.
Ab den 1950er Jahren wurde Kempten Modell eines bundesweiten städtebaulichen Pilotprojekts. Kemptens alte Bausubstanz entging jeglicher Beschädigung der Weltkriege. Es wurde bis in die 1970er Jahre aktiv historische Substanz durch neue historisierende und bzw. oder moderne Bauwerke ersetzt. Beispiel hierfür sind die Stern-Apotheke und das Schachenmeyersche Landgut. Ein Großteil der von Michael Petzet im Jahr 1959 beschriebenen Baudenkmäler ist nicht mehr vorhanden.
Obwohl die Stadtbefestigung im 19. Jahrhundert maßgeblich abgebrochen wurde, zeigte sich in den 1980er/1990er Jahren ein neues Geschichtsbewusstsein. 1986 wurde das Waisentor, 1990 das Metzgertor wiedererrichtet.

#### Kirchen- und Klostergebäude

##### Römisch-katholische Gebäude

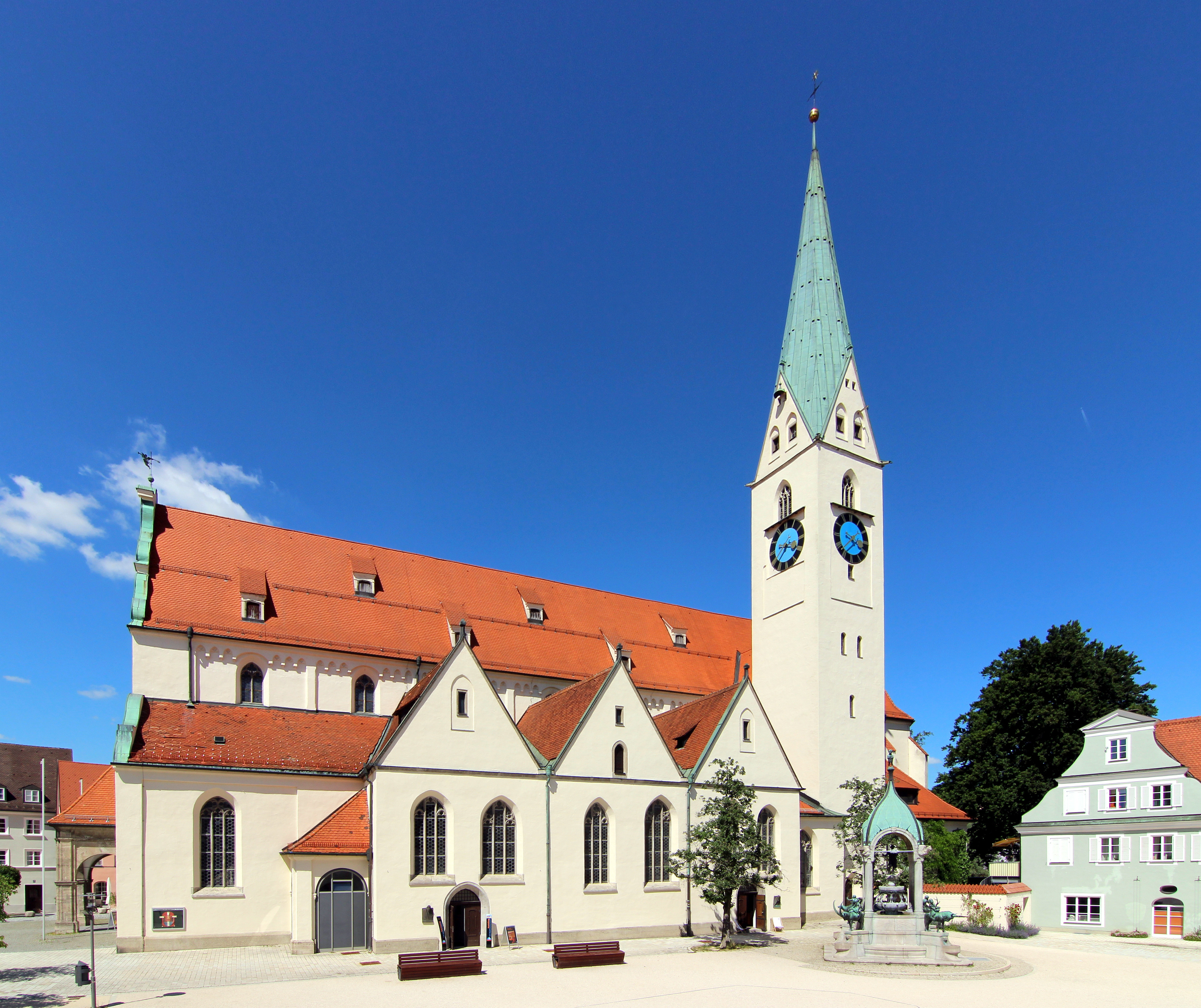
Die St.-Mang-Kirche am St.-Mang-Platz

Die bedeutendste katholische Pfarrkirche in Kempten ist die St.-Lorenz-Basilika, ein ab 1652 errichteter barocker Bau. In der Nähe steht die 1680 errichtete Seelenkapelle. Zur Villa Huber gehört die in Backstein erbaute neugotische Marienkapelle. In Kempten-Süd steht die ehem. Klosterkirche St. Anton.
Noch weiter südlich, im Stadtteil Eich, steht die von Andor Ákos entworfene Maria-Hilf-Kirche.
Im Stadtteil Steufzgen wurde 1978 die Stadtpfarrkirche St. Franziskus fertiggestellt. Auf einen Kirchturm mit Geläut verzichtete die Kirchengemeinde.
Auf einem Hügel steht die Dreifaltigkeitskapelle, die um 1735 errichtet wurde.
In der ehemaligen Reichsstadt entstand im Jahr 1927 erstmals seit 1525 wieder eine katholische Kirche. Die ebenfalls von Andor Ákos gestaltete, 1973 abgebrochene Christi-Himmelfahrts-Kirche war als Notkirche für die neugegründete Pfarrei Christi Himmelfahrt gedacht. Ersetzt wurde die alte Christi-Himmelfahrts-Kirche durch einen Neubau einige Straßen westlicher im Freudental, der 1971 geweiht wurde und seit einigen Jahren unter Denkmalschutz steht.
In der Nähe des Ostbahnhofs entstand in den 1960er Jahren die Kirche St. Ulrich. Eine weitere Kirche des gleichen Jahrzehnts ist die St.-Michaels-Kirche im Norden der Stadt. In Kempten-Thingers entstand in den 1980er Jahren die Kirche St. Hedwig. In Leubas steht die 1997 fertiggestellte Filialkirche Mariä Heimsuchung.
Im Stadtteil Sankt Mang steht die Kirche Mariä Himmelfahrt. Die 1922 geweihte Kirche besitzt einen erst 1955 aus Stahlbeton erbauten Glockenturm.
Im Stadtteil Lenzfried hatten sich im Spätmittelalter Franziskaner mit dem Franziskanerkloster St. Bernhardin samt der Kirche St. Magnus niedergelassen. Im 17. Jahrhundert wurde in Lenzfried das Kloster St. Anna mit der gleichnamigen Kapelle für die Franziskanerinnen fertiggestellt. Diese wohnten bis zur Wiederkehr der Franziskaner, die ihr Kloster in den Wirren des Schmalkaldischen Kriegs aufgegeben hatten und erst 1643 zurückkehrten, im alten Männerkloster.
Auf dem Mariaberg entstand im Jahr 1783 die Kapelle Mariä Heimsuchung. In Hirschdorf gibt es die bereits 1394 erwähnte und 1774 durch einen Neubau ersetzte St.-Magdalena-Kapelle. Am Gewerbegebiet Ursulasried steht die Kapelle St. Ursula, die 1378 erstmals erwähnt wurde. In Leubas steht direkt an der Hauptstraße eine kleine, im Jahr 1735 erwähnte Kapelle mit dem Namen St. Magnus. In Leupratsried steht eine aus dem Jahr 1777 stammende Marienkapelle. Eine Besenkapelle gibt es an der Memminger Straße.

##### Evangelisch-lutherische Gebäude
Die gotische St.-Mang-Kirche in der Reichsstadt war der Ausgangspunkt der Reformation in Kempten und im oberen Allgäu. 1527 wurde der erste evangelische Prediger eingestellt; bereits 1523 war die Eidformel im Sinne der Reformation verändert worden.
In Sankt Mang steht die vom Architekten Otto Heydecker entworfene und im Jahr 1927 geweihte Christuskirche.
Im Haubenschloß entstand 1964 die Johanneskirche. Im Kempter Osten wurde 1968 die Matthäuskirche geweiht. Für die Markuskirche in Thingers fand die Weihe im Jahr 1976 statt.
Zur Pfarrei St. Mang gehört die mittelalterliche Keckkapelle, die dem Heiligen Stephan geweiht ist und auf dem römischen Gräberfeld von Cambodunum steht.

##### Sonstige Kirchengebäude
An der Immenstädter Straße steht die Neuapostolische Kirche. In der Lindauer Straße hat die altkatholische Gemeinde von Kempten die Kirche Maria von Magdala, deren Bau aus dem Erbe von Otto Merkt finanziert wurde.

### Museen

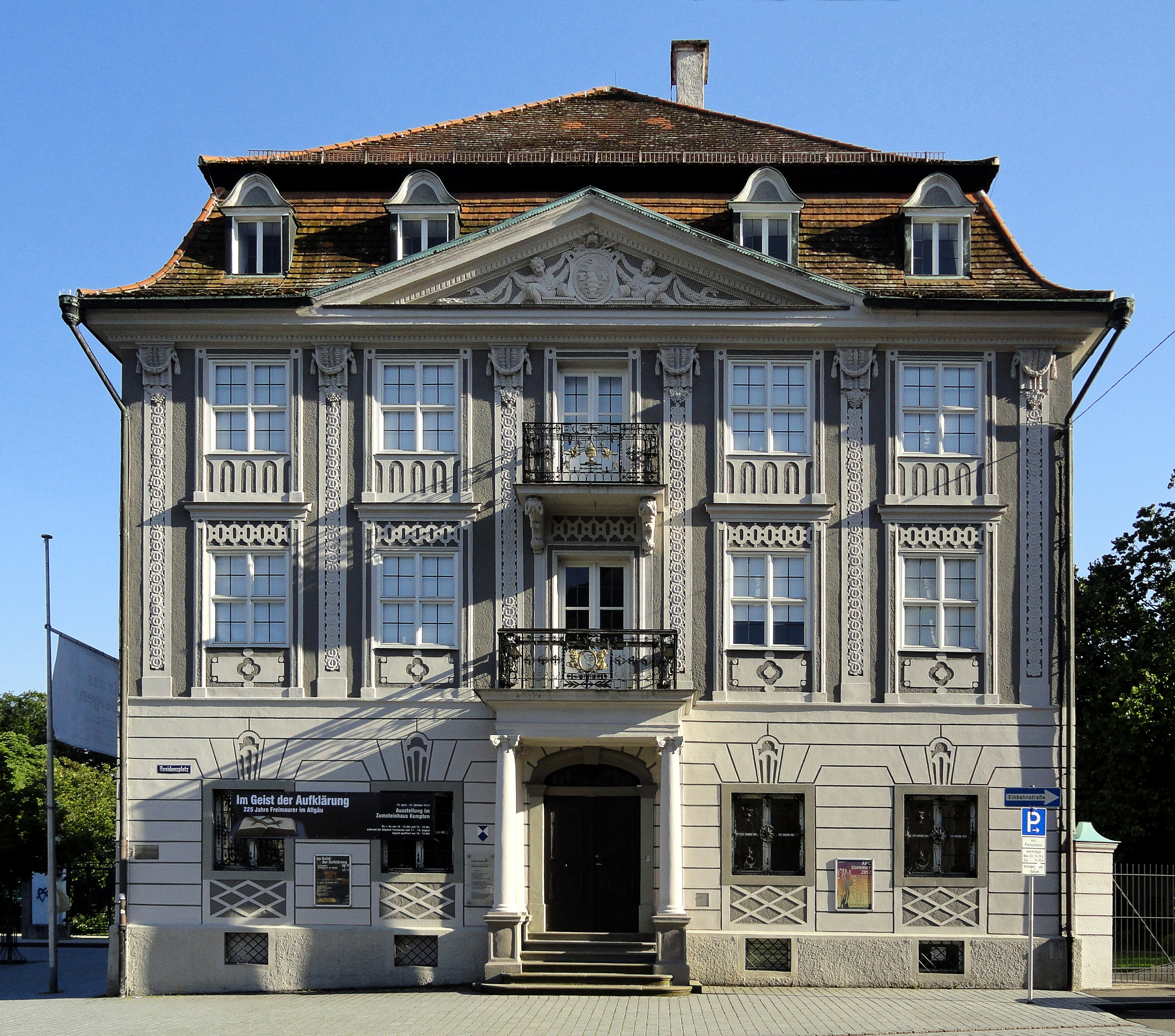
Das Zumsteinhaus beinhaltete das Römische Museum und Naturkunde-Museum. Mittlerweile ist es ein Stadtmuseum.

Zu den Museen zählte das Alpinmuseum, das sich 1991 bis 2021 im Marstall befand und ab 2016 durch die Dauerausstellung Leuchtendes Mittelalter mit Skulpturen und Tafelmalereien der Gotik aus dem Kemptener Raum erweitert wurde. Dazu gehörte das Allgäu-Museum im Kornhaus, das 2018 geschlossen wurde. Das Zumsteinhaus mit dem Römischen Museum und Naturkunde-Museum wurde im Frühjahr 2015 enefalls geschlossen; Grund ist eine Neukonzeptionierung der Museumslandschaft in der Stadt. Im Dezember 2019 wurde im dafür sanierten Gebäude das neue Stadtmuseum eröffnet. Auf der Burghalde besteht das von einem Verein geleitete Allgäuer Burgenmuseum. In der Stiftsmälzerei in der Memminger Straße ist die Kunsthalle untergebracht, in der Wechselausstellungen vor allem von Gegenwartskunst stattfinden.
Der Archäologische Park Cambodunum zeigt wiederhergestellte Gebäude der Siedlung auf dem Lindenberg aus der Römerzeit und originale Ruinen der Kleinen Thermen unter einem Schutzbau. Das Freigelände ist ganzjährig frei zugänglich.
Das Beginenhaus ist ein aus einem Beginenhaus und Nonnenturm bestehendes, denkmalgeschütztes Gebäudeensemble aus dem 14. Jahrhundert. Eine Sanierung ist seit Jahrzehnten geplant.

### Veranstaltungsräume
Kempten hat ein Stadttheater, das früher ein reines Gastspielhaus war. Heute werden jedoch daneben auch Eigen- und Koproduktionen aufgeführt.
Für kulturelle Veranstaltungen stehen eine Reihe verschiedenartiger Veranstaltungsräume zur Verfügung. Das modernste Veranstaltungshaus ist die bigBOX, in der Schauspiele und Konzerte gespielt werden. Messen gehören ebenso zum Veranstaltungsprogramm.
Der große Veranstaltungsraum im Kornhaus bietet Bälle, Tagungen sowie Theatervorstellungen an. In der nebenanliegenden Stiftsmälzerei finden in der Kunsthalle jährlich mehrfach Ausstellungen regionaler und überregionaler bildender Künstler statt. In den Innenhöfen der Residenz finden klassische Konzerte statt, ebenso im Schutzbau der Kleinen Thermen (Archäologischer Park Cambodunum).

### Regelmäßige Veranstaltungen

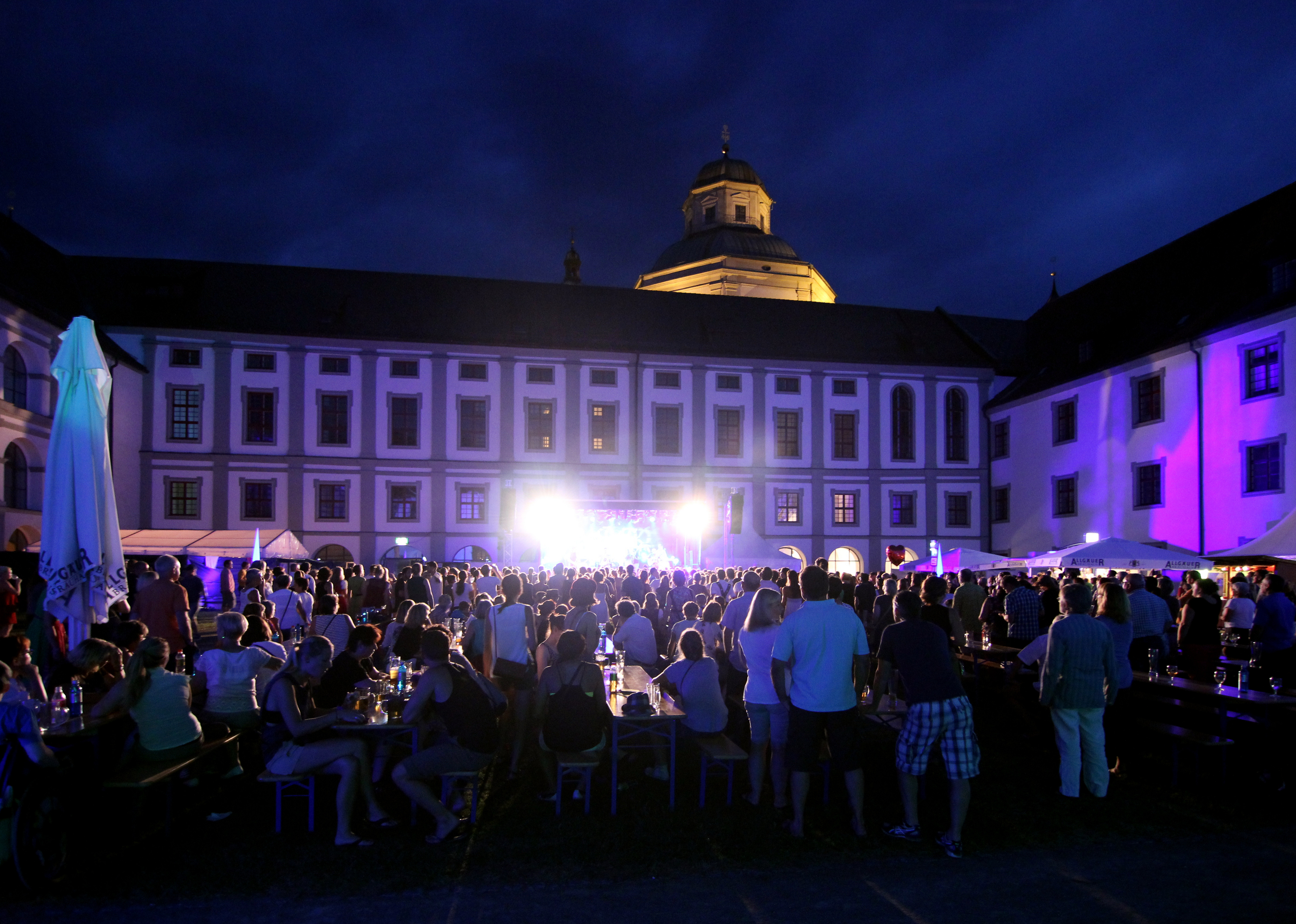
Konzert im Innenhof der Residenz

#### Allgäuer Festwoche
Auf Initiative des Oberbürgermeisters Georg Volkhardt und Albert Wehr wurde die Allgäuer Festwoche 1949 ins Leben gerufen. Inzwischen zählt die jährlich im August stattfindende Regionalmesse mit Kultur- und Sporthöhepunkten und über 180.000 (2014) Tages- und Abendbesuchern zu den Highlights der Veranstaltungen des Allgäus.

#### Musikalische Veranstaltungen
Zu den jährlich stattfindenden Musikveranstaltungen gehört der Kemptener Jazz Frühling. Bei dieser Open-Air-Veranstaltungen spielen Musiker auf öffentlichen Plätzen und auch in Veranstaltungsräumen. Es spielen auch überregionale Künstler. Des Weiteren finden der Tag der Musik, das Stadtfest, das Kammermusikfestival CLASSIX Kempten sowie die Musiknacht jährlich statt.
In den Kempter Hauptkirchen St. Mang und St. Lorenz finden regelmäßig Orgel- sowie Chorkonzerte statt. Seit 1897 gibt es in Kempten eine Stadtkapelle, die zunächst vor allem als Militärkapelle fungierte. 1899 trat die Kapelle erstmals mit einem großen Konzert vor die Öffentlichkeit. Seither begleitet die Stadtkapelle viele offizielle Anlässe. 1901 wurde der Orchesterverein als Vereinigung von Musikfreunden zur Pflege der Orchestermusik gegründet. In der alten Stiftsmälzerei befindet sich die Sing- und Musikschule. 1998 gab Herbert Grönemeyer ein Open-Air-Konzert auf dem Hildegardplatz. Zu diesem Ereignis kamen etwa 12.000 Menschen zusammen. 2012 traten The BossHoss auf dem Platz auf.

#### Wochenmarkt
Jeden Mittwoch und Samstag findet in Kempten der Wochenmarkt auf dem Hildegardplatz statt. Bis in das Jahr 1998 war in den kalten Monaten dieser Bauernmarkt in den Kellergewölben des Kornhauses untergebracht, bis die Markthalle in der Nähe der Realschule an der Salzstraße fertiggestellt wurde.

#### Weitere Veranstaltungen
Die Kunstnacht fand im Herbst 2011 zum ersten Mal statt. Bei dieser Veranstaltungen sind Ateliers, Ausstellungen, Galerien und sonstige kulturelle Orte bis in die Nacht für Besucher offen. Begleitet wird die Kunstnacht mit Feuer- und Lichterspielen und künstlerisch beleuchteten Brunnen. Im Sommer findet der Tag der Familie statt.
Im Herbst treffen sich zehn Tage lang international bekannte Choreografen und Tänzer zum Kemptener TANZherbst. Hierbei wird jede Tanzrichtung vertreten. In der gleichen Jahreszeit findet der Kathreinemarkt mit Fahrgeschäften und Händlermarkt statt. Eine ähnliche Veranstaltung findet im Mai als Himmelfahrtsmarkt statt.
Sportliche Aktionen sind der Kempten-Halbmarathon im April, der Voralpenmarathon im September sowie der Silvesterlauf am letzten Tag des Jahres.

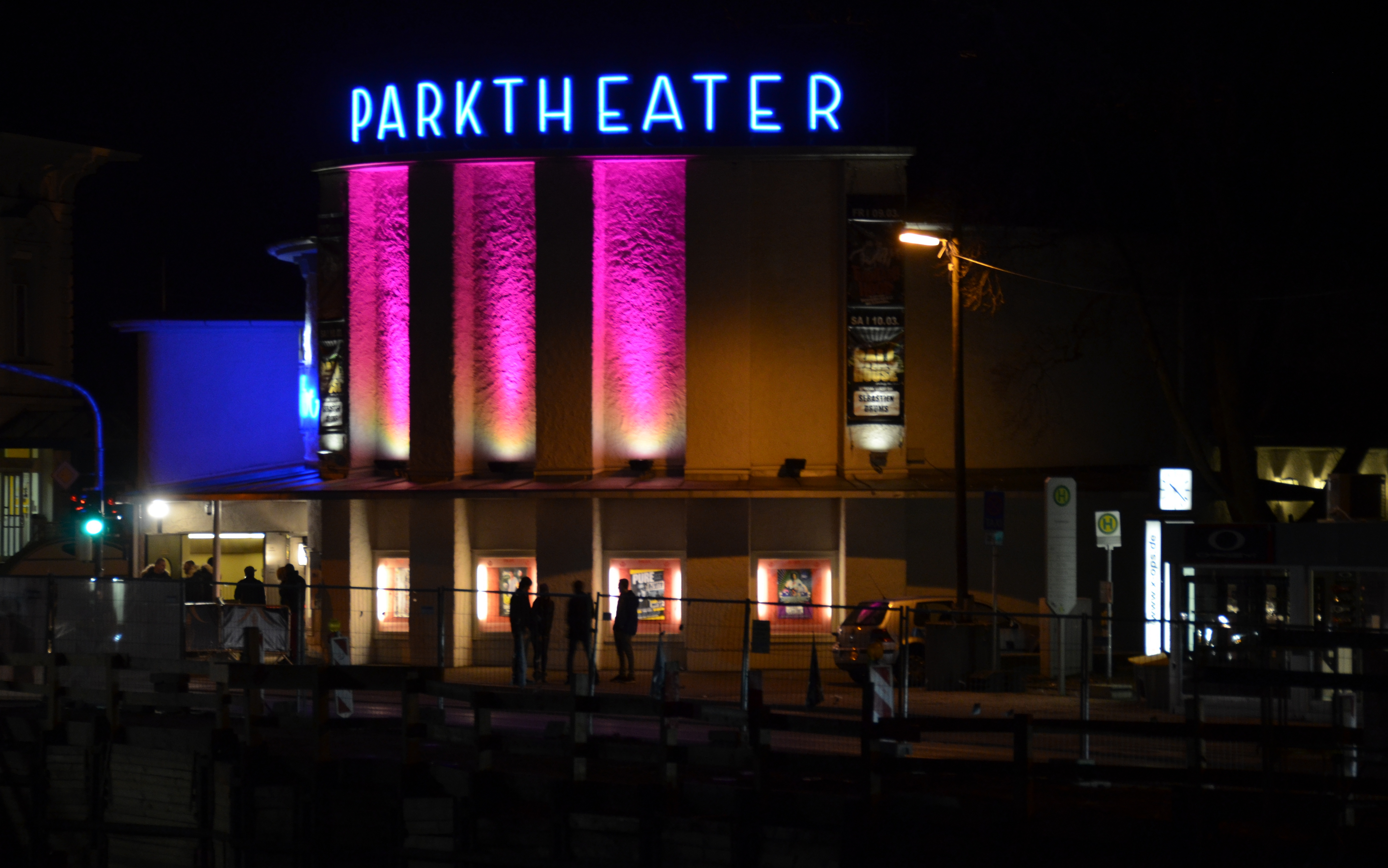
Das Parktheater mit nächtlicher Fassadenbeleuchtung: Früher Kino, heute Diskothek.

### Kinos
Das erste Kino in Kempten wurde 1905 eröffnet. Bis 2003 gab es in Kempten zwei Kinos: das inzwischen geschlossene Parktheater und das in den 1930er Jahren an der Königsstraße errichtete und 2002 ausgebaute Colosseum Center. Das zuletzt 2012/13 erneut ausgebaute Colosseum hat sieben Säle für mehr als 1200 Besucher. Im Sommer finden auf der Freilichtbühne der Burghalde Freiluftkinovorstellungen statt.

### Nachtleben
In Kempten gibt es zahlreiche Bars, Pubs und weitere Lokale. Treffpunkte der Jugend sind das Parktheater Kempten, das „Drop-In“ und das „pappilon“ (ehemals „ferggies“ und „mia“) an der Bahnhofstraße. Im Bereich der Fußgängerzone gibt es das Künstlerhaus mit diversen Abendveranstaltungen sowie das Irish Pub „A Thousand Miles to Dublin“. Im Areal des Rathauses laden zahlreiche Lokale mit unterschiedlicher Kundenausrichtung Gäste ein. Davon abgelegen befindet sich unterhalb der Burghalde der „Ritterkeller“.

### Sport

#### Sportstätten

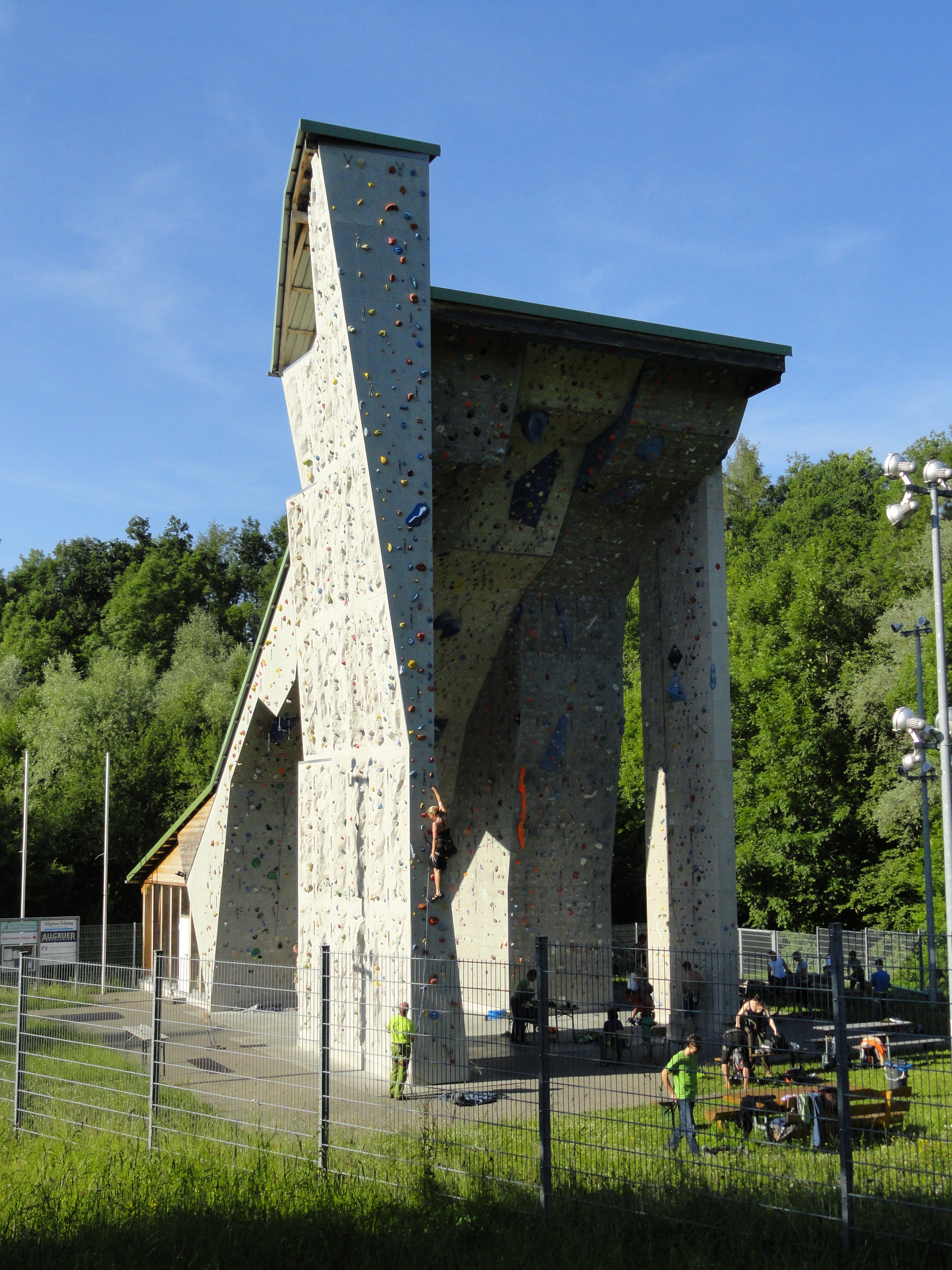
Außenkletteranlage im Engelhaldepark.

In Kempten befindet sich in Flussnähe das Illerstadion. Seit den ersten Plänen im Jahr 1919 durch Otto Merkt wurde von dem Stadtbaurat Maximilian Vicari im Jahr 1938 das Stadion den Stadträten vorgestellt. Es besaß 5600 Stehplätze, einen Kleinkaliberschießstand, Vorrichtungen für Hochsprung, Kugelstoßen, Stabhochsprung und einen Parkplatz für 200 Autos. 1939 waren das Spielfeld, die Aschenbahn, die „SA-Wehrkampfbahn“ und ein Teil der Zuschauertribüne fertig. 1949 folgte die Fertigstellung der Haupttribüne und 1956 der große Stehtribünenwall sowie das Marathon-Tor. Es bot daraufhin 12.500 Plätze. Zwischen 1979 und 1986 wurden zwei Kunststoffplätze, zwei neue Rasenfelder und ein Sandrasenplatz angelegt. 1995 kam es dann zu einem Um- und Ausbau von Hauptplatz und Sandbahn zu einer Leichtathletikwettkampfbahn „Typ B“ mit sechs Einzelbahnen und einem großen Rasenspielfeld. Das Stadion wurde in den Jahren 1999/2000 modernisiert. Die überdachte Zuschauertribüne bietet rund 1000 Zuschauern Platz.
Gleich daneben schließt eine Skateboard-Anlage aus den 1990er Jahren an; diese wurde später für Inlineskater angepasst.
1977 wurde das Eisstadion an der Memminger Straße im Stadtnorden mit 4000 Zuschauerplätzen eröffnet. Bis dahin gab es in Kempten Spritzeisbahnen und einen Eislaufplatz in der Nähe des Illerstadions.
Die Freiluftkletteranlage des Deutschen Alpenvereins, Sektion Allgäu-Kempten, im Engelhaldepark wurde 2000 eröffnet.

#### Inklusion
2021 bewarb sich die Stadt als Host Town für die Gestaltung eines viertägigen Programms für eine internationale Delegation der Special Olympics World Summer Games 2023 in Berlin. 2022 wurde sie als Gastgeberin für Special Olympics Island ausgewählt. Damit wurde sie Teil des größten kommunalen Inklusionsprojekts in der Geschichte der Bundesrepublik mit mehr als 200 Host Towns.

### Bäder

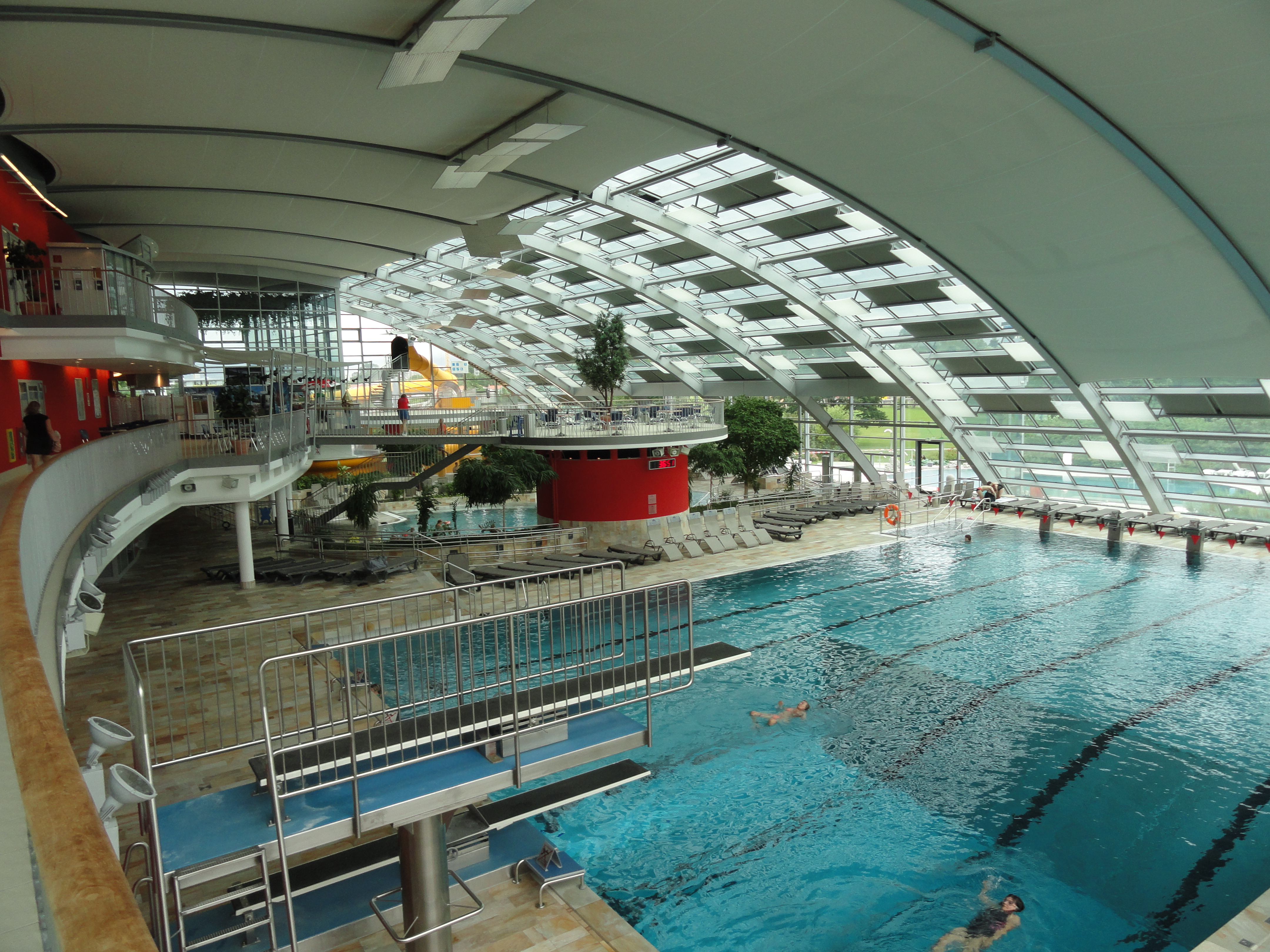
Das Erlebnisbad CamboMare in Kempten

Schon die Römer hatten in Kempten Thermen eingerichtet. Zu Beginn des 20. Jahrhunderts gab es in Kempten neben der Rottachbrücke ein Mineralbad. 1910 wurde an der Lenzfrieder Straße das Volksbad errichtet, das ab 1932 vom Militär genutzt und 1944 geschlossen wurde. 1927 folgte das Sonnenbad an der Rottachschleife. 1932 wurde ein heute noch bestehendes Freibad eröffnet, 1970 ein Hallenbad. Dieses wurde Anfang der 2000er Jahre teilweise abgerissen und 2003 durch das Erlebnis- und Hallenbad CamboMare ersetzt. Freibad und CamboMare werden von dem Kemptener Kommunalunternehmen (KKU) betrieben.

### Grünflächen und Parkanlagen
In Kempten gibt es mehrere Park- und Grünanlagen. Der Hofgarten mit der St.-Lorenz-Basilika, der Residenz und der Orangerie ist eine repräsentative Parkanlage mit gepflegter Bepflanzung. Hinter dem Zumsteinhaus erstreckt sich der Stadtpark mit einem kleinen Teich. Die Burghalde ist als Grünanlage vom Rest der Stadt abgeschottet und bietet einen guten Rundumblick auf die Stadt und Alpen. Der Archäologische Park Cambodunum (APC) ist mit dem Chapuis-Park verbunden und stellt für die Bewohner des Ostens eine Möglichkeit zur Erholung dar. Um das Haubenschloß befindet sich der Hoefelmayr-/Haubenschloßpark mit mehreren Kriegerdenkmälern. Der Engelhaldepark entstand nach einer Rekultivierung einer Kiesgrube. Um den Stadtweiher im Südwesten der Stadt ist eine bis in das Jahr 1980 gestaltete Grünfläche mit Gehwegen vorzufinden. Im Nordwesten der Stadt befindet sich der Schwabelsberger Weiher mit Auen und angelegten Fußwegen. Im Westen am Adenauerring ist der steile Calgeerpark angelegt.

### Vereine

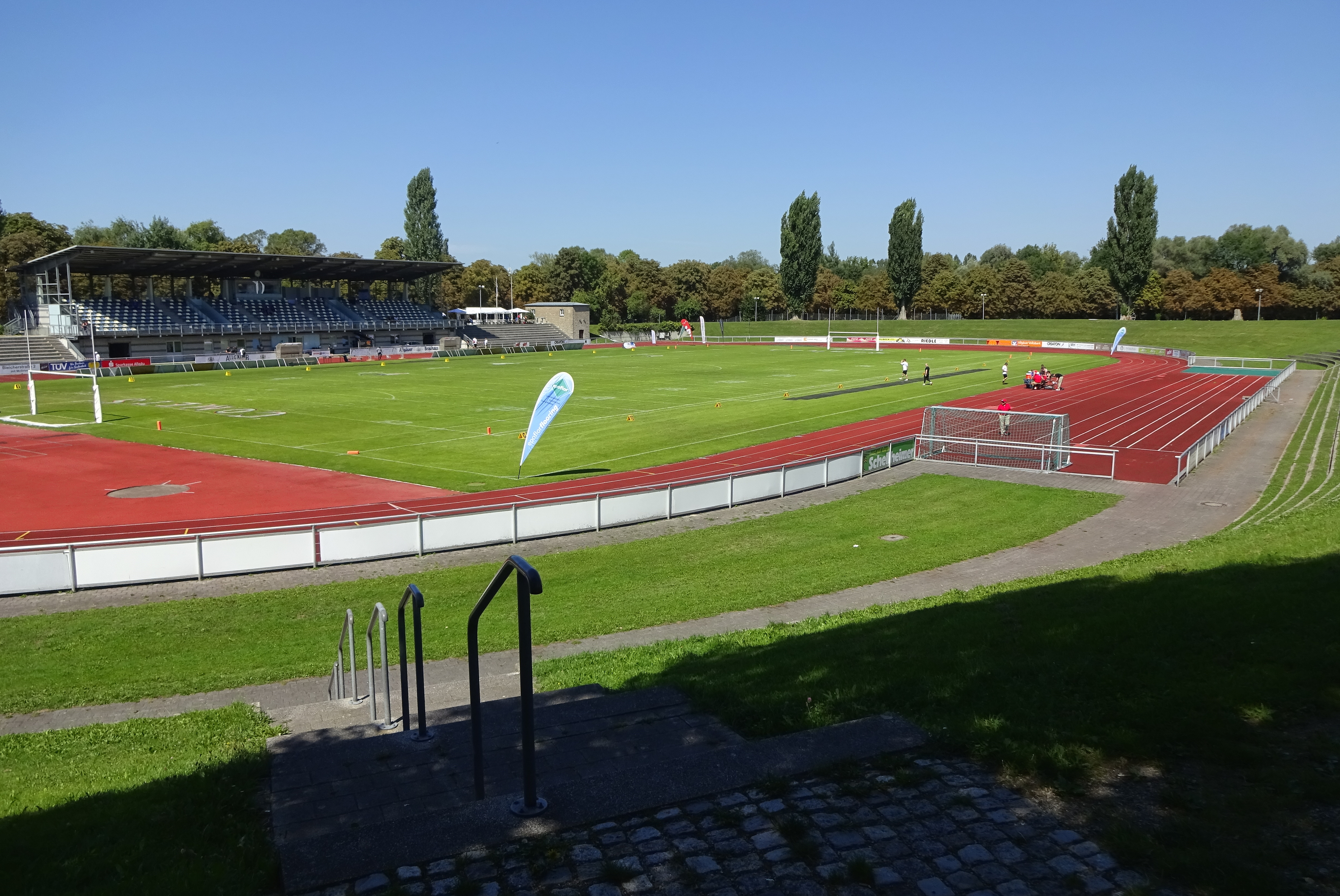
Das Illerstadion des FC Kempten im August 2015

#### Sportvereine
Mit rund 22.700 Mitgliedern (Stand: 31. Dezember 2021) ist die Sektion Allgäu-Kempten des Deutschen Alpenvereins der größte Verein in Kempten, eine der größten Sektionen des Deutschen Alpenvereins und einer der mitgliederstärksten Sportvereine Deutschlands.
Ein Fußballverein ist der FC Kempten. Er entstand 1908 durch eine Abspaltung von einem Turnverein. Sein Stadion ist das Illerstadion am Augarten. Der TSV Kottern-St. Mang ist ein Mischsportverein. Der Verein hat Abteilungen für Fußball, Tennis, Eishockey, Leichtathletik und weitere Sportarten. Eishockeymannschaften in Kempten gibt es seit den 1950er Jahren. Eine der neueren Sportarten ist American Football; vertreten wird diese Sportart durch die erfolgreichen Allgäu Comets. Die Allgäu Comets sind wie der FC Kempten im Illerstadion aktiv. Im März 2015 verschmolzen die beiden Vereine TV Kempten 1856 und TV Jahn Kempten; der Verein tritt nun als TV Kempten auf. Der Schießsport kann in mehreren Vereinen ausgeübt werden. Der bekannteste und älteste Vertreter ist die im Jahre 1466 gegründete königlich privilegierte Feuerschützengesellschaft. Sie tritt nach erneutem Aufstieg ab der Saison 2018/19 wieder in der Luftgewehr-Bundesliga an.

#### Kulturvereine
Einer der ältesten Vereine in Kempten ist der Heimatverein Kempten. Der Verband Heimatbund Allgäu basiert auf einer ähnlichen Tradition wie der Heimatverein, dient aber eher als Verband für diverse regionale Kultur-Newsletter und Heimatvereine. Weitere Kulturvereine sind der Allgäuer Burgenverein, die Freunde der Kemptener Museen, der Förderverein Beginenhaus Kempten und der Künstlerhaus e. V.

## Wirtschaft

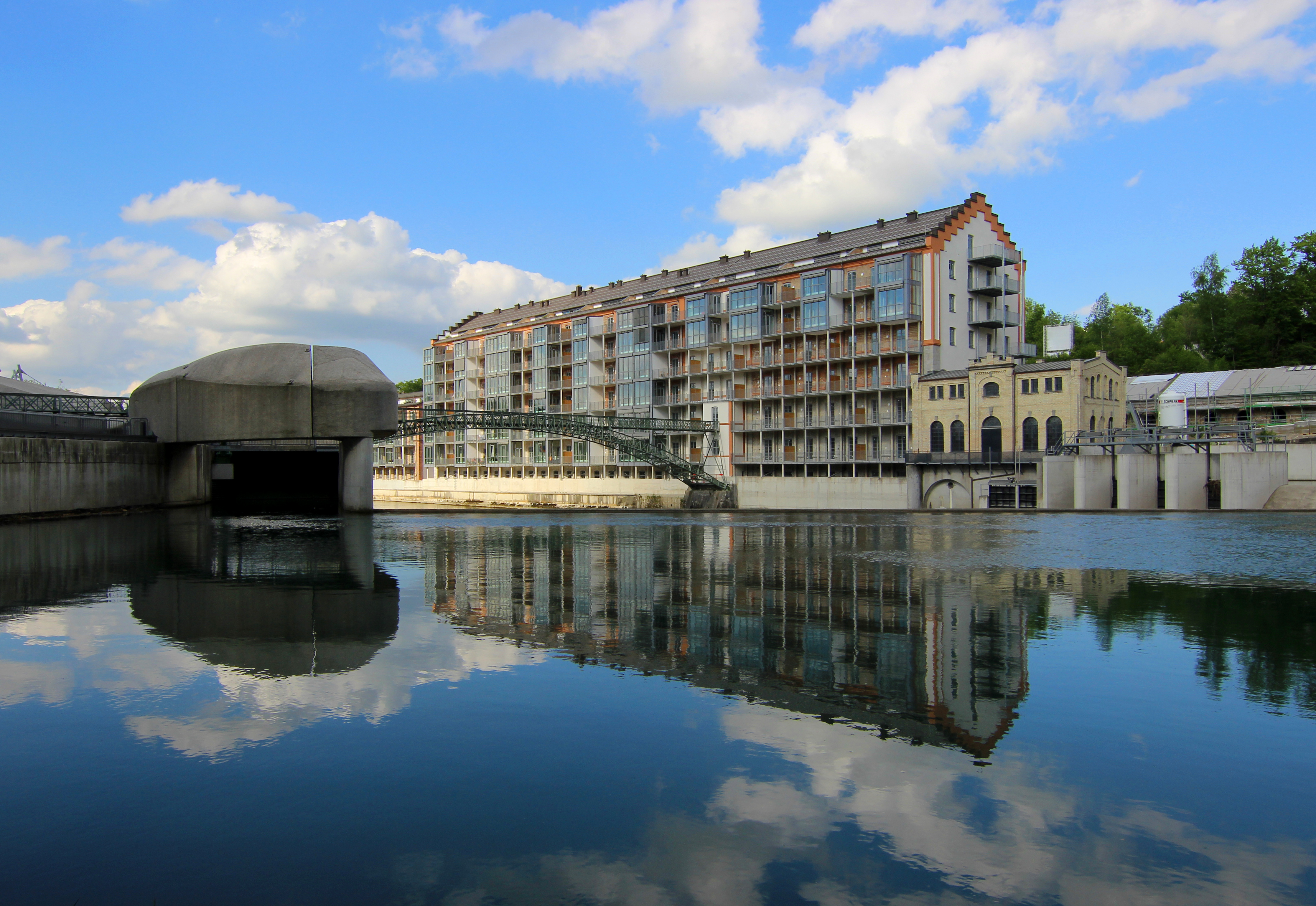
Relikt der Flachs- und Baumwollwirtschaft: Die geschlossene Mechanische Baumwollspinnerei und -weberei Kempten

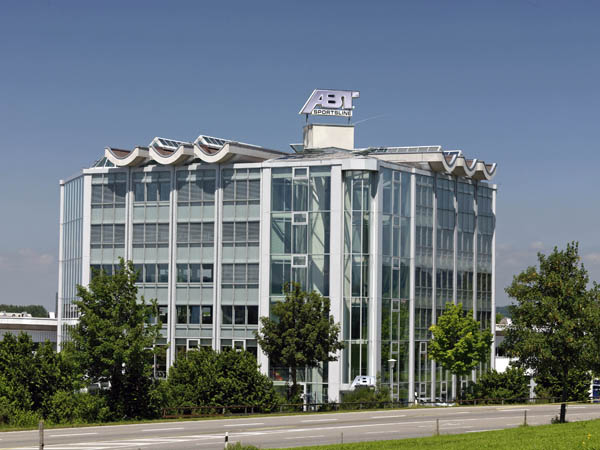
Abt-Unternehmensgebäude in Kempten

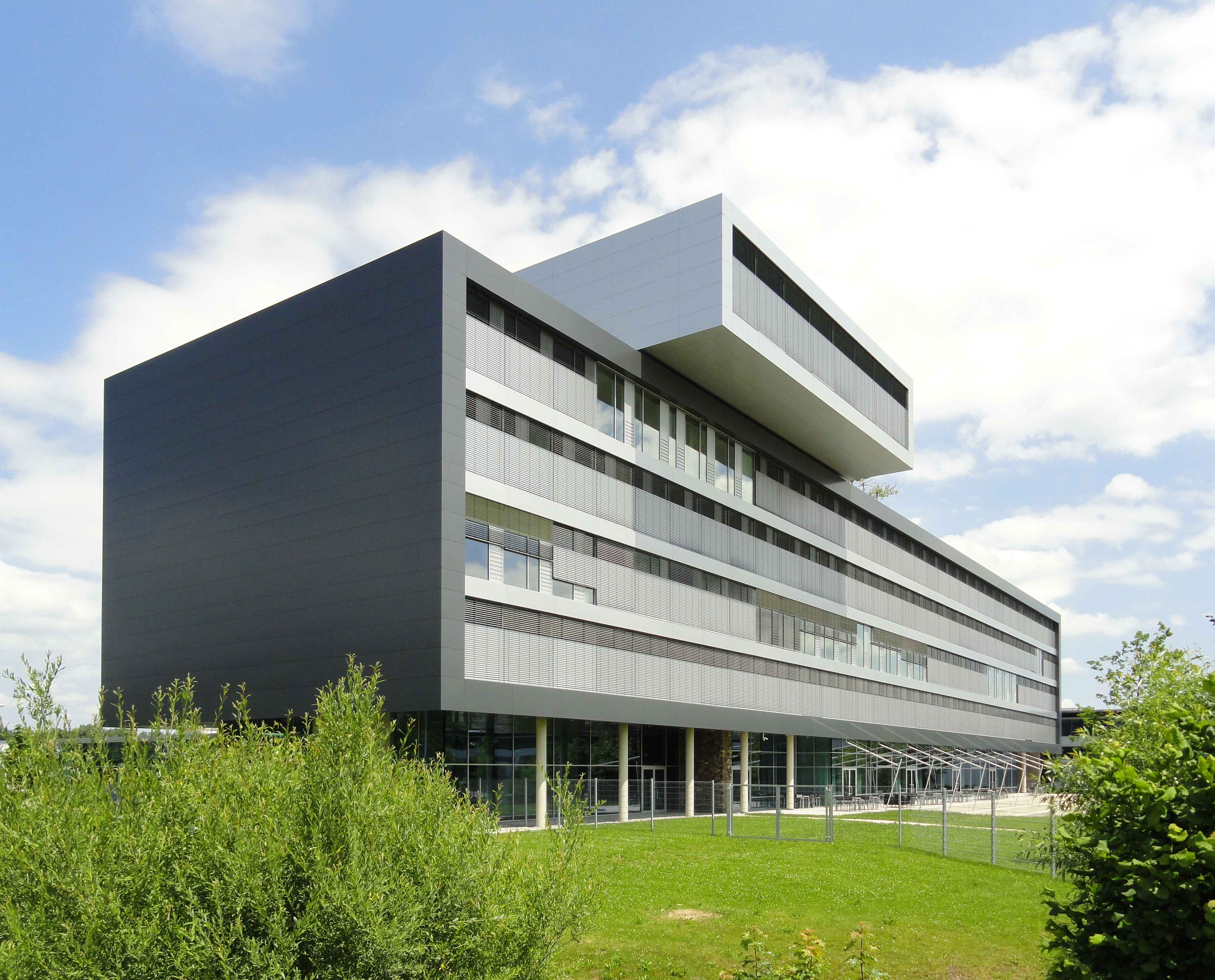
Dachser-Unternehmenssitz in Kempten

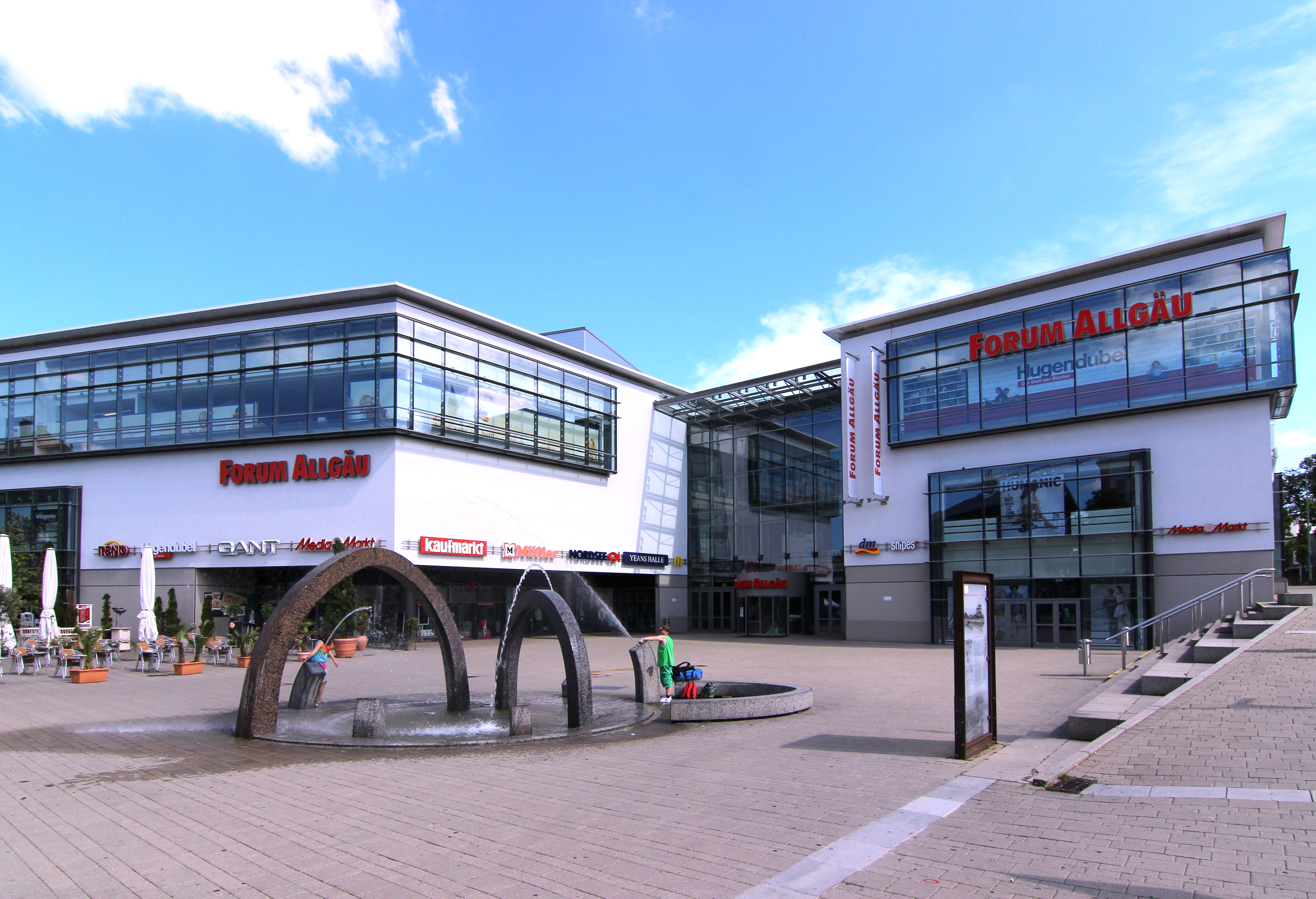
Das Einkaufszentrum Forum Allgäu

Im Jahre 2016 erbrachte Kempten innerhalb der Stadtgrenzen ein Bruttoinlandsprodukt (BIP) von 3,59 Milliarden €. Das BIP pro Kopf lag im selben Jahr bei 53.401 € (Bayern: 44.215 €/ Deutschland 38.180 €) und damit deutlich über dem regionalen und nationalen Durchschnitt. In der Stadt gab es 2016 ca. 53.200 erwerbstätige Personen.
Kempten gilt im Regierungsbezirk Schwaben als „Wirtschaftslokomotive“ mit einem Marktbereich von 500.000 potenziellen Kunde. Dazu gehören Personen aus dem Allgäu und Baden-Württemberg sowie dem angrenzenden Ausland mit den Gebieten Vorarlberg und Tirol. Die Kaufkraft lag in Kempten im Jahr 1998 neun Prozent über dem Bundesdurchschnitt.
Aufgrund der Tatsache, dass Kempten für jegliche Art von Schwerindustrie ungeeignet ist, keine Rohstoffe wie Erze hat und kein Industriegroßkonzern hier seinen Sitz hat, haben sich in Kempten vor allem exportorientierte mittelständische Unternehmen angesiedelt. Dies erkannte bereits Bürgermeister Otto Merkt, als er einmal anmerkte, dass die Textil- und Holzindustrie sowie die Milchwirtschaft von besonderer Bedeutung seien. Insbesondere die Hochschule Kempten zieht viele Firmen wegen der gut ausgebildeten Fachkräfte an. In den ersten zwei Amtsjahren von Oberbürgermeister Ulrich Netzer stieg die Zahl der Beschäftigten im verarbeitenden Gewerbe um fast 500 auf rund 6000. Hierbei machte der Umsatz 1,46 Millionen DM aus. Ein Drittel des Geldes wurde durch Exportgeschäfte eingenommen.
Kempten zählte 1998 mit 39.200 Arbeitnehmern und einer durchschnittlichen Arbeitslosenquote von 7,1 Prozent zu den zehn günstigsten Arbeitsamtsbezirken in Deutschland. Die Arbeitslosigkeit der kreisfreien Stadt Kempten lag im Januar 2011 bei 4,8 Prozent und damit im bayerischen Durchschnitt. Die Arbeitslosigkeit lag im Mai 2012 bei 3,1 Prozent. Im Dezember 2018 lag die Arbeitslosenquote bei 3,0 % und damit leicht über dem bayerischen Durchschnitt von 2,7 %.
In Kempten sind zum 30. Juni 2014 36.518 sozialversicherungspflichtige Beschäftigte angestellt. Es gibt des Weiteren 21.461 Einpendler.
In den letzten Jahren wurden bis 2008 Gewerbeflächen in Ursulasried, Bühl-Ost und an der Stiftsbleiche ausgewiesen. Die letzten beiden Gebiete umfassen eine Fläche von 16 ha. Von 2002 bis 2008 wurden durch diese Maßnahmen etwa 1300 Arbeitsplätze geschaffen. Im Jahr 2012 erklärte die Telekom, den Standort Kempten mit einem Glasfasernetz versehen zu wollen. Die Arbeiten wurden 2013 abgeschlossen.
Bei Leistungsvergleichen durch Wirtschaftsinstitute ergaben sich für Kempten in der Vergangenheit zunehmend gute Ergebnisse. Das ifW vergab der Stadt im Jahr 2012 beim Nachhaltigkeitspotenzial den elften Platz innerhalb der 100 größten kreisfreien Städte in Deutschland. Bei einer bundesweiten Untersuchung der GfK belegte Kempten 2012 den neunten Platz als Einzelhandelsstandort. Bei einer gemeinsamen Studie der Wirtschaftswoche, INSM und IW Consult belegte Kempten im Jahr 2010 den neunten Platz beim bundesweiten Städtetest. In die Studie flossen Daten vom Arbeitsmarkt, Wohlstand und Standort ein. Im Zukunftsatlas 2016 belegte die Stadt Platz 59 von 402 Landkreisen und kreisfreien Städten in Deutschland und zählt damit zu den Orten mit „hohen Zukunftschancen“.

### Einzelhandel

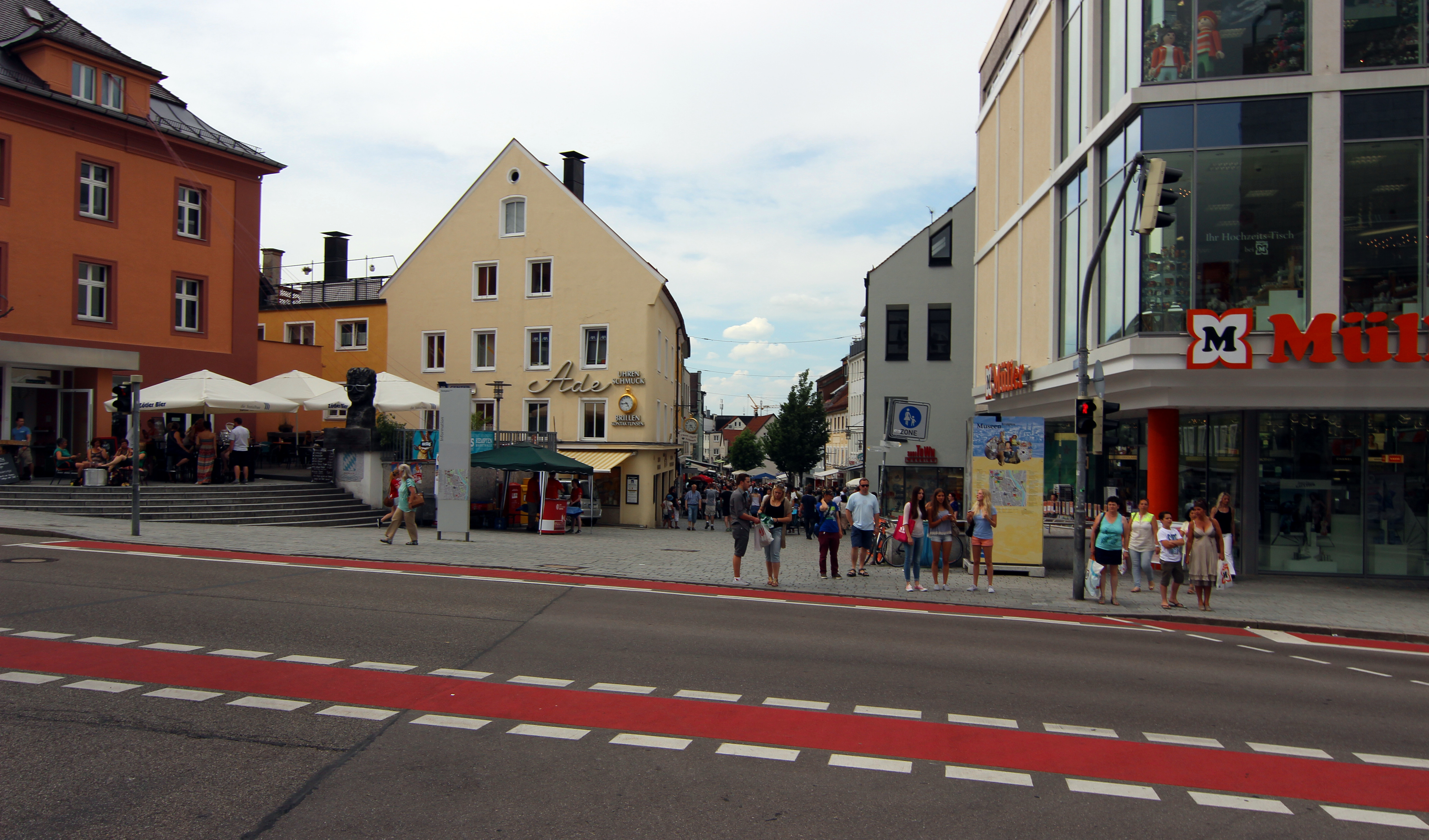
Südlicher Eingang in die Fischerstraße, die 1970 zur ersten Fußgängerzone in Schwaben ausgebaut wurde.

Die Stadt Kempten gehört zu den drei bayerischen Städten mit der höchsten „Einkaufszentralität“. Während seiner Amtszeit baute Oberbürgermeister August Fischer Kempten zur Einzelhandelsmetropole aus. Es öffneten in der Innenstadt zahlreiche Kaufhäuser wie Quelle, Horten oder C&A.
In der Innenstadt gibt es seit 1970 mit der Fischerstraße die erste ausgebaute Fußgängerzone im Regierungsbezirk Schwaben. Es folgten daraufhin verkehrsberuhigte Zonen wie die Rathausstraße, Fischersteige, Promenadestraße, Sutt, Klostersteige und 1998/99 die Brandstatt. Die Fischerstraße wurde von 1999 bis 2000 modernisiert und 2010 die Gerberstraße umgebaut. Geprägt wird das aus historischer Sicht neuerfundene „Mühlbachquartier“ durch ein riesiges Mühlrad („Filmspule“) aus Metall mit einem Wasserlauf entlang der Fußgängerzone. In der Bevölkerung werden diese Wasserrinnen spöttisch als „Pissrinnen“ bezeichnet.
Konkurrenz für die zentralen Fußgängerzonen ist das Forum Allgäu. Die Shopping-Mall, die am 10. September 2003 ihre Türen öffnete, hat auf 23.000 m² und drei Ebenen etwa 90 Geschäfte, Restaurants und Cafés.

### Medien
An größeren Medien haben ihren Firmensitz in Kempten der Allgäuer Zeitungsverlag, der Radiosender RSA und der Lokalfernsehsender TV Allgäu für die Region.
In Kempten gibt es eine eigene Lokalredaktion des Kreisboten-Verlags aus dem oberbayerischen Weilheim. Zu den Stadtmagazinen gehört das „0831“ sowie das Magazin „Allgäu Live In“. Seit 2001 sendet die Lokalstation des Senders Radio Galaxy in Kempten.

### Ansässige Unternehmen

#### Dienstleister
Die Deutsche Post AG hat in Kempten das Briefzentrum Augsburg-Kempten. Im Mineralölhandel spielt das Unternehmen Adolf Präg eine bedeutende Rolle; es betreibt Tankstellen und Großtanklager in Deutschland.
In Kempten hat der international operierende Logistikdienstleister Dachser seinen Geschäftssitz. Auch die Spedition Franz Lebert betätigt sich in dieser Branche.
Abt Sportsline mit Sitz in Kempten ist ein international bekannter Rennstall und Autoveredler. Das Unternehmen Seitz betreibt in Kempten und dem Umland mehrere Autohäuser mit Ausrichtung auf die Volkswagen-Marken. In Kempten ist die Einzelhandelskette Feneberg Lebensmittel ansässig.
Die Banken Sparkasse Allgäu sowie die Allgäuer Volksbank Kempten-Sonthofen haben ihren Sitz in Kempten. Im Verlagswesen sind der Allgäuer Zeitungsverlag, der Verlag Tobias Dannheimer und der Kösel-Verlag zu nennen.
Die Codesys Group in Kempten ist Softwarehersteller von Codesys als Entwicklungsumgebung für Speicherprogrammierbare Steuerungen.

#### Industrie
Das Unternehmen Edelweiss produziert Molkereiprodukte wie unterschiedliche, international vertretene Produkte namens „Brunch“, „Bresso“ oder „Milkana“. Liebherr-Verzahntechnik ist ein maschinenproduzierendes Unternehmen, das seit 1961 seinen Sitz in Kempten hat. Die Kemptener Maschinenfabrik (KMF) ist eine Tochter des Traktorenherstellers Fendt und produziert für diesen verschiedene Teile, daneben aber auch für Mercedes-Benz. Das Allgäuer Brauhaus hat, obwohl die Brauerei nach Marktoberdorf umgezogen ist, immer noch seinen Verwaltungssitz in Kempten.
Das Allgäuer Überlandwerk versorgt das Allgäu mit Elektrizität.
Das Unternehmen Ott Hydromet wurde 1873 gegründet und spezialisierte sich auf hydrometrische Messsysteme. Das bis 2014 als ESK Ceramics bekannte Unternehmen wurde 1922 gegründet und produziert technische Keramik. 2014 folgte die Umbenennung in 3M Technical Ceramics.
Als die 4P-Gruppe im Jahr 1964 ihren Verwaltungssitz nach Kempten verlegte, wurde die Stadt zu einem Zentrum der Verpackungswirtschaft. 1973 exportierte das Unternehmen in 40 Länder und erreichte einen Umsatz von 520 Millionen Mark. In den 1990er Jahren geriet das von Gerhard Kisel geführte Unternehmen in wirtschaftliche Schwierigkeiten und wurde vom Konzern Van Leer aufgekauft. 1997 kaufte der belgische Konzern Van Genechten das Unternehmen und erwirtschaftete im Jahr darauf mit der VG Nicolaus einen Umsatz von 47 Millionen Euro.
Ehemalige Unternehmen sind die Zwirnerei Denzler AG, die Baumwollspinnerei und -weberei Kempten und die Kottern Textil AG. Diese drei Unternehmen, die ausschließlich auf die Textilbranche ausgerichtet waren, wurden Anfang der 1990er wegen zu starker Konkurrenz aus Fernost aufgelöst. Hier sind auch ehemalige Brauereien wie die Brauerei zur Stadt Hamburg, Zum Schwarzen Adler sowie weitere kleine Gaststätten wie das Wein-Fässle oder Zum Engel zu nennen.
Im Jahr 1948 wurde die chemisch-pharmazeutische Fabrik Cefak in Kempten gegründet. Zu ihren Produkten gehörte etwa das gefäßkrampflösende, auf Cefatrat basierende Kombinationspräparat Cefadysbasin.
Die 1949 gegründete Bahnhof-Apotheke produziert seit 1988 in der Kemptener Innenstadt ihre Aromatherapie-Produkte. Mit über 320 Mitarbeitern ist es eines der größeren Unternehmen in Kempten.

## Infrastruktur

### Öffentliche Einrichtungen
Die kreisfreie Stadt Kempten ist das Oberzentrum der Region Allgäu und damit Sitz wichtiger staatlicher Behörden der Justiz-, Finanz- und Landwirtschaftsverwaltung. In Kempten befindet sich der Hauptsitz der Bundesagentur für Arbeit Kempten-Memmingen.

#### Justiz
Das Amts- und Landgericht Kempten hat seinen Sitz in der Fürstäbtlichen Residenz. An der Königsstraße ist das Arbeitsgericht Kempten untergebracht. Kempten ist Sitz der Justizvollzugsanstalt Kempten. Besondere Aufmerksamkeit zog das Landgericht durch das „Zigeunerjuden“-Urteil auf sich. Zusätzlich kommt dem Amts- und dem Landgericht eine besondere nationale Aufgabe zu, da sie laut § 11a StPO zuständig sind für Straftaten, die von Soldaten in Auslandsverwendung im Ausland begangen werden.

#### Feuerwehr
Seit 1855 gibt es die Freiwillige Feuerwehr Kempten. Heute werden die aus überwiegend freiwilligen und ehrenamtlichen Einsatzkräften bestehenden Löschzüge und Löschgruppen von dem Stadtfeuerwehrverband Kempten organisiert. Zwei Löschzüge sind in der Hauptwache an der Rottachstraße stationiert. Weitere Löschzüge befinden sich in Lenzfried und Sankt Mang. Löschgruppen sind in Leubas, Hohenrad, St. Lorenz und am Stadtweiher positioniert. 2011 wurde durch den Stadtrat eine hauptamtliche Feuerwehr beschlossen.

#### Gesundheits- und Betreuungseinrichtungen
Kempten besitzt das Klinikum Kempten. Die Klinik der Versorgungsstufe II gehört dem Klinikenverbund Kempten-Oberallgäu an und hat 490 Betten. 2012 wurde der letzte Ausbau abgeschlossen; das alte Kreiskrankenhaus Kempten wurde daraufhin geschlossen. Am Klinikum befindet sich seit 2015 mit dem Bezirkskrankenhaus Kempten eine Psychiatrische Fachklinik.
Die ärztliche Versorgung in Kempten im Jahr 2011 bestand aus 59 Allgemeinmedizinern bzw. Hausärzten, 118 Fachärzten und 55 Zahnärzten. Im gleichen Jahr gab es 747 Plätze in sieben Alten- und Pflegeeinrichtungen.
In 31 Kindergärten wurden im Jahr 2011 insgesamt 2069 Kinder betreut, das Erziehungspersonal belief sich auf 301 Betreuer.

#### Militär und Garnison

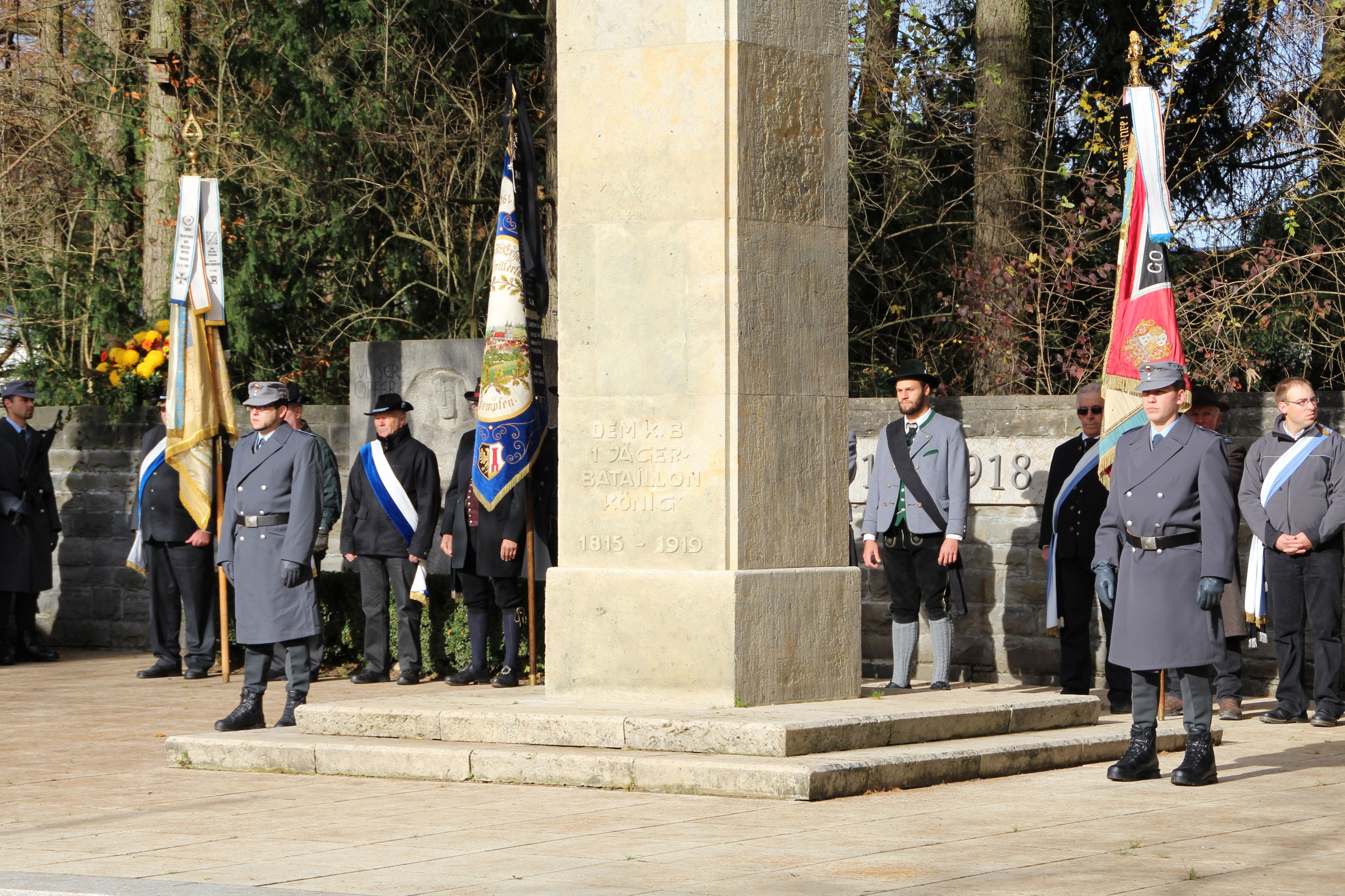
Das 1930 eingeweihte Jägerdenkmal am Volkstrauertag (2015)

Kempten gehört zu den ältesten Garnisonsstädten in Bayern und entwickelte sich seit 1802/07 zu einem regional bedeutenden Militärstandort. Zu den in Kempten stationierten Einheiten gehörte von 1866 bis 1897 auch das Königlich Bayerische 1. Jägerbataillon „König“, an das die Jägerstraße und das Jägerdenkmal am Haubenschloß erinnert. 1897 wurde die Einheit aus Kempten abgezogen und durch das Königlich Bayerische 20. Infanterie-Regiment „Prinz Franz“ ersetzt. Nach diesem ist die Zwanzigerstraße benannt.
Am 26. Oktober 2011 wurde bekanntgegeben, die Artillerie-Kaserne und damit auch den Bundeswehrstandort zu schließen. Von den über 800 Dienstposten sollen lediglich sechs verbleiben. Bereits 1980 war das von 1938 bis 1942 errichtete Militärkrankenhaus, 1992 die Prinz-Franz-Kaserne geschlossen worden.
Eines der ersten Denkmäler für die im Krieg ums Leben gekommenen Soldaten war das Kriegerdenkmal am Lyzeum. Es folgten weitere wie das Kriegerdenkmal in Lenzfried oder das Denkmal in Heiligkreuz. Auf dem katholischen und evangelischen Friedhof erinnern ebenfalls Denkmäler an nicht zurückgekehrte Soldaten und Kriegsopfer. Die Mulzer-Föhre ist nach einem Jagdflieger benannt, das Denkmal des Iller-Unglücks erinnert an einen Vorfall, bei dem mehrere Wehrpflichtige ums Leben kamen.
Der Haubenschloss- bzw. Hoefelmayrpark entwickelte sich ab den 1930er Jahren zu einer Grünfläche mit verschiedenen Kriegsdenkmälern. Seit 1930 erinnert das Jägerdenkmal an das 1. Jägerbataillon, gleichzeitig als Mahnmal an die beiden Weltkriege. Wenige Meter davon entfernt entstanden innerhalb der nächsten Jahrzehnte weitere Mahnmale und Denkmäler.

#### Friedhöfe
Ur-Friedhöfe in Kempten waren die um die Erasmuskapelle und Seelenkapelle angelegten Friedhöfe. Wegen des Bevölkerungszuwuchses siedelte der Friedhof der Seelenkapelle an die Stelle des Katholischen Friedhofes um. Im Bereich des katholischen Friedhofes ist auch der Jüdische Friedhof gelegen; die letzte Bestattung fand dort auf Sondergenehmigung im Jahr 2008 statt. Der Friedhof um die Erasmuskapelle kam in der frühen Neuzeit an den Fuß der Burghalde. Der Evangelische Friedhof beherbergt Gräber zahlreicher bekannter Persönlichkeiten aus Kempten.
Ab 1955 legte die Stadt den Städtischen Zentralfriedhof in der Nähe des katholischen Friedhofes an. Grund hierfür war, dass die bisherigen Friedhöfe nur konfessionsbezogen waren und wegen der geschichtlichen Entwicklungen ein konfessionsneutraler Friedhof geschaffen werden musste.

### Bildung
| Schulart                      | Anzahl |
| ----------------------------- | ------ |
| Volks- bzw. Grundschulen      | 9      |
| Mittelschulen                 | 4      |
| Förderschulen                 | 5      |
| Real- und Wirtschaftsschulen  | 4      |
| Gymnasien                     | 3      |
| Private Ersatzschulen         | 2      |
| Fach- und Berufsoberschulen   | 1      |
| Berufs- und Berufsfachschulen | 13     |
| Fachschulen                   | 4      |
| Fachakademien                 | 3      |
| Gesamt                        | 48     |

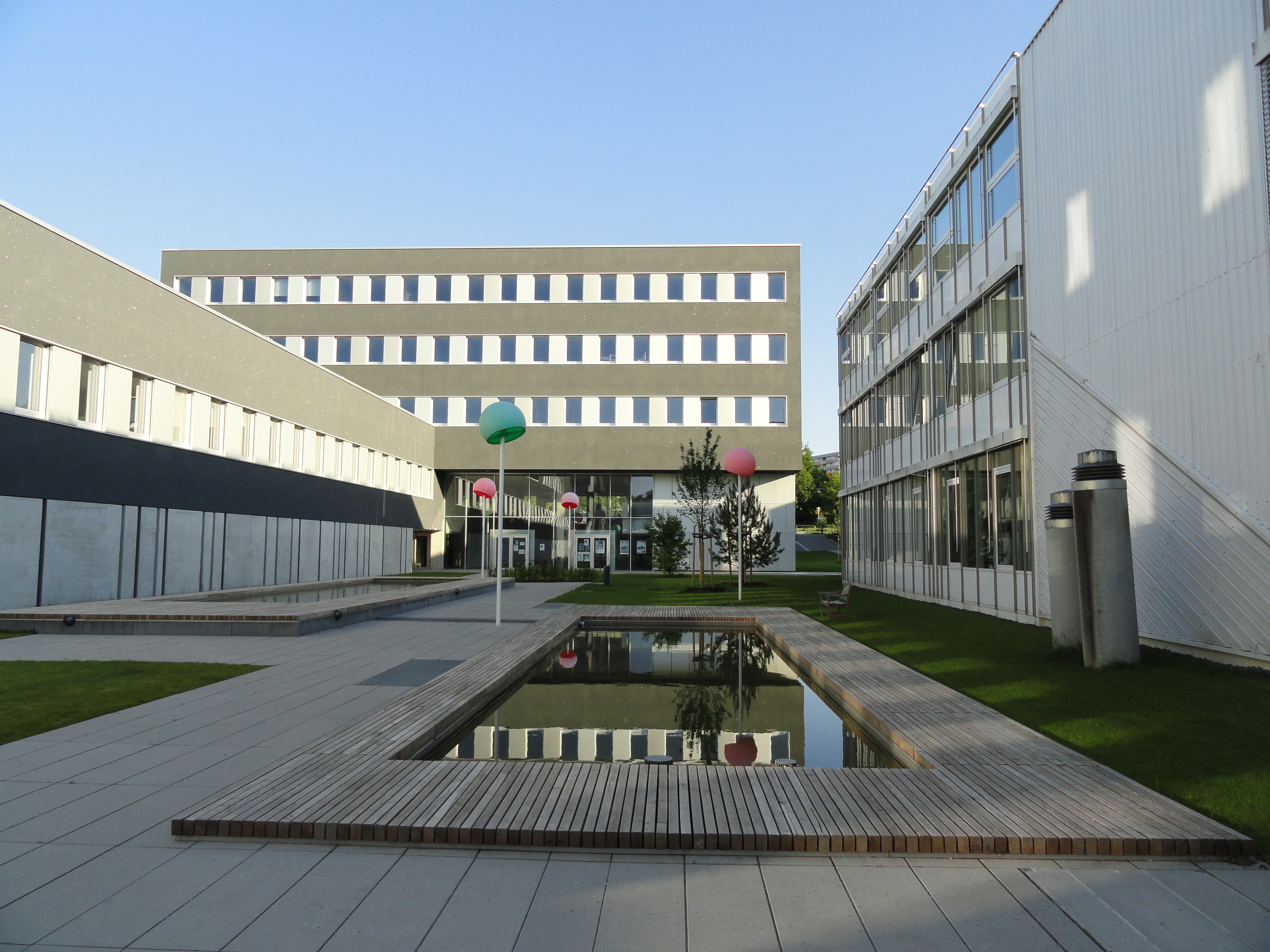
Neuester Ausbau der Hochschule Kempten aus dem Jahr 2011

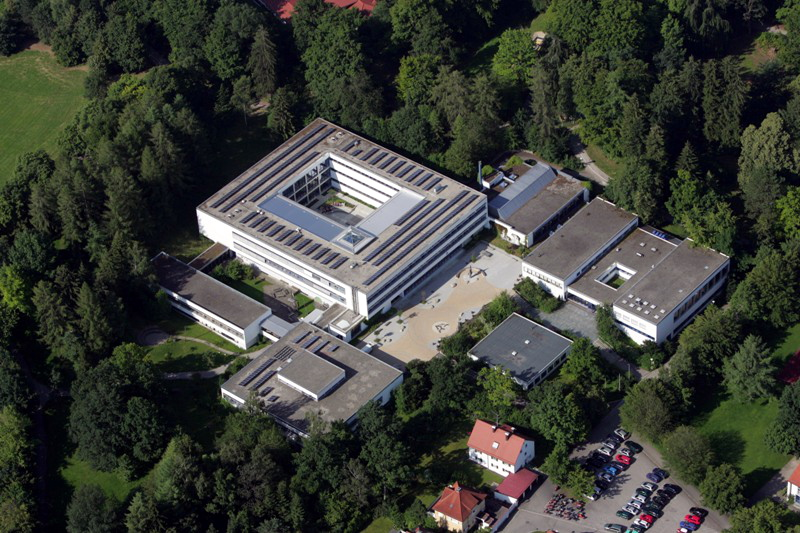
Luftaufnahme des Allgäu-Gymnasiums

Die Schulstadt Kempten hat eine breite Schullandschaft, die sich aus 48 unterschiedlichen Bildungseinrichtungen zusammensetzt. Es finden sich damit alle Schulformen in Kempten vor.

#### Allgemeinbildende Schulen
Kempten hat neun Volksschulen (Volksschule am Haubenschloß, Fürstenschule, Volksschule an der Sutt, Volksschule auf dem Lindenberg, Nordschule, Volksschule Kottern-Eich, Volksschule Heiligkreuz, Konrad-Adenauer-Volksschule, Gustav-Stresemann-Volksschule) und vier Mittelschulen (Wittelsbacherschule, Mittelschule auf dem Lindenberg, Mittelschule bei der Hofmühle, Robert-Schuman-Mittelschule).
Daneben gibt es in Kempten drei Realschulen (Maria-Ward-Realschule, Realschule an der Salzstraße, Städtische Realschule). Den Abschluss der Mittelstufe bildet die Staatliche Wirtschaftsschule. Ergänzt wird das allgemeinbildende Schulprogramm durch drei Gymnasien (Allgäu-Gymnasium, Hildegardis-Gymnasium, Carl-von-Linde-Gymnasium) mit naturwissenschaftlich-technologischen, sprachlichen und humanistischen Zweigen; hierbei knüpft an die Oberstufe eine Fach- und Berufsoberschule an.
Private Ersatzschulen sind die Montessori-Volksschule und die Freie Schule Albris.

#### Berufsbildende Schulen
Die Berufsschulen I bis III (gewerblich-technische, kaufmännische, agrarwirtschaftliche, hauswirtschaftliche und gewerbliche) Berufe teilen sich das Gelände des Beruflichen Schulzentrums mit der Fach-, Berufsober- und Wirtschaftsschule.
An der Mozartstraße gibt es die private Berufsschule zur individuellen Lernförderung.
Zu nennen sind auch vier Fachschulen (Landwirtschaftsschule Kempten, Lehr-, Versuchs- und Fachzentrum für Molkereiwirtschaft, Lehr-, Versuchs- und Fachzentrum für Milchviehhaltung und Grünland), die beispielsweise den Erwerb des Titels des Molkereimeisters oder geprüften Technikers für Milchwirtschaft und Molkereiwesen anbieten. Für die gewerbliche Weiterbildung in den Fachbereichen Bau-, Elektro- und Maschinenbautechnik ist auf dem Gelände des Berufsschulzentrums die Technikerschule Allgäu untergebracht, die seit 1966 zum Staatlich geprüften Techniker ausbildet.
Dem Klinikum Kempten-Oberallgäu ist eine Berufsfachschule für Technische Assistenten in der Medizin angegliedert. Hier können die Berufe medizinisch-technischer Laboratoriumsassistent und medizinisch-technischer Radiologieassistent erlernt werden. Weitere Berufsfachschulen ermöglichen das Erlernen der Kranken- und Altenpflege.
Es gibt drei Fachakademien, unter anderem für Fremdsprachenberufe und Sozialpädagogik.

#### Hochschulen
Die Hochschule Kempten entstand in den 1970er Jahren und wurde in den letzten Jahren stetig erweitert. Im Wintersemester 2015/16 studierten an der Hochschule insgesamt 5976 Studenten. Ein umfangreiches Bildungsangebot mit rund 1000 Veranstaltungen je Semester bietet die Volkshochschule Kempten.

#### Bibliotheken

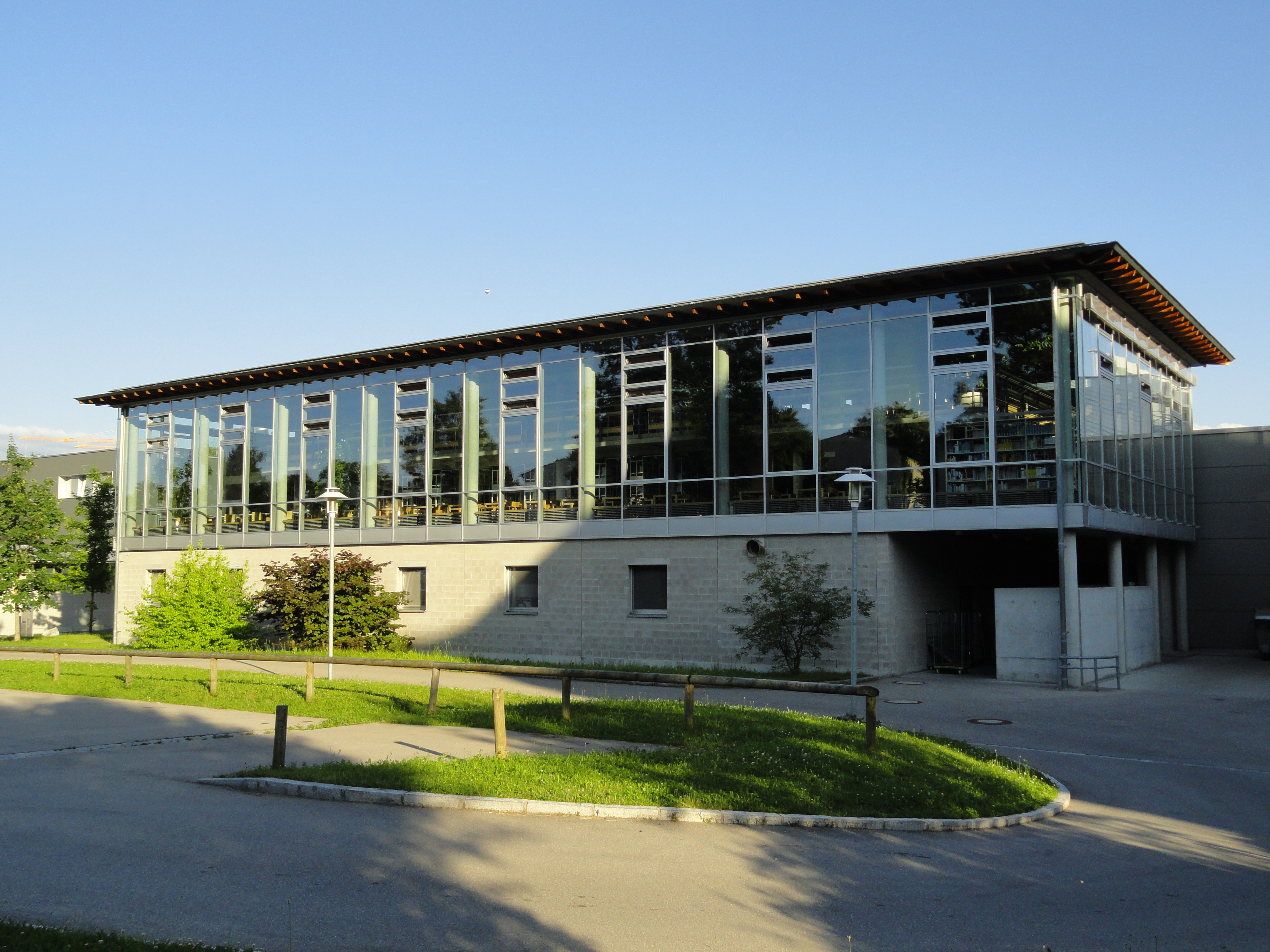
Hochschulbibliothek der Hochschule Kempten

Die Hauptstelle der Stadtbibliothek befindet sich in der Orangerie. Der Stadtteil Sankt Mang hat eine Stadtteilbibliothek im Rotschlößle. Seit 2012 wird die Onleihe Schwaben angeboten; hier können E-Books, E-Paper, E-Audios und E-Videos heruntergeladen werden. Die Hochschule Kempten hat eine eigene, öffentlich zugängliche Hochschulbibliothek. Dort können etwa 70.000 Bücher ausgeliehen und 200 gedruckte Magazine und 14.000 elektronische Medien wie Zeitschriften und Bücher gelesen werden.

#### Stadtarchiv
Das Archiv der Stadt Kempten befindet sich im Neubronner Haus und im Zollamt. Neben diversen Akten, Urkunden, Chroniken, Einwohnermeldebüchern, Grafiken und zeitgeschichtlichen Dokumentationen beherbergt das Stadtarchiv auch die Nachlässe von Otto Merkt und Alfred Weitnauer. Leiter des Stadtarchivs ist der Historiker Franz-Rasso Böck. Viele historische Bestände befinden sich in anderen bayerischen Städten wie Augsburg oder München.

#### Weitere Bildungseinrichtungen
Für körperlich, geistig oder sozial benachteiligte Kinder gibt es fünf Förderschulen.
In Kempten befindet sich auch eine Volkssternwarte.

### Verkehr

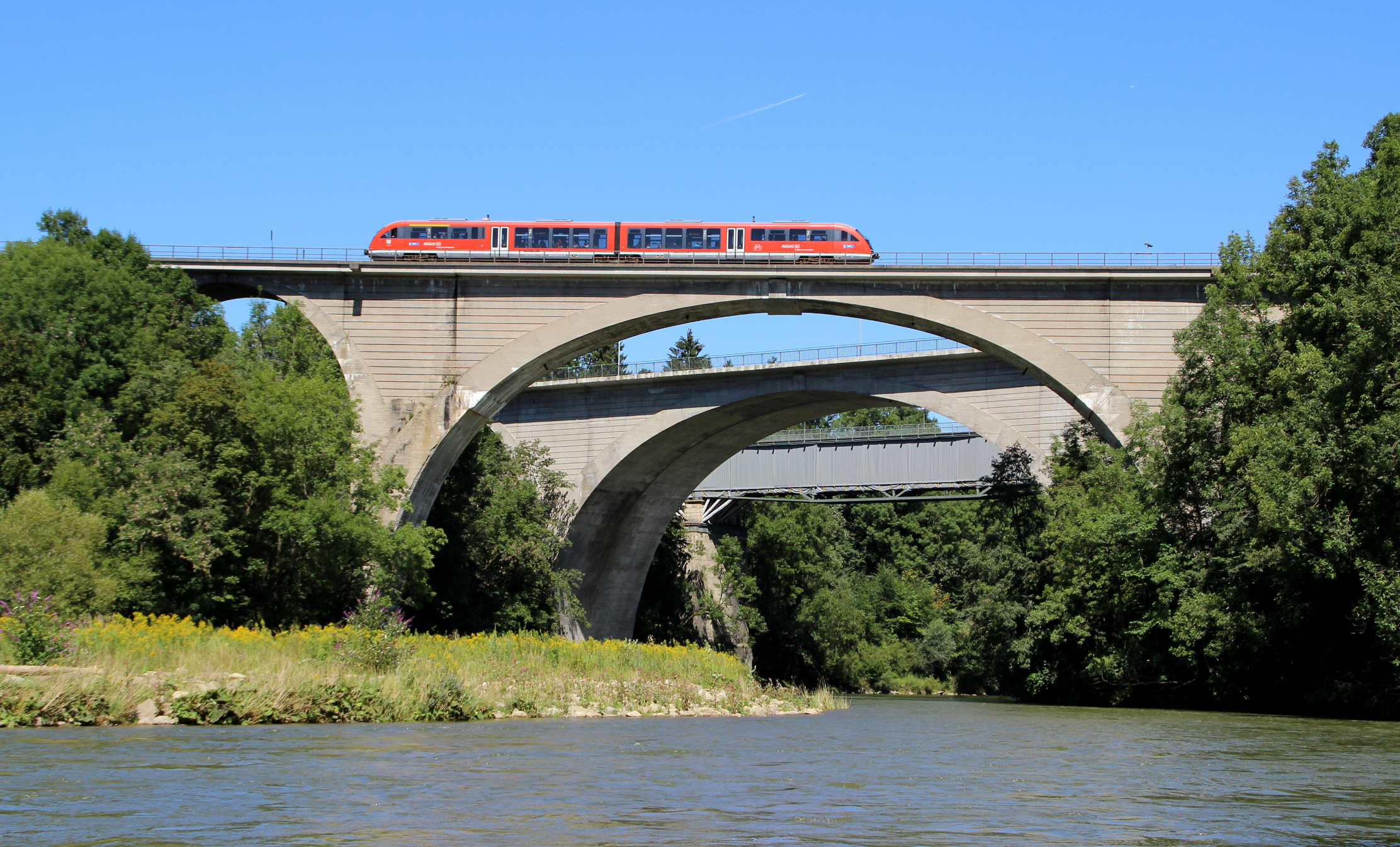
Über die Südbrücken (Obere Illerbrücken und König-Ludwig-Brücke) führen Bahngleise und der Mittlere Ring.

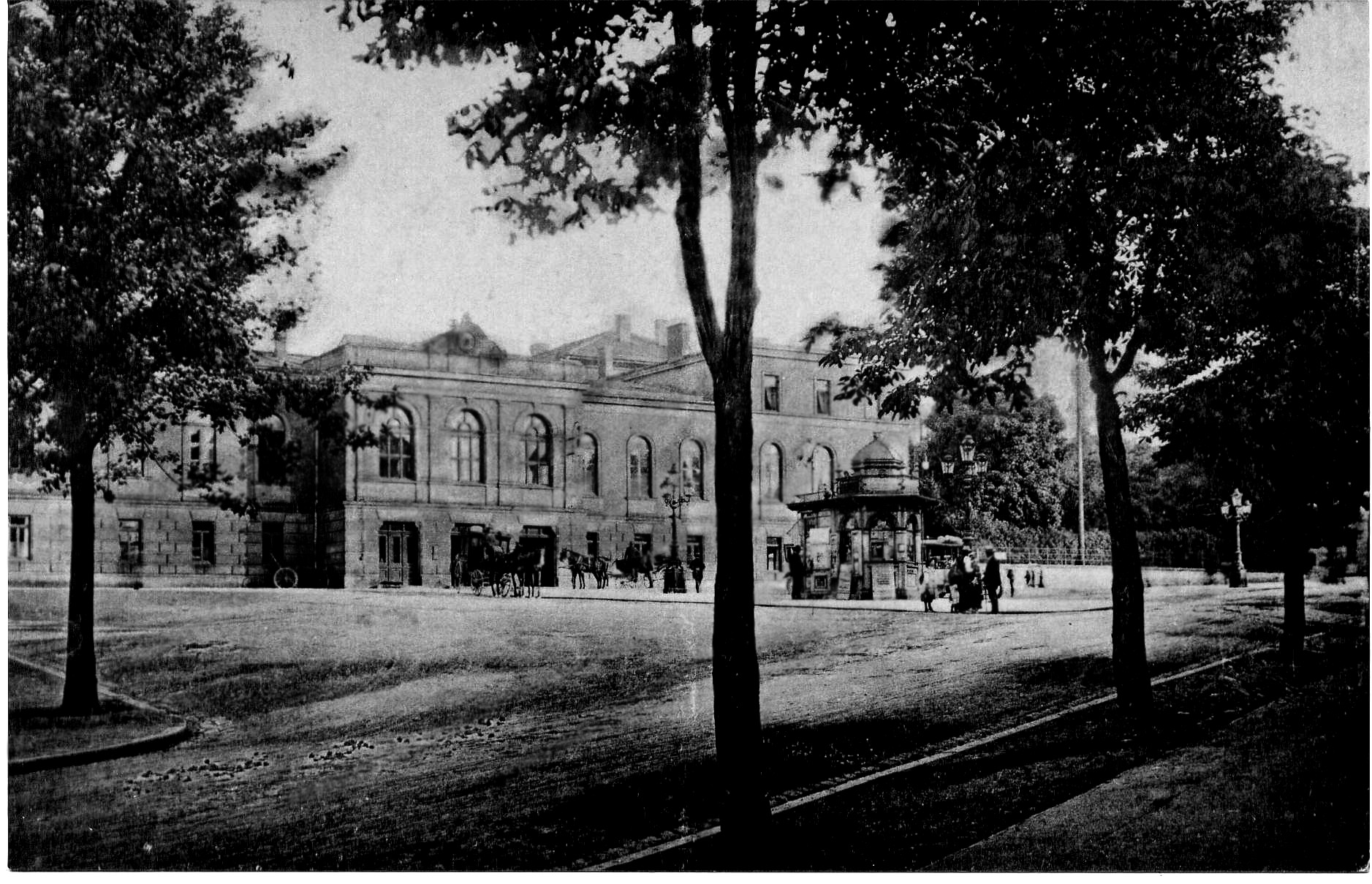
Alter Hauptbahnhof von 1888

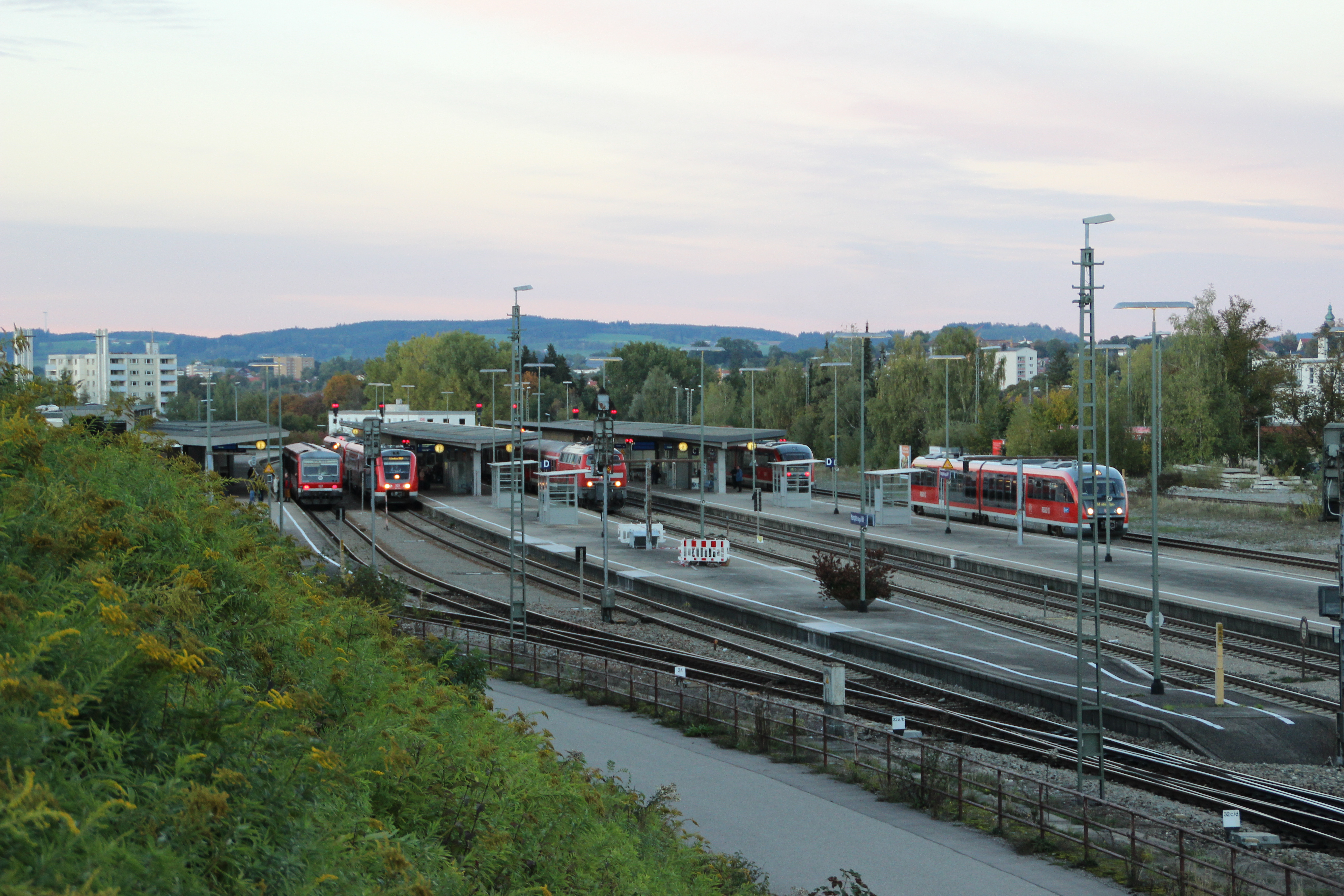
Der 1969 neu gebaute Hauptbahnhof

#### Straßenverkehr
Kempten liegt an der A 7 sowie an der kurzen A 980. Durch das Stadtgebiet führen weiterhin die Bundesstraßen 12 und 19 sowie die zum 1. Januar 2016 zur Staatsstraße 2520 herabgestufte ehemalige Bundesstraße 309.
Seit den 1970er Jahren gibt es in Kempten den durchgehend vierspurigen Mittleren Ring. Gegenüber größeren Städten ist der Ausbauzustand des Rings auffallend, denn er weist bis zu vier Fahrspuren pro Richtung (mehrere Abbiegespuren) auf. Dieser Ring führt über eine der Oberen Illerbrücken und ist als Bundesstraße 12 ausgeschildert, obwohl es sich beim Ring eigentlich um eine Kreis- bzw. Landstraße handelt. Die B 12 wird gemeinsam mit den Autobahnen 7 und 980 zur Entlastung der Stadt um Kempten herumgeführt, bis sie an der Anschlussstelle Kempten in Richtung München abzweigt. Außerdem ist an dieser Straße bemerkenswert, dass die B 19 nicht über die breit ausgebaute Strecke geleitet wird, sondern durch die Altstadt (Kaufbeurer Straße, Burgstraße, Freudenberg, Beethovenstraße, Lindauer Straße) führt.
Im November 2015 wurde die Nordspange eröffnet. Sie ermöglicht eine Ost-West-Verbindung mit Kreuzung der Iller, verbindet die Gewerbegebiete auf beiden Flussseiten und verhindert dadurch die bis dahin nötige Ortsdurchfahrt, die über den überlasteten Berliner Platz des Mittleren Rings führte.
Das teilweise dynamische Parkleitsystem der Stadt weist Autofahrer auf 16 kostenpflichtige und gebührenfreie Parkmöglichkeiten in Parkhäusern, Tiefgaragen oder auf unüberdachten Parkplätzen hin.

#### Schienenverkehr
Kempten liegt an der nichtelektrifizierten Bahnstrecke Buchloe–Lindau (Allgäubahn). Als Ersatz für den gestrichenen InterRegio der Deutschen Bahn hielt bis 2020 der alex in Kempten; zum Fahrplanwechsel wurde diese Linie von DB Regio nach einer gewonnenen Ausschreibung übernommen. In Kempten zweigt die nach Norden führende Bahnstrecke Kempten–Neu-Ulm ab. Außerdem beginnt hier die Außerfernbahn über Pfronten nach Reutte in Tirol und weiter nach Garmisch-Partenkirchen. Die Bahnstrecke Kempten–Isny wurde 1984 stillgelegt.
Kempten erhielt 1852 einen Bahnanschluss mit dem Bau der Ludwig-Süd-Nord-Bahn. Der einstige Kopfbahnhof nahe der Altstadt wurde im Jahre 1969 durch einen neuen Hauptbahnhof im Süden der Stadt ersetzt. Im Stadtgebiet von Kempten gibt es außer dem Hauptbahnhof noch die Bahnhöfe Kempten (Allgäu) Ost und St. Mang.
Bereits kurz nach dem Bau des Durchgangsbahnhof Kempten-Hegge nach der Jahrhundertwende gab es Pläne, den Hauptbahnhof als Kopfbahnhof durch einen neuen Durchgangsbahnhof zu ersetzen. Um die Stadt weiterhin an die Bahnstrecke anzubinden, wurde von Bürgermeister Otto Merkt kurz nach dem Ersten Weltkrieg vorgeschlagen, den neuzubauenden Hauptbahnhof mit einer Straßenbahn anzubinden. Aufgrund der Weltwirtschaftskrise und des Zweiten Weltkriegs verzögerte sich der Bau jedoch. Der Leiter des Tiefbauamtes Bruno Steinmetz griff die Vorkriegspläne auf und schlug eine Unterpflasterstraßenbahn vom neuen Hauptbahnhof zum Residenzplatz vor. Planungen einer Straßenbahnanbindung fanden sich noch 1991 in den verkehrsplanerischen Leitlinien, die eine Linie von neuen Hauptbahnhof über den Residenzplatz zur Stadtpfarrkirche St. Michael vorsahen.
In den 1960er Jahren wurden unter Oberbürgermeister August Fischer Konzepte für eine Stadtbahn in Kempten entwickelt, die auch von seinem Nachfolger Josef Höß weiterverfolgt wurden. Diese sollte den neuen Hauptbahnhof, den Ostbahnhof, Steufzgen und Rothkreuz verbinden. Mit der Stilllegung der Bahnstrecke Kempten–Isny wurden diese Pläne jedoch zu den Akten gelegt. Entsprechende Gedanken einer Regionalbahn zur besseren Anbindung der Innenstadt sind jedoch auch nach 2000 regelmäßig in der Diskussion.
2006 feierten die Stadt und die Deutsche Bahn das 100-jährige Jubiläum der weltweit größten Stampfbetonbrücken namens Obere Illerbrücken. Über eine der beiden Brücken läuft der gesamte Zugverkehr von und nach Neu-Ulm, von und nach Buchloe sowie von und nach Pfronten-Steinach. Trotz Versprechungen durch Regierung und Bahnverwaltung ist bisher keine einzige nach oder durch Kempten führende Bahnstrecke elektrifiziert. Somit verkehren ausschließlich dieselbetriebene Fahrzeuge. Zudem wurde die Zahl der Bahnverbindungen infolge der Bahnreform von 1994 stetig ausgedünnt. So gab es 1993 noch 23 mit dem Schienenpersonenfernverkehr ohne Umstieg erreichbare Knotenbahnhöfe, darunter München, Leipzig, Dresden, Görlitz, Regensburg, Prag und Zürich. 2005 waren es nur noch sechs Ziele, 2010 zwischenzeitlich acht, 2016 wieder nur noch sechs. Seit Dezember 2020 umgehen auch die Züge der Relation München–Zürich die Stadt nördlich via Memmingen, und seit September 2024 ist Kempten ganz ohne Schienenpersonenfernverkehr. Viele der früheren Fernverbindungen werden dabei durch den Schienenpersonennahverkehr ersetzt.

#### Öffentlicher Nahverkehr

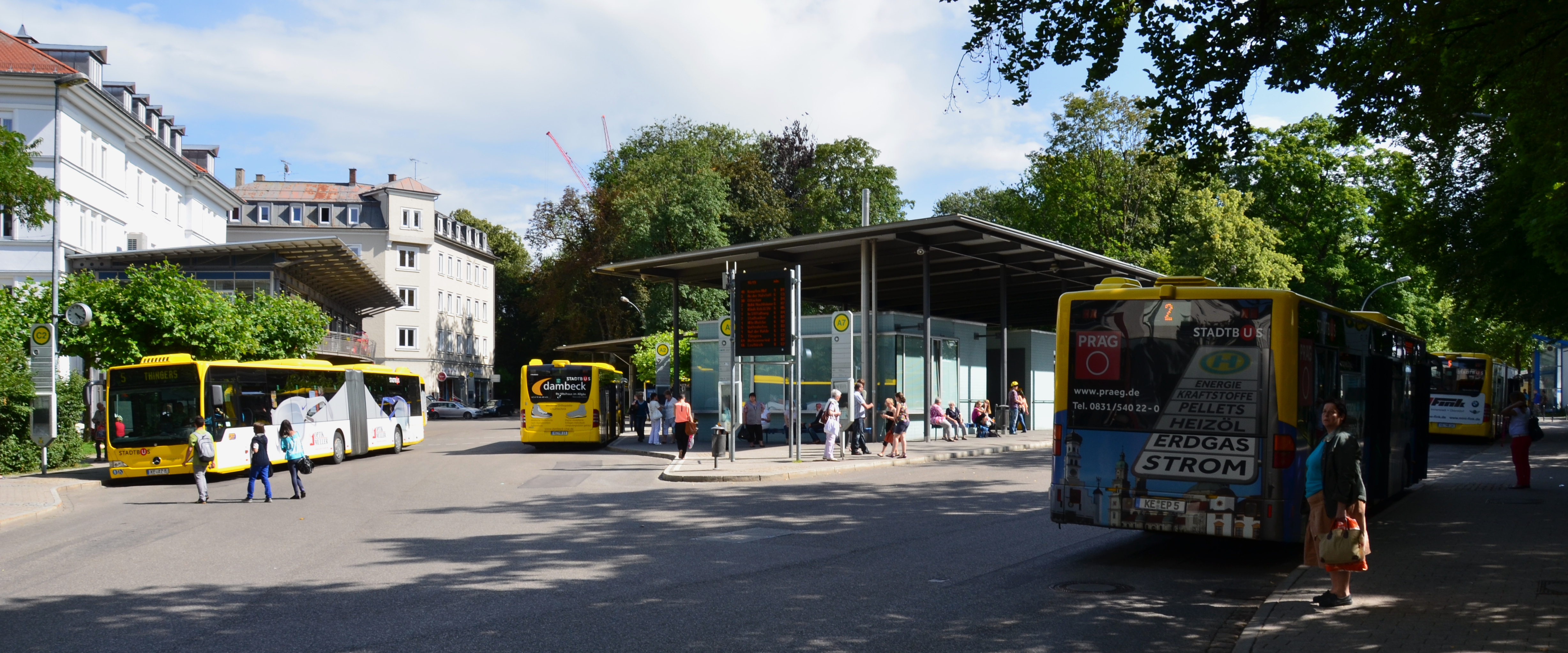
Zentrale Bus-Umsteigestelle (ZUM) in Kempten

Der städtische Busverkehr wird unter der Marke und dem Verbund Mona Allgäu geführt. Im Kempter Gebiet und Umgebung fahren 29 Linien (Stand: Februar 2013), alle treffen sich an der ZUM (Zentrale Bus-Umsteigestelle) in Kempten.

#### Flugverkehr
Kempten besitzt gemeinsam mit der Vorstadtgemeinde Durach den Flugplatz Kempten-Durach. Der höchstgelegene Verkehrslandeplatz der Bundesrepublik (710 Meter Meereshöhe) ist für Maschinen bis zu 5,7 Tonnen zugelassen. Die nächsten Verkehrsflughäfen sind in Memmingerberg (40 km), Friedrichshafen (80 km), Innsbruck (140 km) sowie München und Stuttgart (jeweils 180 km).

#### Fahrradverkehr
Kempten hat ein gut ausgebautes Radwegnetz. Lediglich in der Fußgängerzone besteht ein absolutes Fahrradverbot. Beim Fahrradklimatest 2012 des ADFC erlangte Kempten im Bundesvergleich den 14. von 252 Plätzen bei Städten mit weniger als 100.000 Einwohnern, bayernweit den 11. von 29 Plätzen bei Städten mit weniger als 100.000 Einwohnern.
Durch die Stadt führen der Allgäu-Radweg und der Iller-Radweg. Die beiden Radwege können aneinander angeschlossen werden.

### Energieversorgung

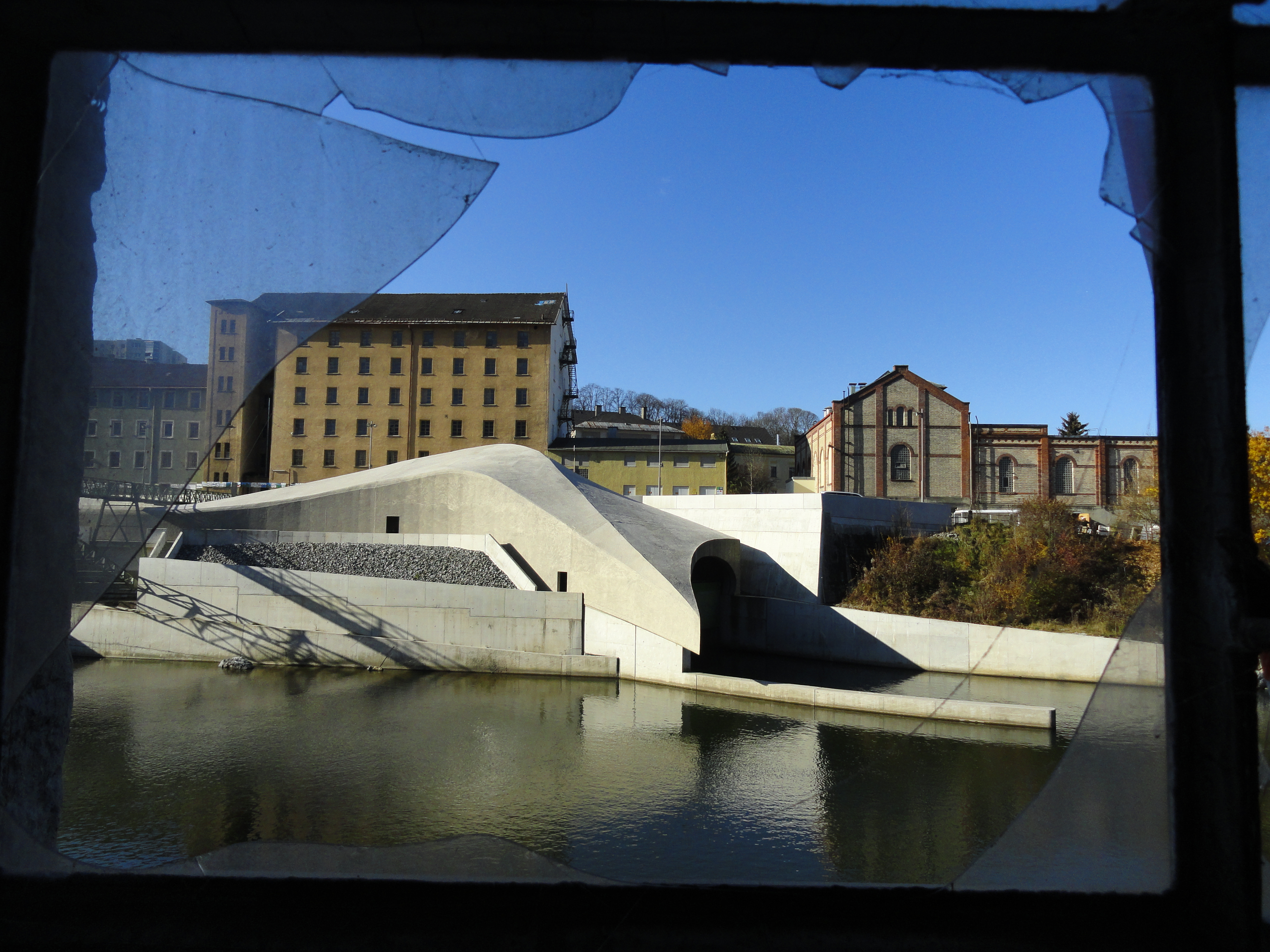
2010 fertiggestelltes Laufwasserkraftwerk an der Iller

An der Iller befinden sich mehrere Wasserkraftwerke der Allgäuer Überlandwerke, die einen Teil der städtischen Elektrizität erzeugen. Die Anlagen stammen meistens aus der Industrialisierung und dienten der Stromerzeugung für die dort ansässige Textilindustrie. Durch Verbrennung von Abfällen in den Müllheizkraftwerken Kempten entstehen elektrische Energie und Wärme, die durch ein Fernwärmenetz in das Stadtzentrum geleitet wird. Zusätzlich ist ein erdölbetriebenes Blockheizkraftwerk für den Winter an das Fernwärmenetz gekoppelt.

### Wasserversorgung

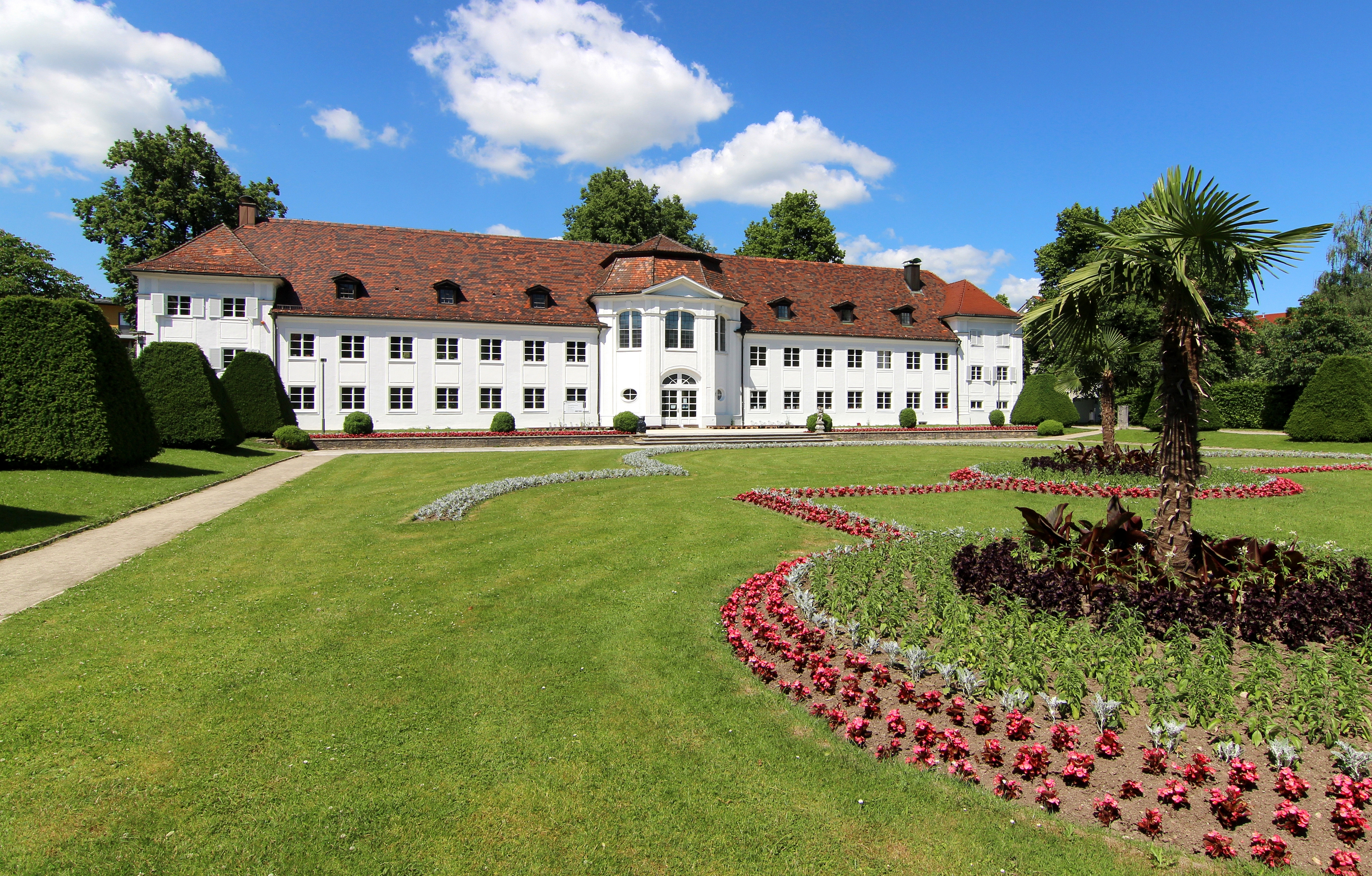
Die Stadtbibliothek befindet sich in der Orangerie im Hofgarten

Die Kemptener Bevölkerung wird zu 20 Prozent mit Trinkwasser aus dem Kemptener Gemeindegebiet versorgt. Der restliche Anteil wird durch den Zweckverband Fernwasserversorgung Oberes Allgäu (fwoa) geliefert. Der Zweckverband unterhält Grundwassergewinnungsanlagen in Altstädten, einem Pfarrdorf der Kreisstadt Sonthofen.
Zur Speicherung und Druckanpassung des Trinkwassers in Kempten dienen mehrere Hochbehälter; das Wasser fließt durch ein 260 Kilometer langes Leitungsnetz. Der Jahresverbrauch liegt bei 4,7 Millionen Kubikmetern Trinkwasser.

### Abwasserentsorgung
Die Abwasserentsorgung von Kempten und den umliegenden Gemeinden übernimmt der Abwasserverband Kempten. Im Verbandsgebiet existieren 136 km Kanalnetz. Der Anschlussgrad der Stadt Kempten lag 2016 bei 98,1 %. Das Wasser wird im Gruppenklärwerk  gereinigt. Es hat eine Ausbaukapazität von 460.000 Einwohnerwerten. Die Abwasserreinigung erfolgt mechanisch-biologisch mit vorgeschalteter Denitrifikationsstufe, Tropfkörpern und chemischer Phosphatabscheidung. Die Anlage erreicht eine Reinigungsleistung von 98 %. Das gereinigte Abwasser (35.000 m³ pro Tag bei Trockenwetter) wird in die Iller eingeleitet.
Der anfallende Klärschlamm wird verfault, getrocknet und anschließend in einer Klärschlammverbrennungsanlage verbrannt (35 t täglich). Das bei der Faulung entstehende Klärgas wird zur Stromerzeugung verwendet. So kann die Anlage inzwischen 90 % ihres Energiebedarfs selbst decken.

## Persönlichkeiten
Ehrenbürger
Der bekannteste Ehrenbürger Kemptens ist der Reichskanzler Otto von Bismarck, dem zu seinem 80. Geburtstag am 4. März 1895 mehrere deutsche Städte diesen Titel verliehen. Als letzter wurde der langjährige Oberbürgermeister Josef Höß 2011 mit dieser Ehrung ausgezeichnet.
Keine Ehrenbürgerschaft, aber eine besondere Ehrung wurde König Ludwig II. von Bayern postum 1932 mit der Errichtung des König-Ludwig-Denkmals zuteil.

## Kempton Park
Der Kempter Kaufmann Karl Friedrich Wolff gründete 1903 im Zuge des Goldrausches in Südafrika eine Stadt östlich von Johannesburg und benannte sie in Anlehnung an seine Geburtsstadt Kempton Park.

### Geschichte

#### Gesamtdarstellungen
- Volker Dotterweich u. a. (Hrsg.): Geschichte der Stadt Kempten. Im Auftrag der Stadt Kempten (Allgäu). Verlag Tobias Dannheimer, Kempten 1989, ISBN 3-88881-011-6.
- Birgit Kata, Volker Laube, Markus Naumann, Wolfgang Petz (Hrsg.): „Mehr als 1000 Jahre …“ – Das Stift Kempten zwischen Gründung und Auflassung 752–1802. (Allgäuer Forschungen zur Archäologie und Geschichte; 1) Verlag Likias, Friedberg 2006, ISBN 3-9807628-6-6.

#### Mittelalterliche und neuzeitliche Geschichte
- Stefan Kirchberger: Kempten im Allgäu: archäologische Befunde und Funde zur Entwicklung der Reichsstadt. Scrîpvaz, Berlin 2002, ISBN 3-931278-04-2 (= Archäologische Quellen zum Mittelalter, Band 1, zugleich Dissertation Universität Bamberg).
- Wolfgang Petz: Zweimal Kempten. Geschichte einer Doppelstadt. Vögel, München 1998, ISBN 3-89650-027-9 (= Schriften der Philosophischen Fakultäten der Universität Augsburg, Band 54, Historisch-sozialwissenschaftliche Reihe, zugleich Dissertation an der Universität Augsburg 1996).
- Wolfgang Petz, Josef Kirmeier, Wolfgang Jahn und Evamaria Brockhoff (Hrsg.): „Bürgerfleiß und Fürstenglanz.“ Reichsstadt und Fürstabtei Kempten. Haus der Bayerischen Geschichte, Augsburg 1998, ISBN 3-927233-60-9.
- Franz-Rasso Böck, Ralf Lienert, Joachim Weigel (Hrsg.): Jahrhundertblicke auf Kempten 1900–2000. Verlag Tobias Dannheimer, Allgäuer Zeitungsverlag, Kempten 1999, ISBN 3-88881-035-3.
- Richard Dertsch: Stadt- und Landkreis Kempten. (= Historisches Ortsnamenbuch von Bayern. Teil: Schwaben. Band 4 und 5), München 1966.
- Gerhard Willi (Hrsg.): Volks- und landeskundliche Beschreibungen aus den Landkreisen Lindau und Oberallgäu mit Kempten – die Physikatsberichte der Stadt- bzw. Landgerichte Lindau, Weiler, Kempten, Immenstadt und Sonthofen (1858-1861) Augsburg 2016, ISBN 978-3-95786-036-1
- Wolfgang Wüst: Wider „ehebruch, hurereÿ, unzucht, kuppeleÿ und unterschleipf“ – Policey-Statuten in Kempten im Jahre 1770, In: Allgäuer Geschichtsfreund, Nr. 116 (2016) S. 69–106, ISBN 978-3-9816746-1-3

#### Antike Geschichte
- Gerhard Weber (Hrsg.): Cambodunum – Kempten. Erste Hauptstadt der Provinz Raetien? (Antike Welt, Sonderband) (Zaberns Bildbände zur Archäologie). Zabern, Mainz am Rhein 2000, ISBN 3-8053-2691-2.
- Wolfgang Czysz u. a.: Die Römer in Bayern. Theiss, Stuttgart 1995, ISBN 3-8062-1600-2.
- Wolfgang Czysz, Hanns Dietrich und Gerhard Weber (Bearb.): Kempten und das Allgäu. (Führer zu archäologischen Denkmälern in Deutschland, Bd. 30). Konrad Theiss Verlag, Stuttgart 1995, ISBN 3-8062-1150-7.

#### Inhaltlich veraltet
- Josef Rottenkolber: Aus Kemptens vergangenen Tagen. Kösel-Verlag, Kempten 1954, DNB 454212291.
- Johann Bapt. Haggenmüller: Geschichte der Stadt und der gefürsteten Grafschaft Kempten. Kempten, Band 1: 1840. Band 2: 1847. (Nachdruck: in einem Band, Verlag Tobias Dannheimer, Kempten 1988, ISBN 3-88881-009-4)

### Numismatik
- Harald Derschka: Fundmünzen aus Kempten. Katalog und Auswertung der in Kempten (Allgäu) gefundenen Münzen und münzähnlichen Objekte aus dem Mittelalter und der Neuzeit. (Allgäuer Forschungen zur Archäologie und Geschichte; 2) Verlag Likias, Friedberg 2007, ISBN 978-3-9807628-7-8.
- Clemens Maria Haertle: Die Münzen und Medaillen des Stiftes und der Stadt Kempten. Bd. 2, Dannheimer, Kempten 1993, ISBN 3-88881-014-0.

### Kunst- und Baudenkmäler
- Alexander Herzog von Württemberg: Stadt Kempten (= Bayerisches Landesamt für Denkmalpflege [Hrsg.]: Denkmäler in Bayern. Band VII.85). Verlag Schnell & Steiner, München/Zürich 1990, ISBN 3-7954-1003-7.
- Michael Petzet: Stadt und Landkreis Kempten. Deutscher Kunstverlag, München 1959, DNB 453751636.

### Literarische Bearbeitung
- Ilse Roßmanith-Mitterer, Roger Mayrock: Reise nach Cambodunum: Ein Besuch im römischen Kempten. Kunstverlag Josef Fink, Lindenberg im Allgäu 2012, ISBN 978-3-89870-770-1.
- Ilse Roßmanith-Mitterer, Birgit Kata: Mit Leo ins Mittelalter. Auf Besuch im alten Kempten. Kunstverlag Josef Fink, Lindenberg im Allgäu 2016, ISBN 978-3-89870-878-4.
- Michael Kobr, Volker Klüpfel: Kommissar Kluftinger. verschiedene Bände (Krimis).